# Casbah d'Alger
Pour les articles homonymes, voir Casbah (homonymie).
Vous lisez un « article de qualité » labellisé en 2015.
La casbah d'Alger, communément appelée la Casbah (en arabe : القصبة, Al-qaṣabah,  « la citadelle ») correspond à la vieille ville ou médina d'Alger, capitale de l'Algérie, dont elle forme un quartier historique inscrit au patrimoine mondial de l'humanité de l'Unesco depuis 1992. Administrativement, elle est située dans la commune de Casbah, au sein de la wilaya d'Alger.
Probablement peuplée dès le néolithique comme divers sites du Sahel algérois, les premières mentions de la ville remontent à l'Antiquité, où elle est d'abord un port punique, puis berbère et enfin romain. Le cadre urbain actuel est conçu au Xe siècle par les Berbères sous la dynastie des Zirides, il est ensuite enrichi par les apports des autres dynasties berbères qui dominent successivement le Maghreb central. La Casbah atteint son apogée durant la période de la régence d'Alger, de laquelle elle est le siège du pouvoir politique. Colonisée par les Français en 1830, elle est progressivement marginalisée car les centres de pouvoir sont déplacés vers la nouvelle ville. Elle occupe un rôle central pendant la guerre d'Algérie, servant de bastion aux indépendantistes du FLN. À l'indépendance du pays, en 1962, elle ne retrouve pas son rôle central et redevient un espace marginalisé de la ville.
Exemple d'architecture islamique et d'urbanisme des médinas arabo-berbères, elle est aussi un symbole de la culture algérienne, un objet d'inspiration artistique et le siège d'un savoir-faire artisanal ancestral. Des acteurs locaux se battent pour faire vivre son patrimoine matériel et immatériel.

## Géographie

### Toponymie
La casbah d’Alger tire son nom de la citadelle qui la surplombe (désignée en arabe par le mot : القصبة, Al Kasabah).
Le terme « casbah » était à l'origine attribué au point culminant de la médina — la vieille ville — de l'époque ziride ; par extension, il s'est ensuite appliqué à toute la médina, délimitée par les remparts de l'époque de la régence d'Alger, au XVIe siècle.

### Situation et topographie

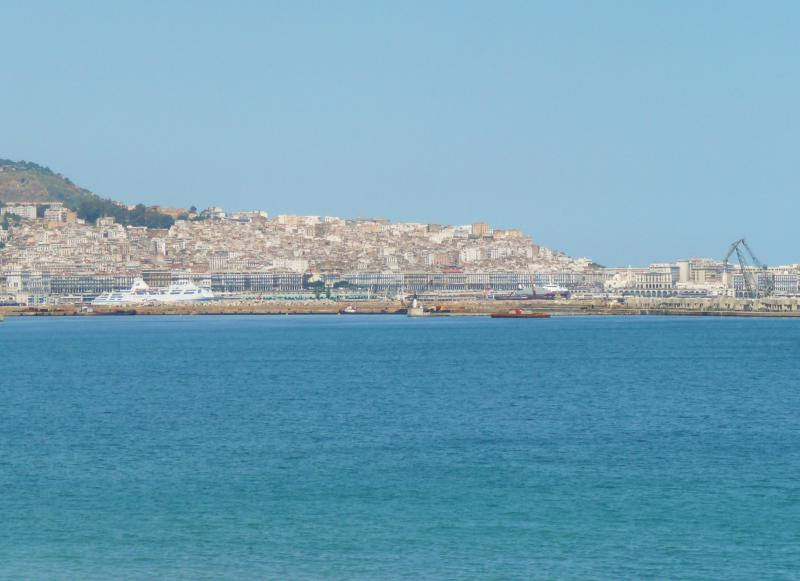
Vue sur la Casbah avec en arrière-plan le massif de Bouzeréah.

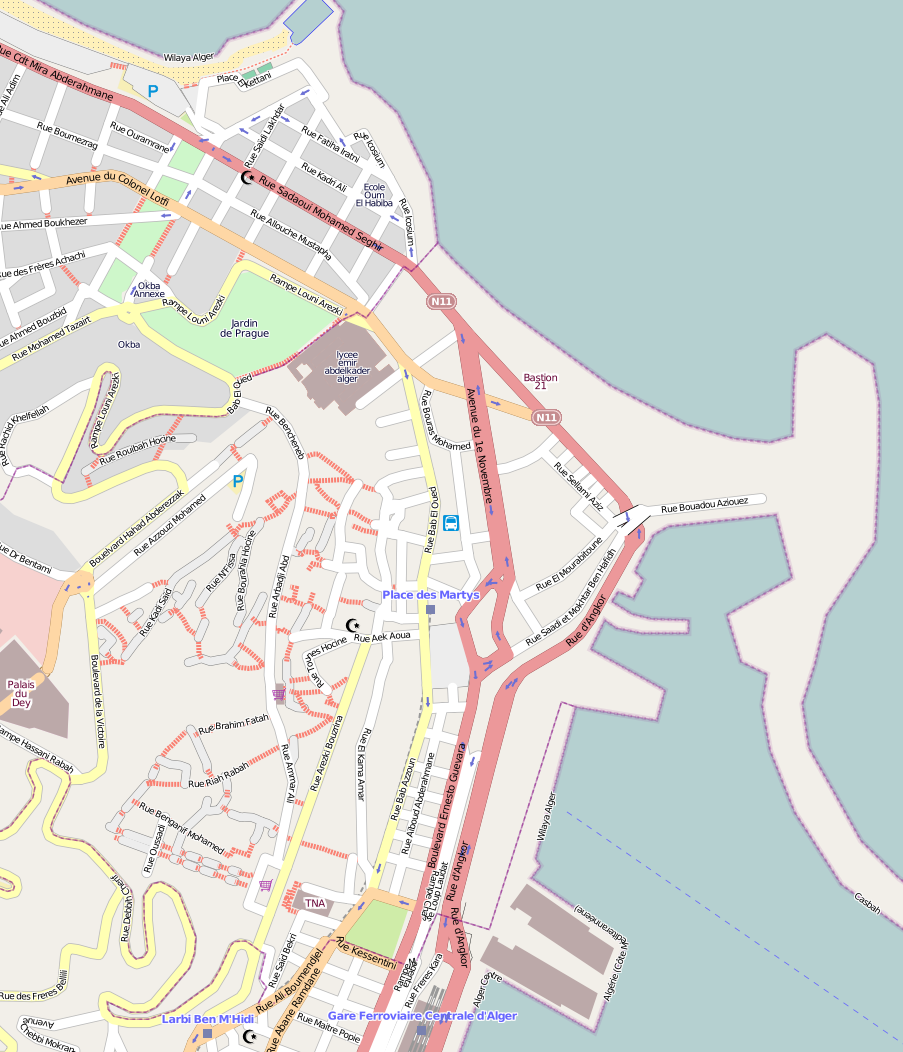
Plan de la Casbah.

La Casbah se situe dans le centre de la ville d'Alger dont elle constitue le cœur historique. La cité occupe historiquement une place stratégique car sa localisation géographique est centrale à l'échelle de l'Algérie et du Maghreb. Elle fait face à la mer Méditerranée et est construite sur un terrain présentant un dénivelé de 118 mètres. La Casbah offre ainsi, à première vue, le décor d'un enchevêtrement de maisons construites sur une pente. L’étroitesse et la sinuosité de ses rues en font une zone sans voitures, dont le ravitaillement ou le ramassage des ordures se fait encore traditionnellement à dos d'âne. Elle forme un triangle dont la base rejoint la baie d'Alger, ce qui lui donne, vue de la mer, un aspect de « pyramide colossale » ou d'« amphithéâtre triangulaire ». La blancheur de ses maisons et leur disposition alimentent le lyrisme d'auteurs qui voient la ville d'Alger sous la forme d'un « sphinx ».
La citadelle, surplombant le site de la médina, lui donne un aspect de « ville bien gardée », d'où son surnom en arabe El Djazaïr El Mahroussa. Cette réputation existe jusqu'en Europe, où le souvenir de l'échec de Charles Quint en 1541 perdure jusqu'au débarquement français de 1830.
L'implantation sur le site remonte à l'époque punique, dont la trace la plus ancienne date de la fin du VIe siècle av. J.-C. À cette époque, les Carthaginois cherchent à installer une série de relais sur le littoral méridional de la mer Méditerranée pour contrôler divers flux commerciaux, or subsaharien, argent d'Espagne ou étain des îles Cassitérides. Ce dispositif, appelé « échelles puniques », permet aux navigateurs de trouver refuge et d'avoir un lieu où échanger leur marchandise. Le site d'Alger, alors appelé Ikosim, présente des îlots qui peuvent abriter un mouillage et répond, à l'époque, à la nécessité de trouver un relais entre deux établissements puniques espacés de 80 km, Bordj el Bahri (Rusguniae) et Tipaza.
L'emplacement est protégé, d'une part, par le rivage de Bab-el-Oued et, d'autre part, par la baie de l'Agha exposée aux vents du nord et de l'est, comportant quatre îlots proches du rivage. Sur le rivage, un promontoire de 250 mètres sert alors de refuge. Le massif de Bouzaréah fournit des moellons de calcaire, et les environs de la terre à brique et des ressources en eau. Ce rôle portuaire de la ville est confirmé par le géographe cordouan Al Barki qui rapporte, au XIe siècle, que la ville est protégée par une rade, ses îlots et sa baie et qu'elle sert de point de mouillage d'hiver. Le site est à diverses époques, outre le refuge de navires commerciaux, celui de pirates et de corsaires.

### Arrière-pays
Le massif de Bouzeréah, culminant à 400 mètres, fait partie de l'ensemble du Sahel algérois, lequel ouvre sur la plaine de la Mitidja puis, plus au sud, sur le massif de l'Atlas, dont Alger est le débouché. Cet arrière-pays contribue à enrichir la ville au cours de l'histoire par ses productions agricoles issues de l'élevage et de l'apiculture. La ville se caractérise, dès le Moyen Âge, par la présence de propriétaires agricoles, par son caractère commerçant et par son statut d'important port méditerranéen ; elle exporte en effet les diverses productions locales. Cela attire la convoitise des divers conquérants qui dominent successivement le Maghreb. Alger est également située aux marges de la Kabylie et devient, à partir du XVIe siècle, le principal lieu d'accueil des populations qui en proviennent, détrônant Béjaïa, autre cité importante du Maghreb central. Elle attire donc les productions de cette région ainsi que sa main d'œuvre.

### Hydrogéologie
L’eau qui alimente l'ancienne médina provient du Sahel algérois et des nappes phréatiques du Hamma, d'Hydra et de Ben Aknoun. Elle était acheminée par un réseau d'aqueducs datant de l'époque de la régence d'Alger, lequel est toujours en place ; il est désormais remplacé par un réseau de distribution plus moderne, datant du début du XXe siècle.
La Casbah est alimentée par quatre aqueducs principaux durant la régence d'Alger, dont certains sont en fonction jusqu'au début du XXe siècle. Les eaux proviennent des environs : le Sahel, Telemly, le Hamma, Hydra et Bitraria. L'eau des nappes phréatiques est remontée par un système de norias pour être accumulée dans des bassins qui gonflent le débit des aqueducs. Un réseau de galeries filtrantes permet aussi de collecter les filets aquifères mineurs. Après avoir transité par les aqueducs, l'eau se déverse dans des réservoirs aux portes de la ville, eux-mêmes points de départ de canalisations allant vers diverses fontaines.
Les aqueducs sont bâtis entre 1518 et 1620 et cheminent à travers le Fahs pour alimenter la médina. Ils ne reposent pas simplement sur un écoulement gravitaire, mais emploient la technique du souterazi ou tours-siphons. Cette technique consiste à faire passer un conduit d'eau par un pilier en hauteur. Si, à première vue, elle ralentit le débit d'eau, elle présente des avantages certains : évacuation de la pression d'air, harmonisation de la hauteur d'eau dans les différents conduits et maîtrise relative du débit. Cette technique du souterazi se retrouve à Constantinople et dans certaines villes d'Espagne et du Maghreb.
Les sources se trouvent dans une zone d'affleurements calcaires, de gneiss et de filons de granulites reposant sur une assise schisteuse. L'alimentation en eau, outre les sources, les aqueducs et les fontaines, s'effectue grâce à des puits domestiques d'une profondeur de 50 à 70 mètres, percés dans les couches de gneiss ou de schiste.

## Histoire

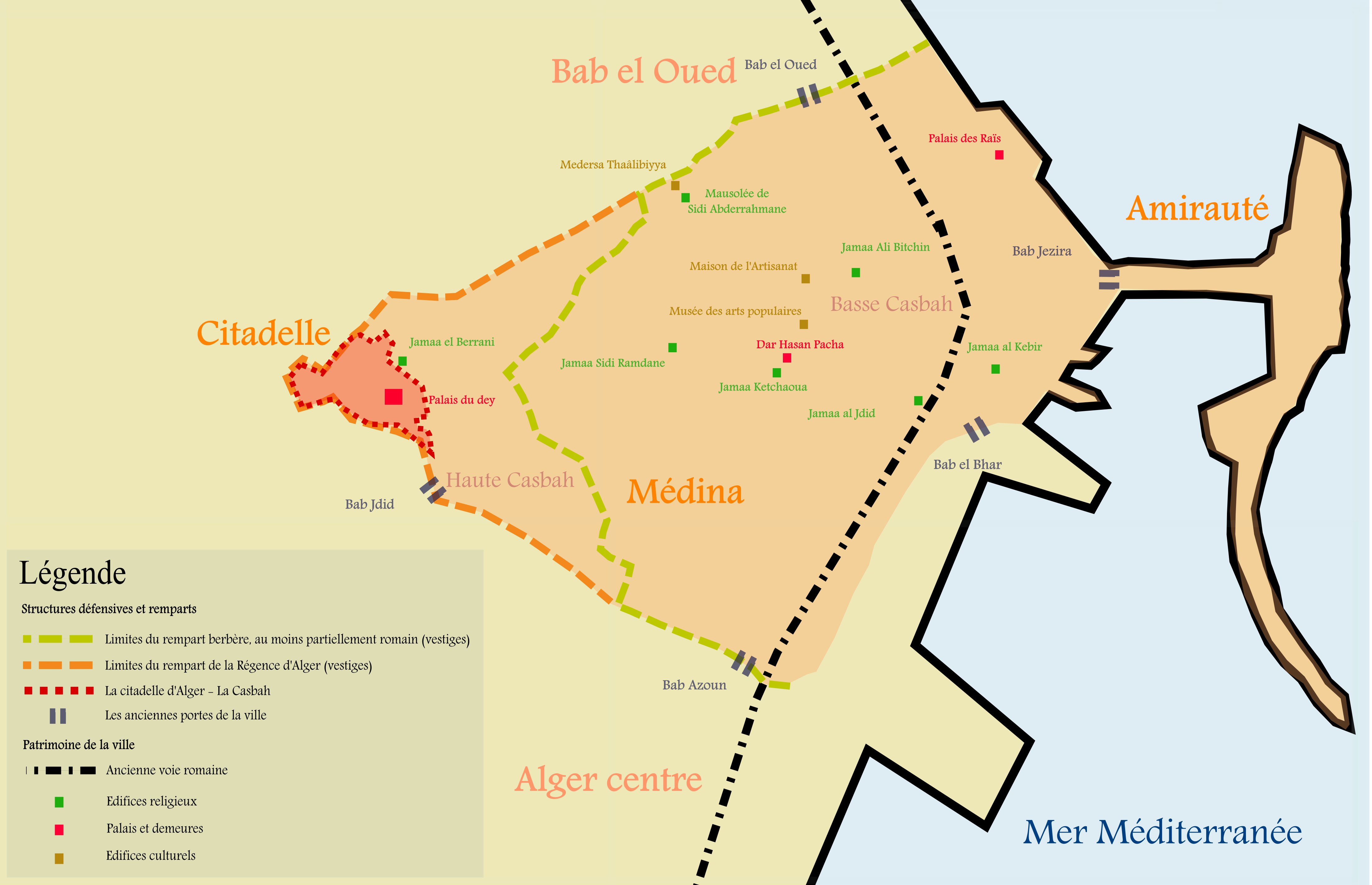
La casbah d'Alger et les divers sites historiques.

La casbah d'Alger est une ancienne médina dont l'origine est millénaire si l'on prend en compte le passé punique et romain du site. Elle est considérée comme un bien culturel d'importance mondiale en raison de son patrimoine ancien et de l'histoire dont elle témoigne.

### Préhistoire
Le site de la Casbah ne présente pas de traces d'un peuplement préhistorique. Néanmoins, sachant qu'on a des preuves d'un tel peuplement aux alentours immédiats (Sahel algérois), il est probable que ces traces ont, en fait, été masquées par l'urbanisation ancienne, dense et permanente du site et qu'il fut, lui aussi, peuplé dès le Néolithique.

### L'Antiquité punique, numide et romaine

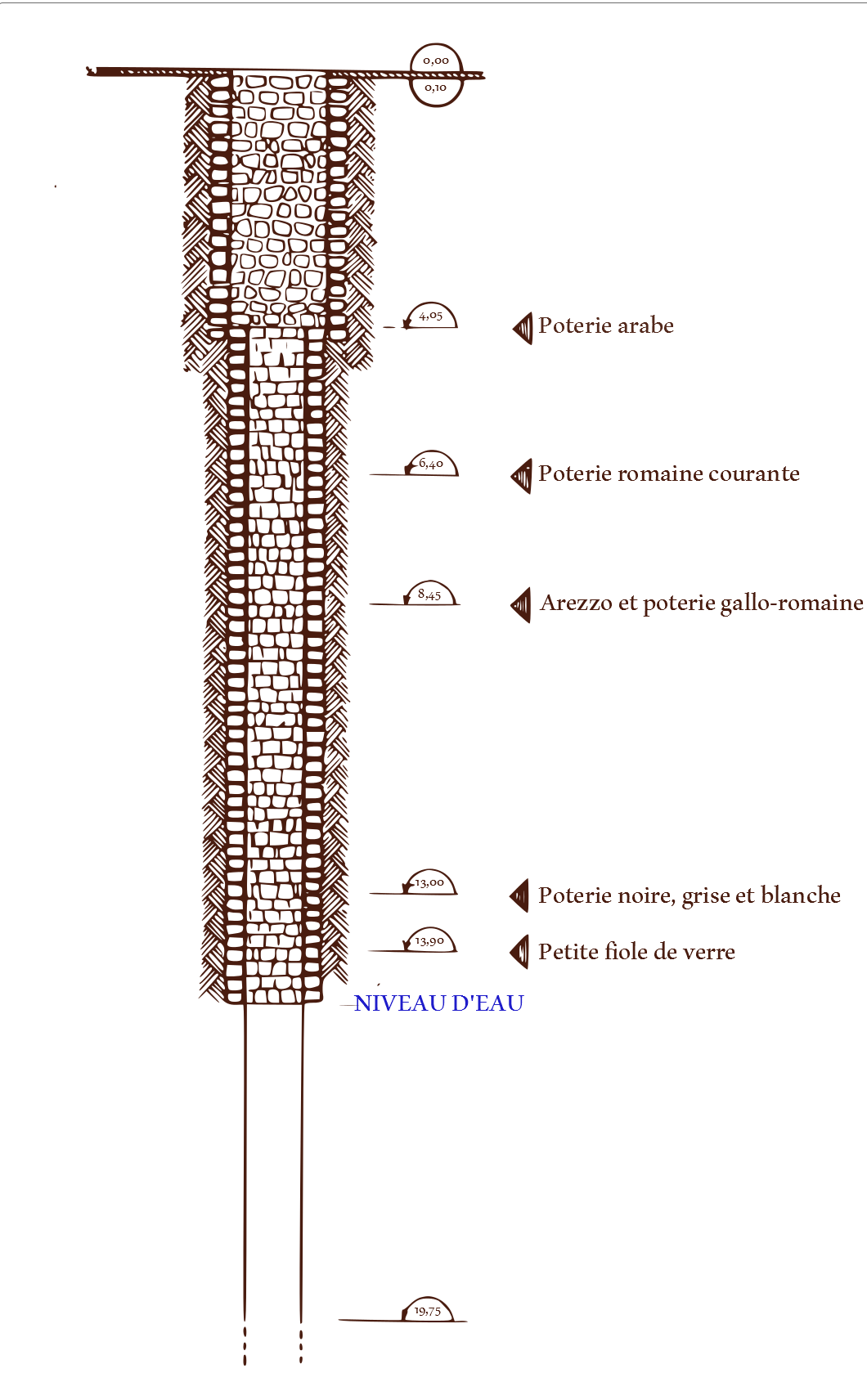
Schéma du puits antique de la basse Casbah.

On ne peut dater précisément l'établissement de la ville antique d'Alger (Ikosim) par les phéniciens, même s'il est probable que ce soit postérieur à la fin du VIe siècle av. J.-C. Il semble que deux ports sont fondés dans la baie d'Alger ; l'un Rusguniae (Bordj el Bahri) à l'est, permet aux navigateurs de s'abriter des vents d'ouest ; l'autre Ikosim (Alger) à l'ouest, permet de s'abriter des vents d'est. Datant de cette époque, on a retrouvé une stèle punique, rue du Vieux Palais à Alger, un sarcophage en pierre en 1868, dans le jardin Marengo, contenant des bijoux d'époque et, surtout, de nombreuses pièces de monnaie dans le quartier de la Marine.
Ces 158 pièces puniques en plomb et en bronze, datant du IIe au Ier siècle av. J.-C., qui portent l'inscription « IKOSIM » permettent alors d'attester du nom antique d'Alger, jusque-là pressenti sans preuve. Selon Cantineau, l'étymologie punique du mot Ikosim renvoie en fait à deux mots accolés : i signifiant l'« île » et kosim signifiant « hibou » ou dans une traduction alternative « épine ». Ainsi le nom antique d'Alger, Ikosim signifie soit « île des hiboux », soit « île des épines ». Victor Bérard, appuyé par Carcopino, préfère quant à lui la traduction d’« île aux mouettes ». 
Un puits antique a également été découvert dans le quartier de la Marine ; il contenait des tessons de poterie de diverses époques. Pour la période antique, les vestiges retrouvés témoignent des relations commerciales avec le nord de la Méditerranée (Gaule, Espagne, Sud de l'Italie)  du IIIe au Ier siècle av. J.-C. puis, plus tardivement, de la présence romaine jusqu'au Ve siècle,.
La chute de Carthage, en 146 av. J.-C., n'entraîne pas de grands changements pour Ikosim qui fait partie du royaume numide puis entre dans l'aire d'influence du royaume maure du roi Bocchus et de ses successeurs. La Maurétanie, qui correspond à cette partie ouest de l'Afrique du Nord, reste indépendante jusqu'en 40 ap. J.-C., où elle se retrouve, après une période de règne de rois vassaux tel Ptolémée de Maurétanie, sous la domination de l'Empire romain. Le nom d'Ikosim est latinisé en Icosium et des colons romains s'y installent dès la période des rois vassaux, avant même la conquête romaine. Ainsi, la ville voit s'installer précocement des magistrats romains, comme en témoigne une base honorifique en latin concernant le roi Ptolémée, retrouvée dans la rue Hadj Omar de la Casbah.
Une autre inscription faisant référence à Ptolémée figure sur une dalle dans le minaret de la grande mosquée.
En 40 ap. J.-C., la Maurétanie est réduite au rang de province par l'empereur Caligula. Icosium dépend d'un procurateur-gouverneur qui s’installe à Caesarea (Cherchell).
Vespasien octroie les privilèges du droit latin à Icosium, devenue ville romaine, quoiqu'avec des droits réduits par rapport aux colonies de droit romain,.
La ville délimitée par le rempart antique devait déjà recouvrir plus ou moins une zone similaire à celle qu'elle occupe durant la période de la régence d'Alger, mais les habitations se concentrent surtout dans la partie voisine de la mer ; les pentes plus abruptes devaient être occupées par des jardins. Au-dessus d'une ville basse où la population est dense, les hauteurs comportent probablement des quartiers résidentiels ; le tout est entouré par des villas rurales. Divers vestiges d'époque ont été découverts autour du site de la Casbah, ils montrent le tracé d'une ancienne route romaine menant vers le quartier de Belouizdad,.
Les anciennes nécropoles, situées en dehors de la ville selon les usages romains, donnent une indication encore plus affinée du périmètre de la ville d'Icosium. Les tombeaux retrouvés indiquent que les sépultures se trouvent au nord et au nord-ouest de la ville, ce qui est un constante historique que l'on retrouve aux époques berbères et turques, puis de nos jours avec le cimetière de Saint-Eugène, dont la particularité est d'être éloigné de deux kilomètres de la Casbah alors que les cimetières sont traditionnellement placés directement sous les remparts.
Il est difficile de retrouver les axes de la ville antique à cause des nombreux remaniements du tissu urbain. Cependant, la basse Casbah a été remplacée en partie par une ville moderne d'époque coloniale, laquelle suit les tracés et les axes déjà en place dans l'Antiquité.
On ne connait pas grand chose de la vie économique, sans doute portuaire, de la ville à l'époque.
La vie religieuse est d'abord consacrée au panthéon romain puis, à une époque impossible à dater précisément, la ville devient chrétienne. Elle connaît plusieurs évêques donatistes ou catholiques. Des vestiges de cette époque ont été retrouvés lors des fouilles récentes, dans les années 2000, liées aux travaux du métro d'Alger et à l’aménagement de la place des Martyrs. On a ainsi trouvé une basilique romaine, ornée de mosaïques et dont la portée de l’espace central atteint près de 10 mètres, datant probablement du IIIe ou IVe siècle et une nécropole d'époque byzantine.
Il y a peu d'informations sur les siècles qui suivent, excepté la mise à sac de la ville par Firmus en 371 ou 372. L'histoire antique d’Icosium se dilue ensuite dans l'histoire de la province de Maurétanie puis dans celle de la domination byzantine jusqu'à la fondation, en 960, de la médina actuelle — El Djazaïr Beni Mezghana — par Bologhin Ibn Ziri, qui ouvre un nouveau chapitre de l'histoire de la ville.

### La période des Zirides et du Maghreb central sous les dynasties berbères

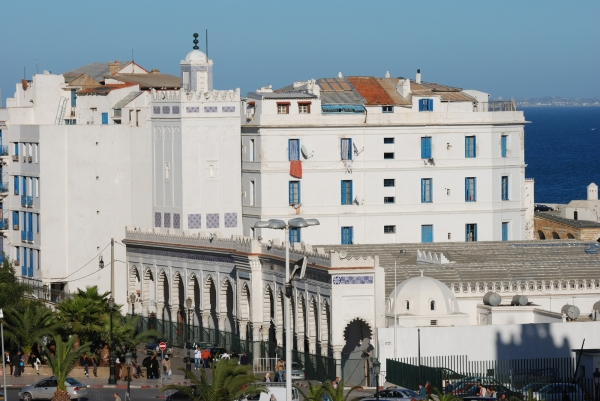
La Grande Mosquée, Jamaa El Kebir, construite à l'époque des Almoravides.

La Casbah correspond à la vieille ville d'Alger, la médina, bâtie par Bologhine Ibn Ziri en 960 sur les ruines de l'ancienne ville romaine d'Icosium, située dans le territoire de la tribu berbère des Beni Mezghenna. Cette fondation au Xe siècle semble confirmée par le fait que durant la conquête arabe, aucun auteur n'a relevé ce nom et qu'il faut attendre le Xe siècle pour que les auteurs de l'Orient en fassent mention. Le nom donné par Bologhine ibn Ziri serait une référence aux îles qui faisaient face au port d’Alger à l'époque et qui furent plus tard rattachées à sa jetée actuelle, en arabe Al-Djaza’ir (الجزائر), « Les Îlots »,. Selon d'autres hypothèses, avancées par Al-Bakri, célèbre polygraphe andalou, le nom correct serait celui conservé par la tradition orale des habitants de la ville la désignant comme Dzeyer, qui serait un hommage à Ziri fondateur de la ville. D'ailleurs les habitants de la ville jusqu'à nos jours se désignent comme Dziri.
Ibn Hawkal, un négociant de Bagdad, décrit la ville au Xe siècle : 
«  La ville d'Alger est bâtie sur un golfe et entourée d'une muraille. Elle renferme un grand nombre de bazars et quelques sources de bonne eau près de la mer. C'est à ces sources que les habitants vont puiser l'eau qu'ils boivent. Dans les dépendances de cette ville se trouvent des campagnes très étendues et des montagnes habitées par plusieurs tribus des Berbères. Les richesses principales des habitants se composent de troupeaux de bœufs et de moutons qui paissent dans les montagnes. Alger fournit tant de miel qu'il y forme un objet d'exportation et la quantité de beurre, de figues et d'autres denrées est si grande qu'on en exporte à Kairouan et ailleurs. »
Du Xe siècle au XVIe siècle, selon Louis Leschi, Alger est une ville berbère, entourée par des tribus berbères pratiquant la culture céréalière dans la Mitidja ou l'élevage dans l'Atlas, procurant à la ville des revenus importants issus du commerce. Al-Muqaddasi, visitant la ville vers 985, reprend l'essentiel des observations de Ibn Hawkal. Al Bakri, quant à lui, note l'importance du patrimoine antique de la ville. Il note la présence d'un dār al-mal‛ab (théâtre, amphithéâtre), de mosaïques et des ruines d'une église ; il relève également la présence de nombreux souks (leswak) et d'une grande mosquée (masgid al-ǧāmi). Il décrit aussi le port comme bien abrité, fréquenté par des marins d'Ifriqiya, d'Espagne et d'« autres pays ».
Alger passe aux mains des Almoravides en 1082. Youssef Ibn Tachfin, leur souverain, fait alors édifier la grande mosquée d'Alger, connue sous le nom de Jamaa el Kebir. En 1151, Abd al-Mumin, un berbère Zénète de Nedroma, reprend Alger aux Almoravides, il devient calife des Almohades, de tout le Maghreb et de l'Andalousie.
Au XIVe siècle, la tribu arabe des Ṯa‛laba constitue un fief local autour de la ville et s'érige en dynastie locale de magistrats à la tête d'un « sénat bourgeois ». Al-Djaza’ir ne survit qu'en étant vassale des Zianides de Tlemcen, qui bâtissent le minaret de la grande mosquée, des Hafsides de Tunis et des Mérinides de Fès qui construisent la medersa Bū‛Inānīya.

Cependant l'activité de piraterie qui s'y développe pousse Ferdinand d’Aragon, sur la lancée de la Reconquista, à prendre et fortifier l’îlot en face d'Alger (le Peñon) pour neutraliser la ville. Salim at-Toumi, chef de la ville, cherche à se défaire de cette emprise espagnole et fait appel à Aruj Barberousse. C'est le début de l'établissement de la régence d'Alger, période durant laquelle la ville tient le rôle de capitale du Maghreb Central,. 

### La régence d'Alger

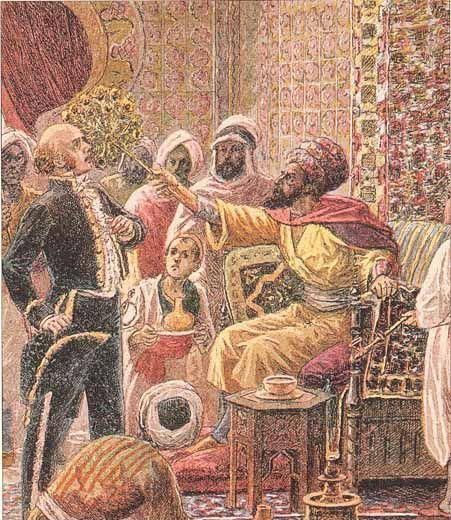
Le Dey Hussein dans son palais de la Casbah et la fameuse scène du « coup d’éventail ». Le 30 avril 1827, le dey soufflette de son éventail le consul de France. C'est l'une des causes de tensions entre les deux pays qui débouchent, trois ans plus tard en 1830, sur la prise d'Alger.

Les frères Barberousse chassent définitivement les Espagnols de l’îlot du Peñon en 1529. Aruj Barberousse décide de créer un véritable port en reliant l’îlot à la terre ferme, réalisant la jetée et l'amirauté d'Alger, ainsi qu'une rade pour les navires. Ces aménagements permettent à la ville de devenir la principale base des corsaires en Méditerranée occidentale. Alger devient la capitale de sa régence et c'est le même terme d'Al Jazâ'ir qui, dans les actes internationaux, s'applique à la fois à la ville et au pays qu'elle commande,. Charles Quint organise l'expédition d'Alger en 1541, qui est un échec. Les défenses de la ville sont alors remaniées surtout vers la mer ; la ville est entourée d'une enceinte percée par les portes Bab Azoun, Bab El Oued, Bab J'did, Bab Dzira et défendue par une série de forts (bordj), établis du XVIe au XVIIe siècle : Lefanar, Goumen, Ras el Moul, Setti Taklit,  Zoubia, Moulay Hasan (devenu Fort l’Empereur après l'occupation française), Qama’at El Foul et Mers Debban. Plus tard sont construits le Bordj J'did, datant de 1774, puis ceux de Lebhar et Ma-Bin au début du XIXe siècle.
La forteresse qui domine la ville est bâtie entre 1516 (commencée par Arudj Barberousse) et 1592 (achevée sous le règne de Kheder Pacha). Cependant les chefs de la Régence siègent au palais de la Djenina, appelé par la population dar soltan el kedim, démoli durant la colonisation. Elle ne devient la résidence du souverain qu'en 1817 sous Ali-Khodja, avant-dernier dey d'Alger, qui, pour échapper à la tyrannie de la milice, abandonne le palais de la Djenina situé trop au centre de la ville et fait transporter le Trésor public à la Casbah où il s'enferme avec une garde particulière de 2 000 Kabyles.
Outre les produits agricoles et manufacturés, la ville tire ses revenus du corso : la « piraterie barbaresque ». L'esclavage est également pratiqué, surtout pour les travaux domestiques et il faut également noter une présence non négligeable de captifs européens. Ces captifs, dont les conditions de vie sont assez douces lorsqu'il est envisageable d'en obtenir une rançon, connaissent une vie plus misérable quand ils sont employés dans les galères. Le gouvernement ou beylik, prélève une partie des revenus de « la course » en Méditerranée. Ces revenus permettent de financer la milice et d'effectuer des travaux publics (système d'égout, aqueducs…). Les corsaires appelés reïs, et les personnalités du beylik établissent des demeures luxueuses dans la partie basse de la ville et les familles arabes s'établissent essentiellement dans sa partie haute.
L'âge d'or de la piraterie au XVIIe siècle provoque une série d’expéditions européennes, sous forme de bombardements de la ville. Elle doit aussi faire face à des tremblements de terre (1716 et 1755) et à des épidémies de peste (1740, 1752, 1787 et 1817). Ces facteurs combinés à une perte d'importance économique et à une instabilité politique font que la population de la ville diminue. De plus de 100 000 habitants au XVIIe siècle, elle passe à environ 30 000 habitants en 1830,.
La Casbah voit, le 30 avril 1827, se dérouler la fameuse scène dite du « coup d'éventail », qui sert de prétexte à la prise d'Alger par les Français le 5 juillet 1830 sous le règne de Charles X. Son dernier locataire est le dey Hussein. Le comte et maréchal de Bourmont y séjourne en juillet 1830 après la prise de la ville.

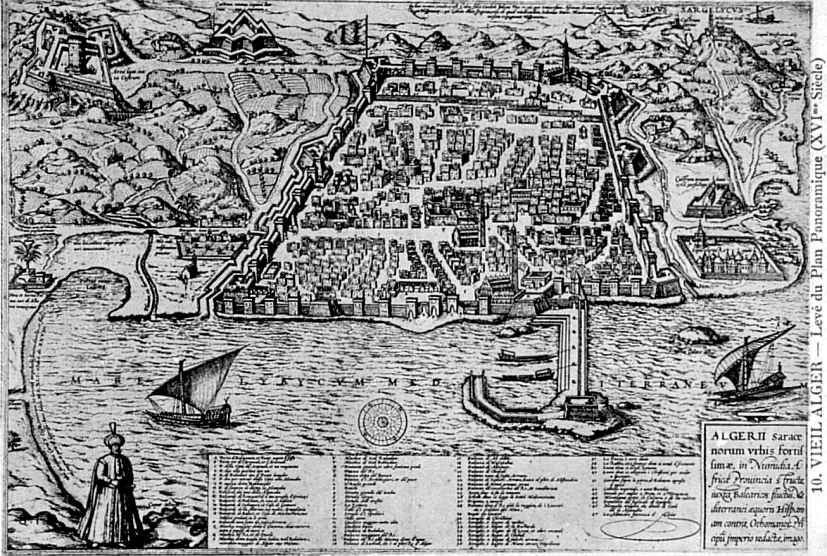
Plan panoramique d'Alger datant du XVIe siècle.
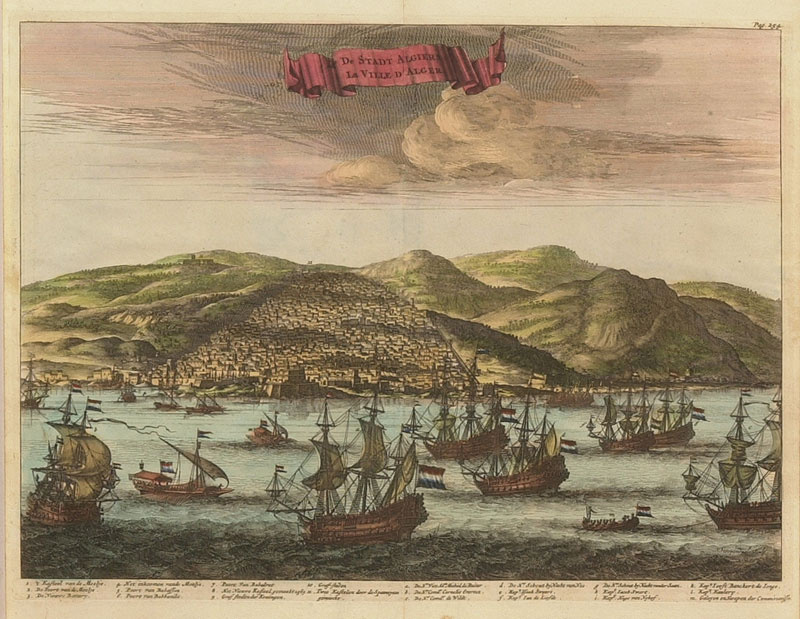
Alger avant la colonisation française.
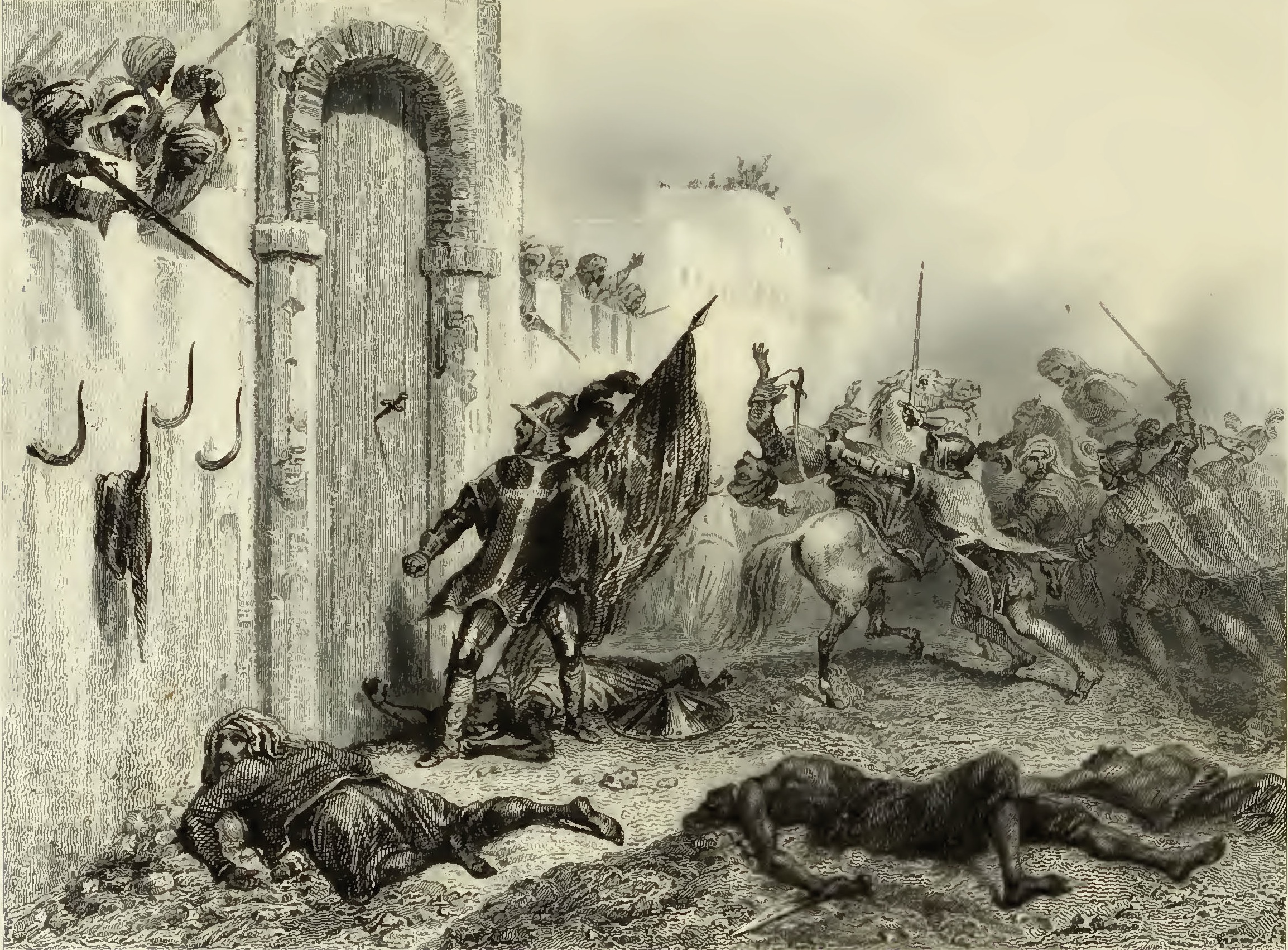
L'expédition de Charles-Quint devant la porte Bab Azzoun.

### La période de la colonisation française

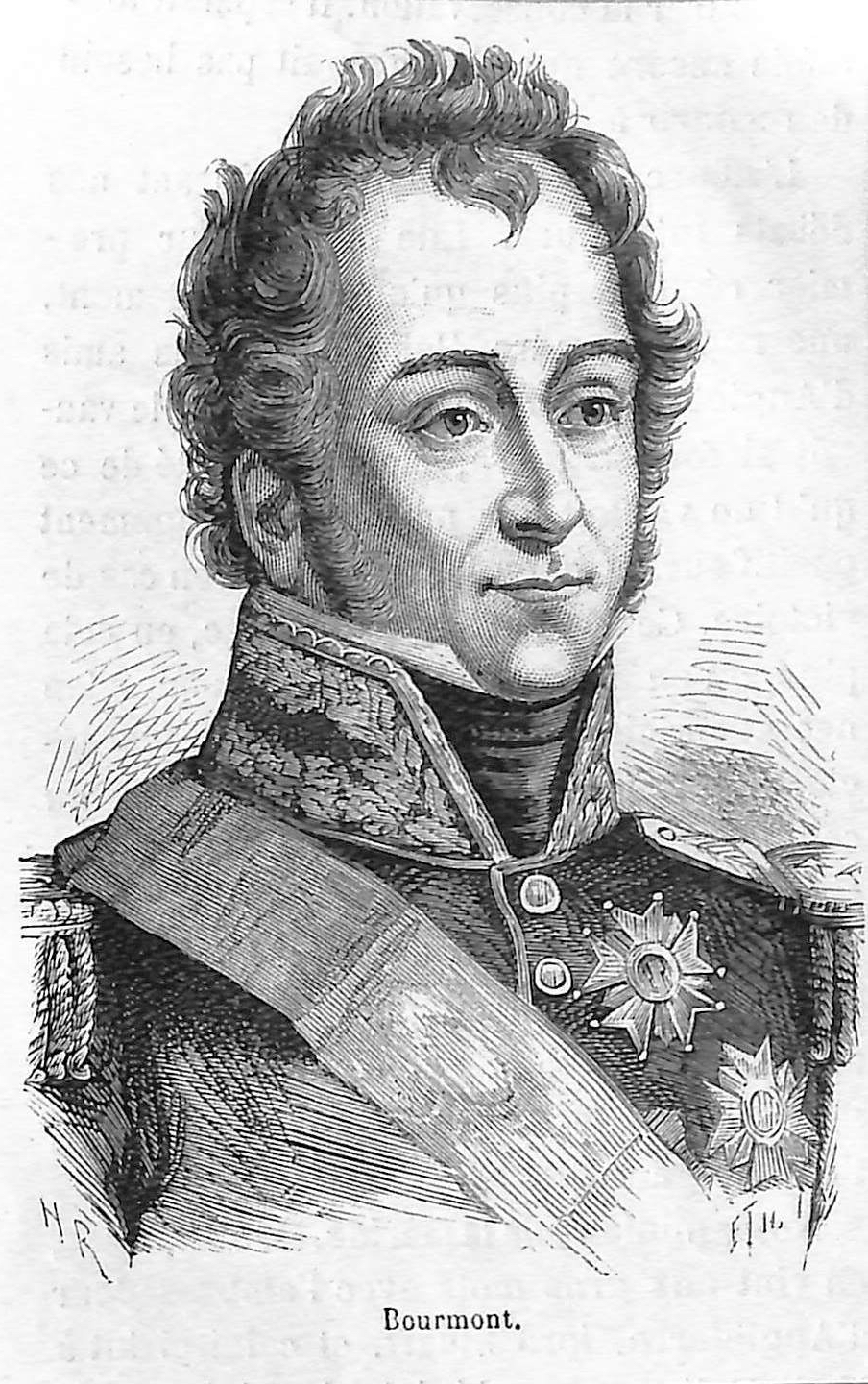
Le maréchal de Bourmont, conquérant de la Casbah en 1830.

L'armée française fait son entrée à Alger le 5 juillet 1830. La présence française va considérablement changer l'aspect d'Alger et de sa médina. Les Français apportent des transformations à la ville en démolissant une grande partie de la basse Casbah et en y érigeant l'actuelle « place des Martyrs ». La Casbah, qui allait à l'origine jusqu'à la mer, est reléguée à l'arrière-plan de la ville par le front de mer et son architecture en arcade. La colonisation se traduit aussi par le tracé de nouvelles rues qui entourent la Casbah et pénètrent aussi son espace. Sur le plan architectural, les Français introduisent le style haussmanien et démolissent les murailles de la vieille ville.

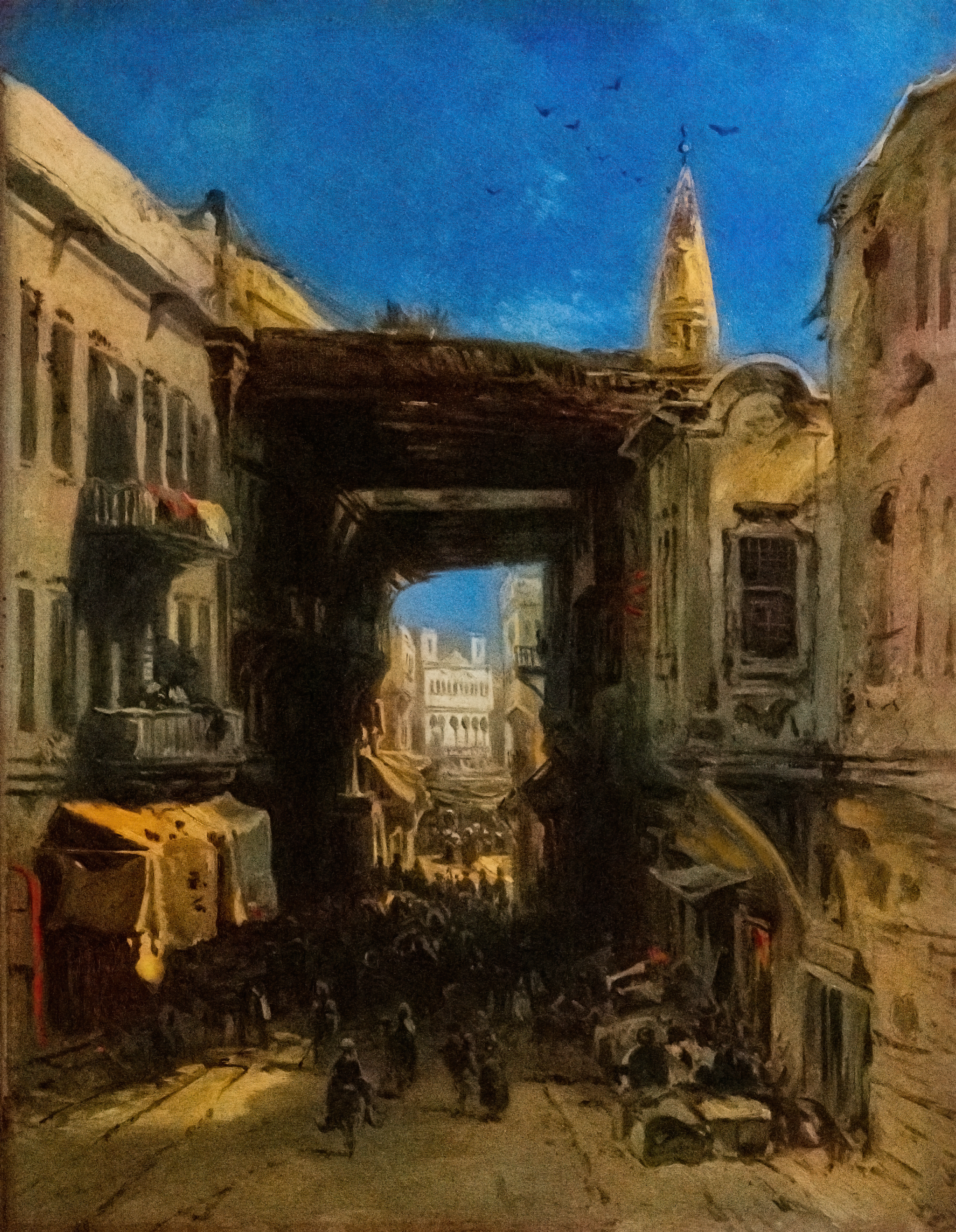
Rue dans la casbah d'Alger, 1830
Eugène Isabey
Musée des Beaux-Arts de Narbonne

La période des démolitions s'étend jusqu'en 1860, lorsque Napoléon III met un coup d’arrêt à cette politique et prend fait et cause pour le mufti de la Grande Mosquée d'Alger en empêchant d'affecter d'autres mosquées au culte chrétien sur le modèle de la Ketchaoua et de celle d'Ali Bitchin.
La période française est aussi marquée, plus tardivement, par un courant architectural néo-mauresque dont les plus célèbres réalisations sont la medersa Thaâlibiyya en 1904 et la Grande poste d'Alger en 1913.
La « ville arabe » est organisée traditionnellement autour de sa mosquée et de son souk, mais la période de la colonisation introduit un nouveau rapport à l'espace. Alger devient une ville où cohabitent le nouveau et l'ancien, le sacré et le temporel, définissant ainsi de nouveaux espaces de sociabilité.
Avec la construction de nouveaux quartiers européens, la Casbah, qui représentait la totalité de la ville d'Alger en 1830, commence à être perçue comme un sous-espace urbain, résiduel et instable, car la centralité urbaine (économique, politique…) se déplace vers ces nouveaux quartiers. Pourtant, elle présente encore des espaces de sociabilité comme les mosquées, les cafés maures, les places (rahba) et les hammams. Ce schéma reste valable jusqu'après l'indépendance et la Casbah n'a jamais retrouvé son importance.

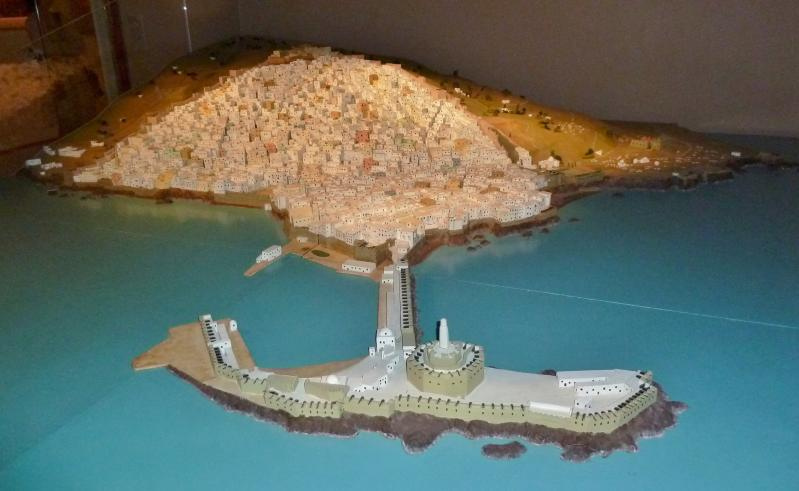
Reconstitution de la Casbah en 1830.
Alger en 1890 : le front de mer colonial et la Casbah en arrière-plan.
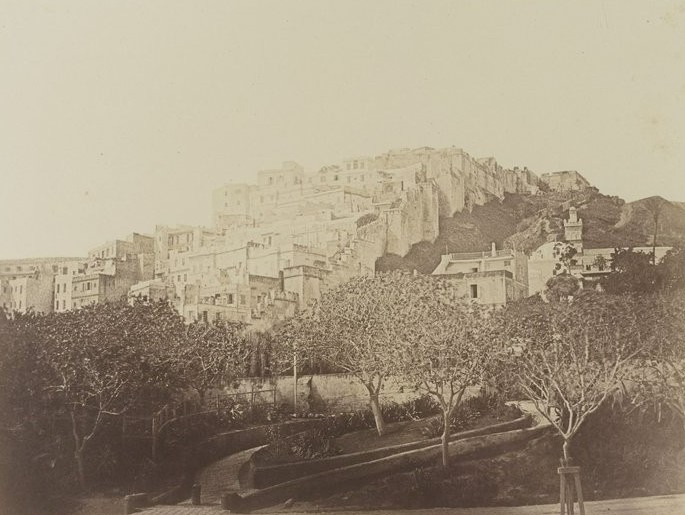
Mosquée de Sidi-Abd-er-Rhaman et rempart d'Alger au milieu du XIXe siècle.
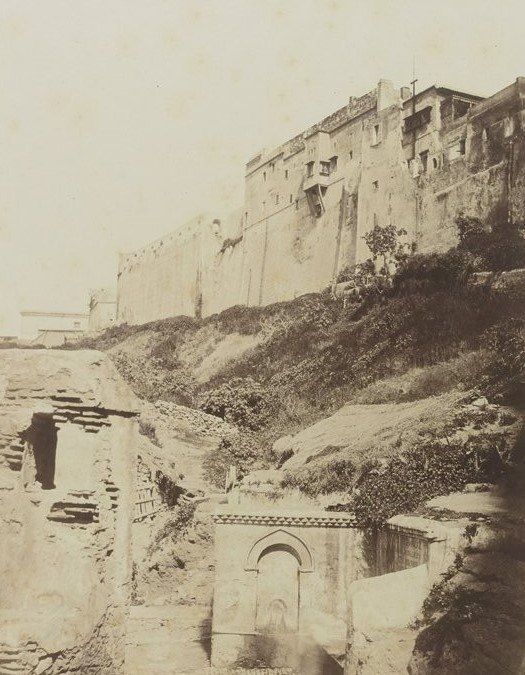
Fontaine près la porte Neuve, au milieu du XIXe siècle.

### La guerre d'Algérie

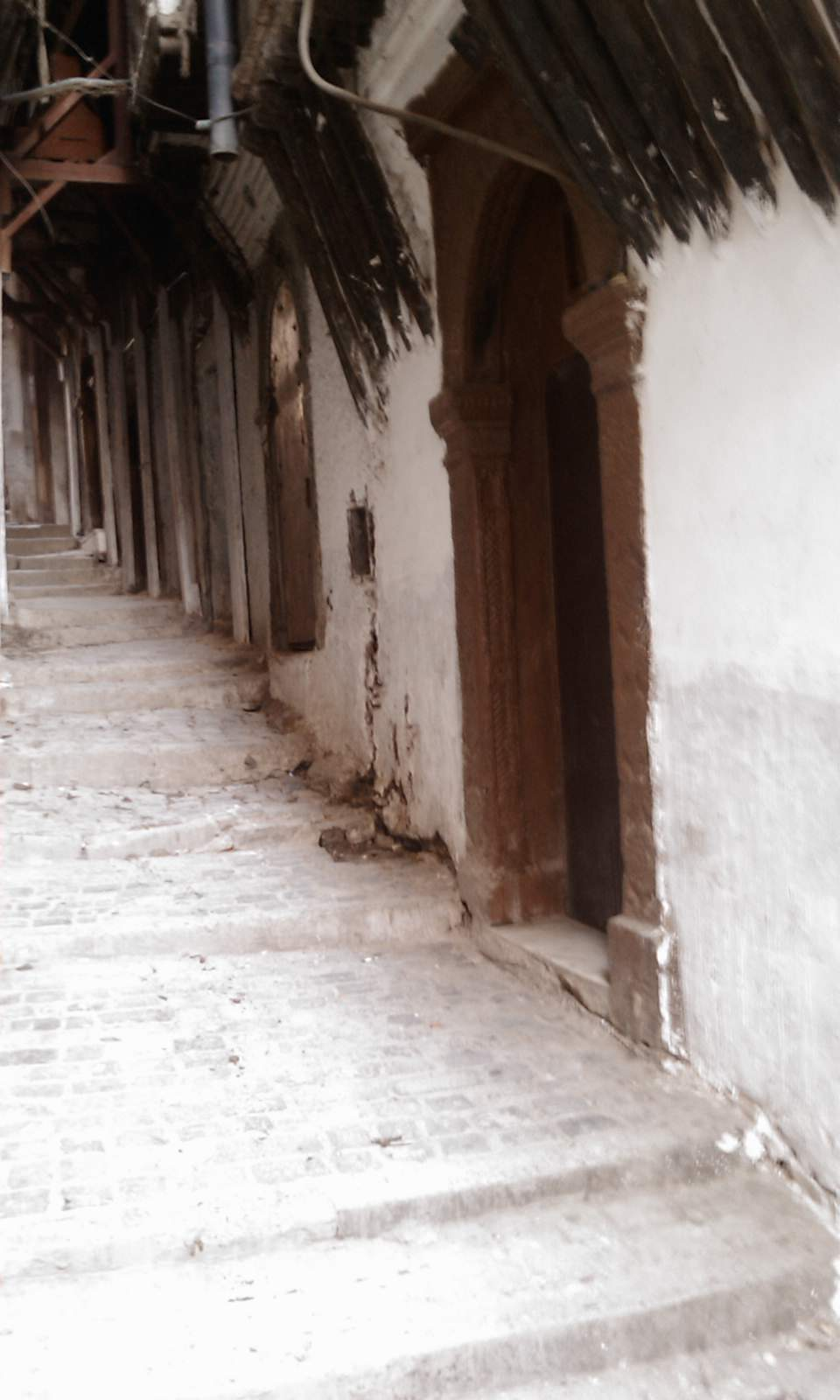
Au premier plan, la maison, située au 3 rue Caton, où fut arrêté Yacef Saadi par les parachutistes du 1er REP le 28 septembre 1957.

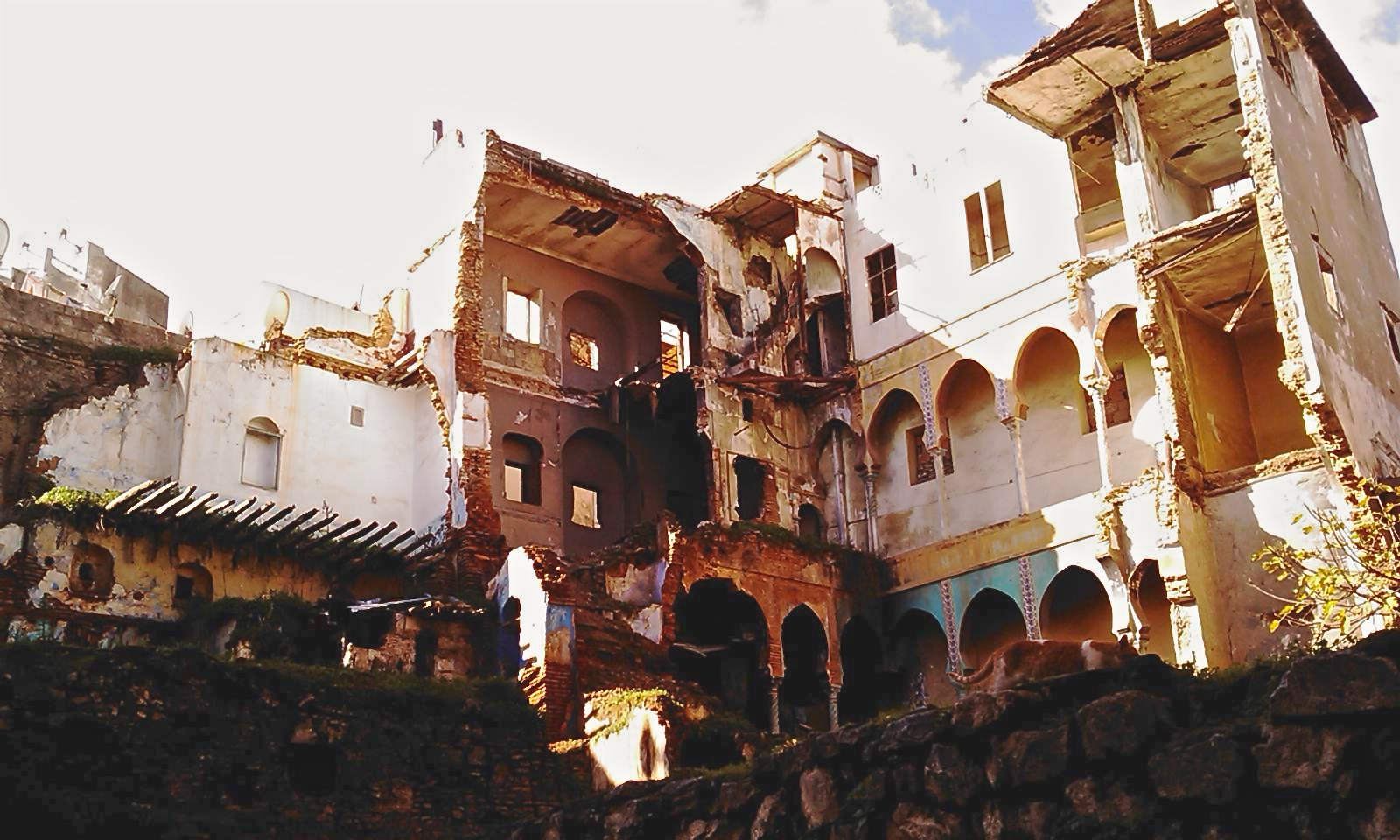
Ruines de la maison, située au 5 rue des Abderrames, qui a servi de cache à Ali la Pointe, Hassiba Ben Bouali, Petit Omar et Hamid Bouhmidi, après sa destruction par les parachutistes du 1er REP, le 8 octobre 1957.

Le mouvement nationaliste, qui se développe dans le pays aux débuts du xxe siècle, s'exacerbe dans les années 1950, amenant à la guerre d'Algérie. La Casbah est un des bastions des nationalistes.
En 1956, nouvellement élus par le « congrès de la Soummam », les membres du CEE (Comité de coordination et d'exécution), Abane Ramdane, Larbi Ben M'hidi, Krim Belkacem, Saad Dahlab et Benyoucef Benkhedda,
véritables dirigeants de la révolution, décident de s'établir dans la Casbah où ils pensent avoir une plus grande emprise sur les militants du FLN, de meilleures liaisons et surtout parce qu'ils sont persuadés que la capitale est propice à la clandestinité totale, avec ses planques, ses caches multiples, ses nombreux agents de liaison perdus dans la masse et les protections de toute sorte dont ils peuvent bénéficier. Siéger à Alger, c'est aussi être au cœur de l'Algérie et y pratiquer la guérilla urbaine, aussi importante à leurs yeux que les combats et les actions dans les djebels.
La Casbah est le lieu essentiel de la « bataille d'Alger » en 1957. Cette bataille voit Yacef Saadi, le chef de la Zone Autonome d'Alger (ZAA) et des indépendantistes, s'opposer à la 10e division parachutiste du général Massu. Sur le terrain, la « bataille » est remportée par l'armée française qui démantèle complètement les réseaux FLN et l'organisation politico-administrative de la Zone autonome d'Alger, en employant des méthodes qui sont ensuite systématisées : recherche du renseignement par tous les moyens, y compris la torture, puis, surtout à partir de juin 1957, retournement et manipulation des ralliés vêtus de bleus de chauffe, encadrement et contrôle de la population. Les rues de la Casbah menant aux quartiers européens sont bouclées avec des barbelés et surveillées par la police et les zouaves.
L'infiltration par le GRE du capitaine Léger du réseau de courriers de Yacef Saadi permet la localisation de ce dernier qui est capturé le 23 septembre 1957, au 3 rue Caton dans la Casbah. En octobre, c'est l'exécuteur du FLN, Ali la Pointe qui, cerné avec ses compagnons Hassiba Ben Bouali, Hamid Bouhmidi et Petit Omar au 5 rue des Abderrames, voit son refuge plastiqué par les parachutistes du 1er REP, dans une énorme explosion qui tue également dix-sept civils du voisinage dont quatre fillettes de quatre et cinq ans.
La Casbah est également concernée par les manifestations de décembre 1960, où la population algérienne descend dans les quartiers européens, puis par les manifestations populaires au moment de l’indépendance de l'Algérie.

### Après l'indépendance

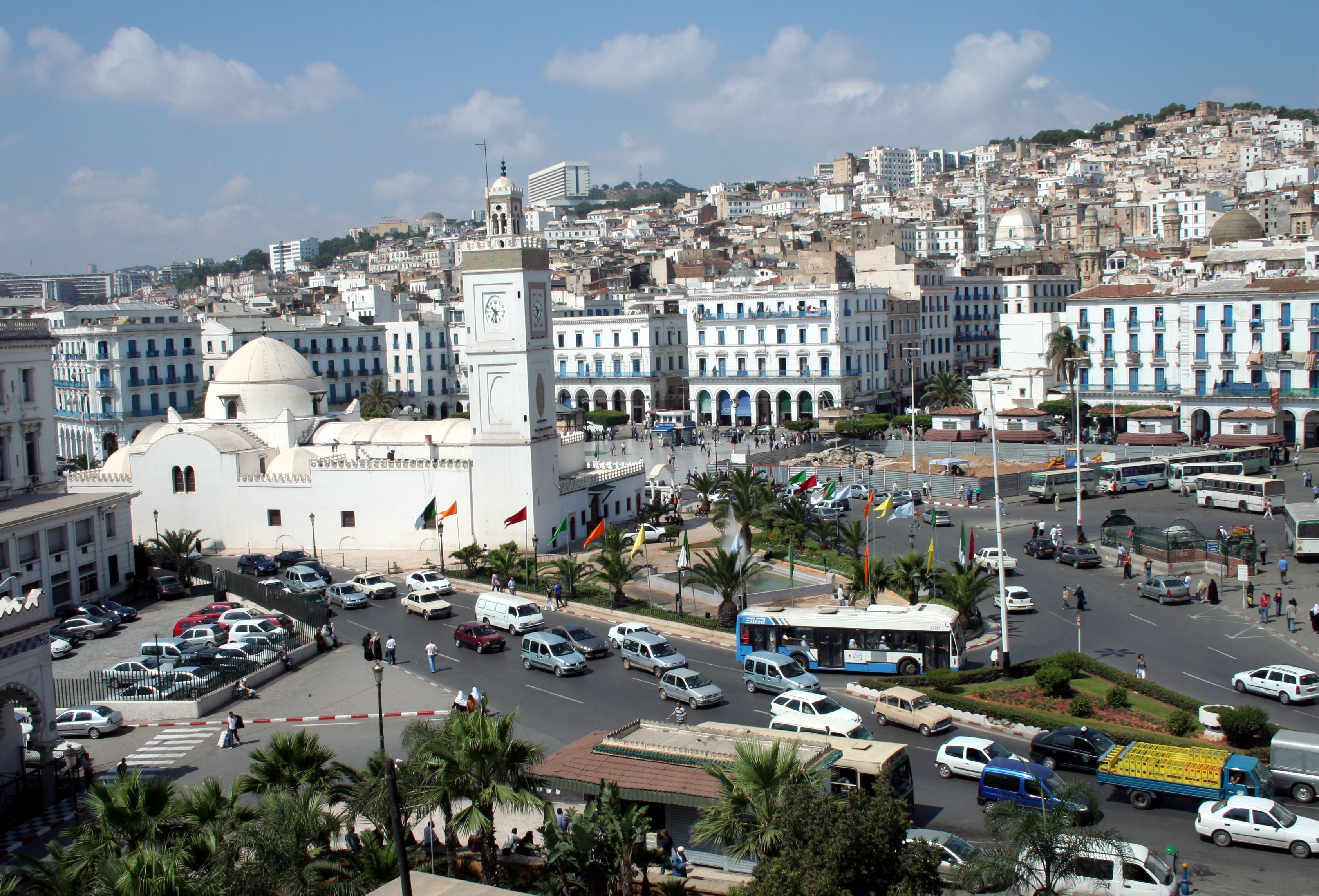
La Casbah vue depuis la place des Martyrs ; au premier plan Jamaa al-Jdid.

À l'indépendance de l'Algérie, la Casbah va connaitre un exode, le départ des familles d'origine du quartier, les citadins ou beldiya, vers les appartements européens de Bab el Oued ou El Biar, plus spacieux. La Casbah devient un espace de spéculation et de transit où les habitants louent et sous-louent leurs possessions. Les habitants d'origine sont alors remplacés par des ruraux.
Les plans de restaurations se succèdent, sans succès, par manque de volonté politique. La Casbah devient vite un espace surpeuplé et vétuste qui ne retrouve pas son rôle central dans la ville d'Alger. Mais elle reste aussi, aux yeux de la population algérienne, un symbole de la lutte contre les injustices et un lieu de mémoire collective. L'Unesco classe la Casbah patrimoine mondial de l'humanité en 1992 et participe depuis à la préservation des lieux. Des associations locales et des habitants s'impliquent aussi dans la restauration des lieux et dans l'animation de la vie sociale. La citadelle qui surplombe le site est, elle, en cours de restauration avancée.

## Personnalités
- Djamila Bent Mohamed, peintre algérienne, y est née.

## Structure socio-urbaine
L'urbanisme de la Casbah d'Alger est typique des médinas arabo-berbères du Maghreb. L'apport ottoman, plus tardif, se retrouve essentiellement dans l'architecture militaire, notamment celle de la citadelle qui surplombe la ville. Le terme casbah désigne à l'origine cette seule citadelle avant de se généraliser à tout le périmètre de la médina, borné par les fortifications édifiées sous la régence d'Alger au XVIe siècle. La Casbah d'Alger est un tissu urbain complexe et mystérieux pour les visiteurs, notamment les peintres orientalistes. En effet la position naturelle du site explique ses rues sinueuses, véritables méandres, caractéristiques de la ville ancienne, car la Casbah occupe un site en relief faisant face à la mer. Selon Ravéreau, c'est le site qui crée la ville, alors que Le Corbusier constate que les maisons et les terrasses sont orientées vers la mer, pourvoyeuse de ressources et de bonnes nouvelles, el kheir, ou de mauvaises (naufrages, marins disparus…) La vieille ville est fondamentalement tournée vers la Méditerranée et elle tourne le dos à l'arrière-pays. Elle est coupée de son lien direct à la mer pendant la colonisation, du fait de la construction des boulevards littoraux.
Les ruelles très étroites donnent parfois sur des impasses ou des passages voûtés appelés sabat,. L'âne est une des rares montures à pouvoir accéder à l'ensemble de la Casbah, ainsi depuis l'époque de la régence d'Alger, c'est lui qui est employé pour le ramassage des ordures. Au réseau dense des ruelles traditionnelles s'ajoutent des rues carrossables périphériques comme la « rue d'Isly », et des pénétrantes comme la « rue de la Lyre », qui datent de la période coloniale.
La Casbah possède une organisation de l'espace urbain en adéquation avec le site et son relief. Jusqu'à aujourd'hui elle reste tournée vers « l'amirauté » qui est son port historique. Le Corbusier juge son urbanisme parfait, remarquant l'étagement des maisons qui fait que les terrasses ont chacune une vue sur la mer. L'organisation spatiale reflète la vie sociale. Certains espaces sont considérés comme intimes, c'est le cas des terrasses de maisons qui sont essentiellement réservées aux femmes. Le hawma, qui désigne le quartier, est considéré comme un espace semi-privé, alors que les centres de négoce (les souks), les fontaines et les lieux de pouvoir sont considérés comme totalement publics. La Casbah possède aussi, dans chaque quartier, des mosquées et des kouba de saints locaux tels ceux de Sidi Abderrahmane et de Sidi Brahim dont le tombeau se trouve dans l'Amirauté d'Alger

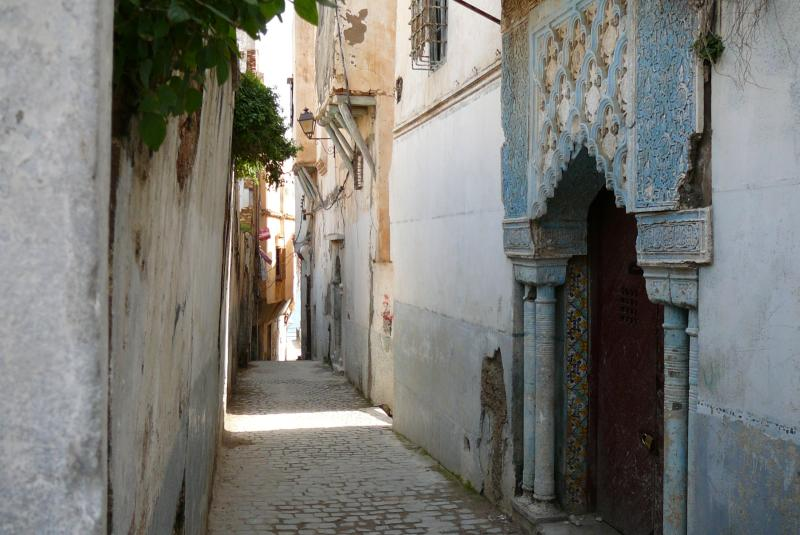
Ruelle de la vieille ville.

La Casbah d'Alger est traditionnellement découpée en une « basse Casbah » dont une grande partie fut rasée pour laisser place à des bâtisses de type colonial et à l'actuelle place des Martyrs, et une « haute Casbah », mieux conservée, comprenant la citadelle et Dar Soltan, le dernier palais du Dey. La basse Casbah est traditionnellement le lieu d'échange et de pouvoir de la vieille ville. C'est là où se concentrent les centres de décision traditionnels, comme l'ancien palais du dey, la Djenina, démoli durant la colonisation, Dar Hassan Pacha qui devient le palais d'hiver du gouverneur de l'Algérie durant la colonisation, mais aussi le palais des Raïs, celui des corsaires de la régence d'Alger. C'est d'ailleurs ce quartier qui concentre les modifications de l'administration coloniale, soucieuse de s'implanter au cœur d'Alger pour marquer son empreinte sur la ville. La muraille et les portes sont partiellement démolies par les militaires français pendant le réaménagement de la ville. Mais elles restent dans la mémoire populaire à travers la toponymie. Ainsi il est habituel de se repérer à Alger grâce aux dénominations des anciennes portes de la ville telles que Bab El Oued (qui donne son nom au quartier mitoyen), Bab Jdid, Bab el Bhar et Bab Azzoun. Dans la Casbah on retrouve des souks comme celui du quartier de la mosquée Ketchaoua et de Jamaa el houd (l'ancienne synagogue d'Alger). Certains souks ont gardé leurs spécialités, comme celui de la rue Bab Azzoun, consacré à l'habillement traditionnel (burnous, karakou…) ou encore celui de la rue des Dinandiers. Le souk algérois, interdit au début de la période coloniale, est encore, pour la population, le moyen d'échange le plus courant notamment à travers la pratique du trabendo (pratique du commerce informel). Les rues avoisinant la mosquée Ketchaoua sont ainsi souvent envahies pas les marchandises, restituant une certaine ambiance de la vieille ville ayant trait au lien et aux pratiques sociales et économiques. La Casbah conserve des hammams fonctionnels, tel le « hammam Bouchlaghem », qui date de l'époque ottomane et qui est fréquenté par les communautés juives et musulmanes de la ville. L'ancienne vocation commerçante de la cité s'incarne au travers de ses foundouks, comme celui à proximité de Jamaa el kebir, dont il reste une cour entourée d'arcades superposées ou encore celui de la citadelle.
Depuis l'époque de la régence d'Alger, la Casbah a toujours joué un rôle de premier plan en Algérie, offrant des opportunités aux habitants pauvres mais aussi aux commerçants des campagnes. Elle attire par exemple nombre de Kabyles, dont la région est proche, mais aussi, dans une moindre mesure, des paysans de toutes les régions d'Algérie après l'indépendance du pays. Cet exode rural se traduit par une surpopulation relative du site de la Casbah. Elle reste une porte d'entrée pour la ville d'Alger et un lieu de transit et d'asile pour les plus démunis. La fuite des familles d'origine vers d'autres quartiers, comme Bab El Oued, à la recherche d'appartements européens, fait que la Casbah est en pleine mutation sociale par le renouvellement perpétuel d'une fraction de ses habitants depuis l'indépendance.
La Casbah reste aussi marquée socialement par son artisanat traditionnel qui constitue une ressource pour beaucoup de familles. Les artisans se regroupaient en zenkat (rues commerçantes) ; ainsi les dinandiers avec leur zenkat n'hass (ruelle du cuivre). Du fait des mutations sociales durant la colonisation puis de l'indépendance, l'artisanat subit un net déclin. Les artisans ne se groupent plus en corporation ou en zenkat, et beaucoup préfèrent abandonner un métier qui ne leur assure plus des revenus suffisants dans une société moderne. Mais des associations locales, les habitants et, dans une moindre mesure, les autorités, se mobilisent pour préserver ces métiers mais aussi défendre leur rôle social grâce aux écoles d'apprentissage où des jeunes sont formés aux métiers artisanaux.

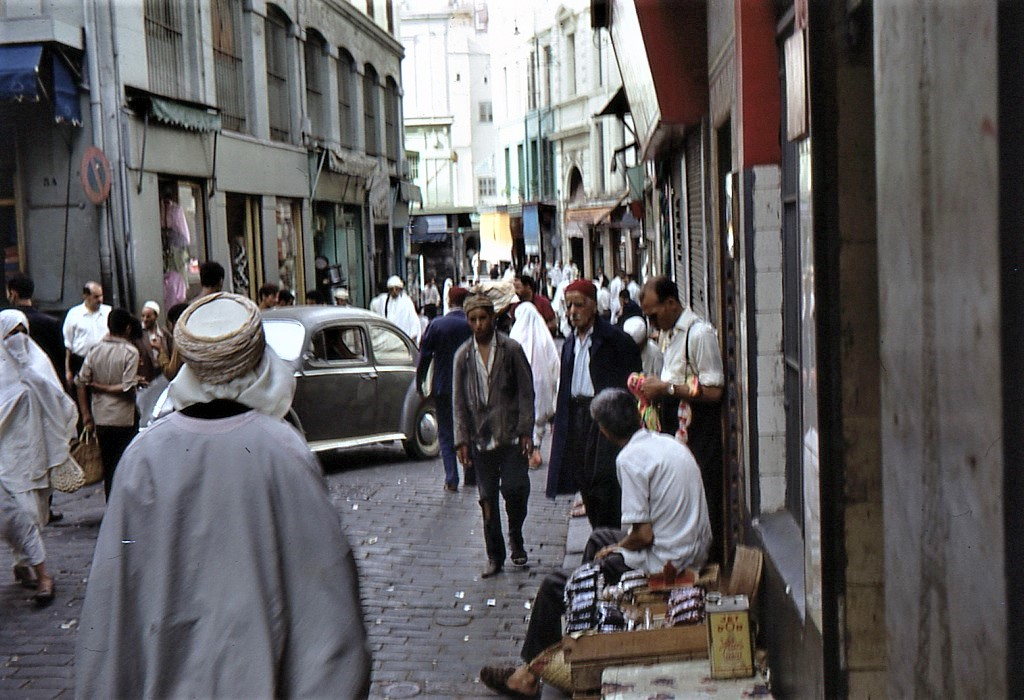
Rue de la Casbah en juillet 1967

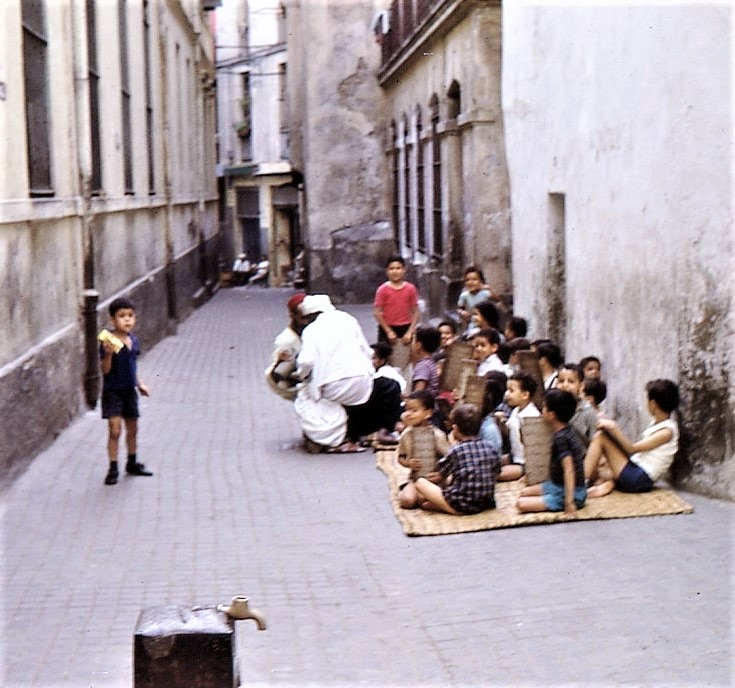
Ecole dans la Casbah en juillet 1967

La Casbah est le lieu de rencontre de deux formes de socialisation. Celle des beldiya (citadins), natifs du quartier, et qui peut être qualifiée de « mythique » dans le sens où elle repose sur un processus de symbolisation de la ville permettant de justifier certaines pratiques sociales. L'autre forme de socialisation est celle des migrants qui forgent des formes culturelles spécifiques. Leur contribution à la culture populaire dans sa musique, ses cafés, ses « bandits d’honneur », témoigne de leur enracinement dans la ville. En pratique se sont souvent les symboles de cette culture populaire, dont les dépositaires sont pour la plupart d’origine rurale, qui servent de références aux discours nostalgiques sur la Casbah. Hadj el Anka, très célèbre chanteur de musique chaâbi, né à Bab Jdid (haute Casbah), est ainsi cité comme l'un des symboles de la vie casbadji. L'image de cette culture populaire, conviviale, solidaire et tolérante alimente les descriptions de la vie quotidienne à la Casbah.

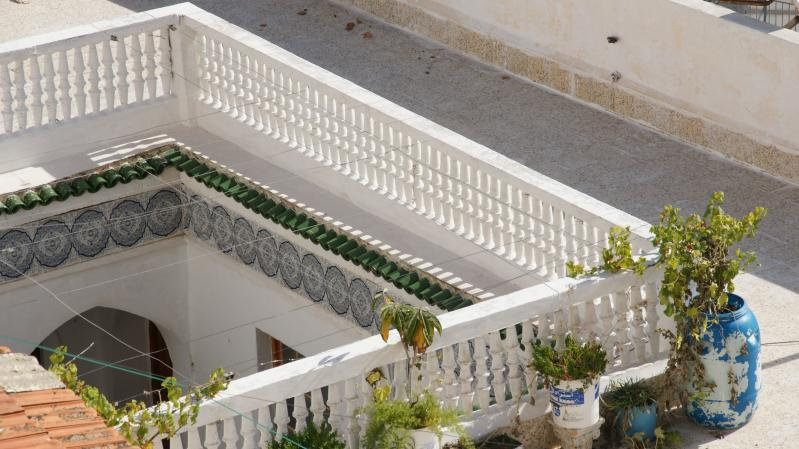
Terrasse d'une maison de la Casbah.
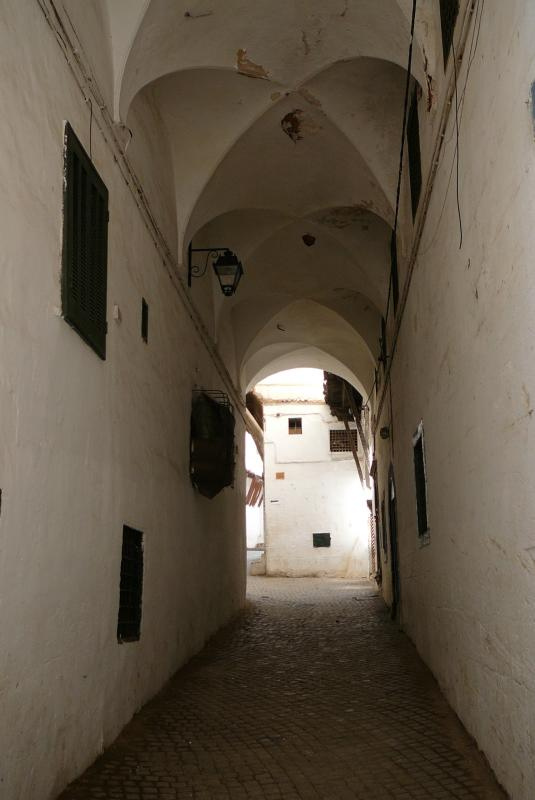
Un passage voûté ou sabbat.
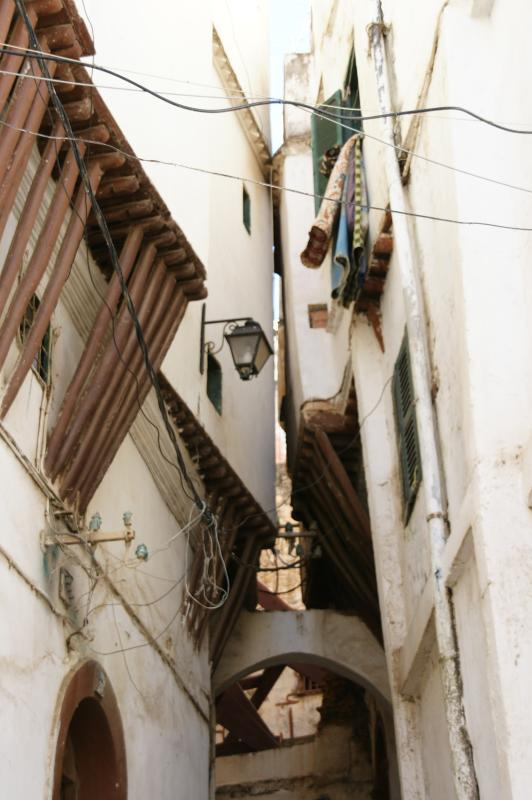
Constructions rapprochées témoignant d'une urbanisation dense.
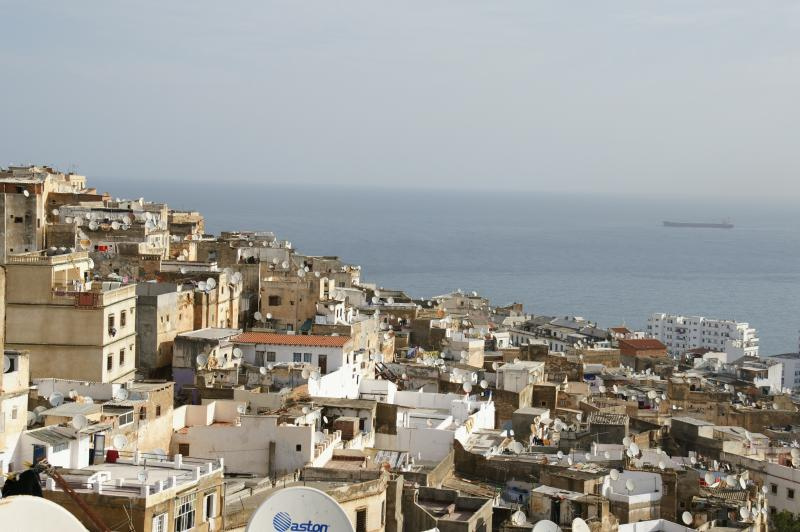
Terrasses descendant « en escalier » vers la mer.
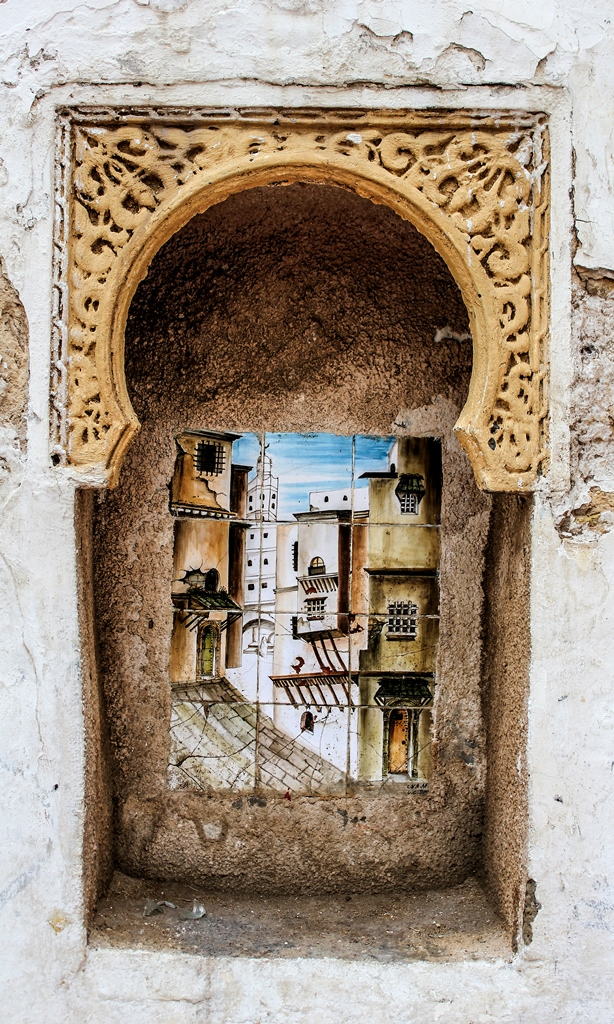
Dalles peintes avec le motif de la Cashbah.

### Peuplement et démographie

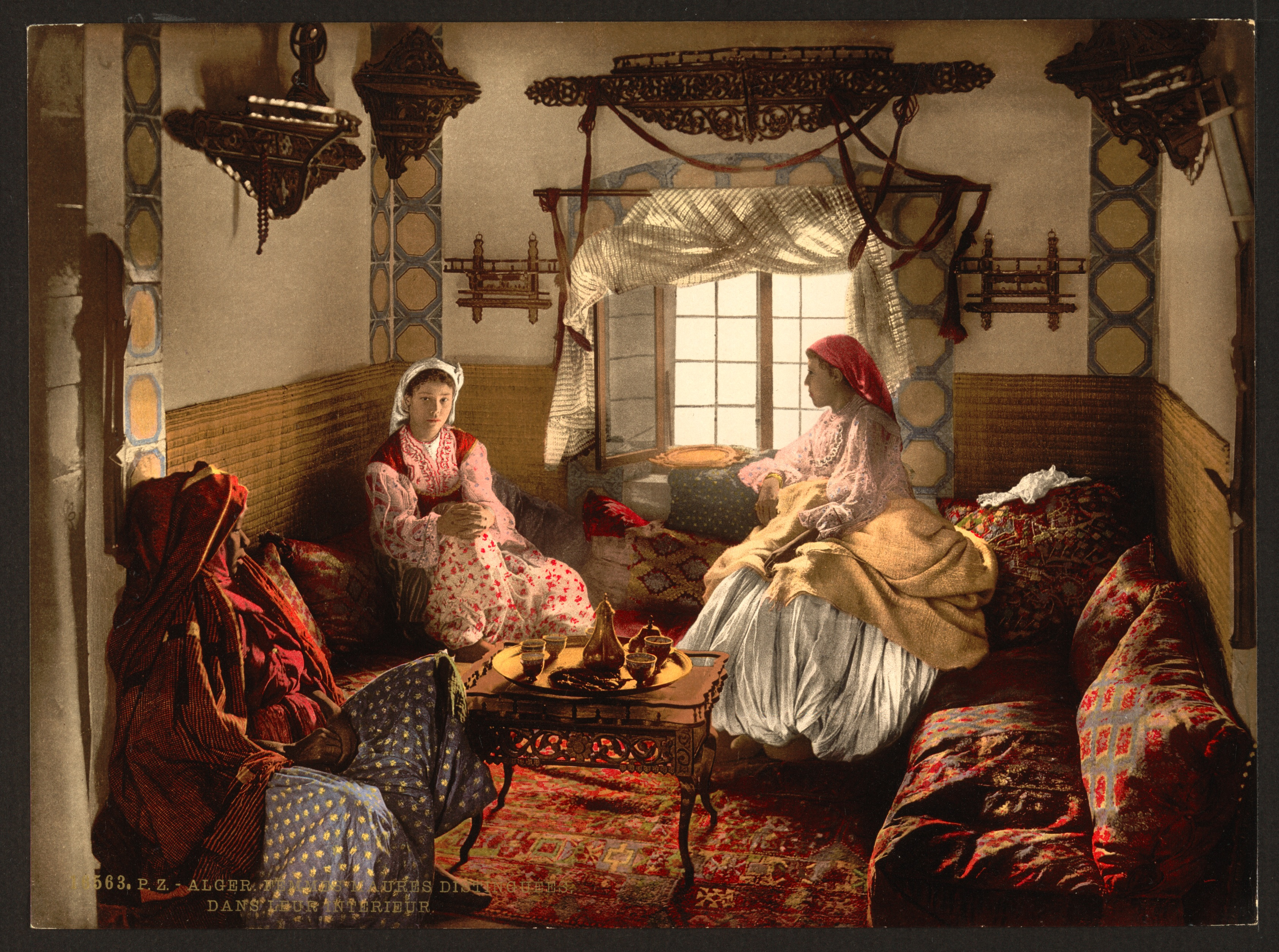
Femmes « maures » d'une famille de notables (v. fin XIXe siècle).

La population d'Alger à l'époque antique n'est pas très importante, la cité est une petite bourgade peuplée essentiellement de Berbères romanisés. Au Xe siècle, lors de la période ziride, elle devient une petite agglomération prospère, mais dont la population est peu nombreuse car elle pouvait, dans son intégralité, se réfugier sur les îlots en cas d'attaque. Le caractère exclusivement berbère du peuplement d'Alger est nuancé par l'arrivée des Tha‛alaba, une petite tribu arabe chassée du Titteri au XIIIe siècle. Un mouvement d'arabisation linguistique et progressif de la cité s'ensuit, notamment dans le domaine religieux.
L'essor de la ville au XVIe siècle et XVIIe siècle, se traduit également sur le plan démographique. Elle compte 60 000 habitants vers la fin du XIVe siècle et plus de 150 000 habitants au XVIIe siècle. La ville devient alors un agrégat de diverses populations méditerranéennes aux dépens de son substrat berbère déjà entamé. La population ne comporte plus qu'un dixième de Kabyles, en raison de la méfiance des Turcs de la régence d'Alger vis-à-vis de ces populations originaires d'une région politiquement indépendante, structurée autour de deux États dissidents, le Royaume de Koukou et le Royaume des Beni Abbès.
Le reste de la population est composé d'Arabes d'Alger dont certains sont des descendants des Tha‛alaba, d'andalous ou de tagarins venus à partir du XIVe siècle. Alger accueille aussi 25 000 morisques au début du XVIIe siècle qui contribuent à l'expansion urbaine de la ville. Elle abrite enfin des citadins originaires d’autres villes de la Régence tels qu'Annaba, Constantine et Tlemcen. Ces habitants se distinguent des Arabes de l'intérieur, notamment par leur parler arabe citadin, difficilement compris par les nomades du Sud et encore moins par les Berbères. Ils se consacrent à l'administration, au commerce ou à la religion. Les Turcs, quant à eux, tiennent les principaux postes de l'administration, de l'armée et de la marine. La ville attire aussi de nombreux renégats chrétiens parmi lesquels sont recrutés les corsaires. Un autre groupe de population est celui des berrani, « gens de dehors », communautés rurales essentiellement originaires des cités et oasis du sud saharien (Biskris, Laghouatis et Mozabites). Il existe une communauté juive, composée des ruraux du pays venus habiter en ville, ou de ceux originaires d'Espagne à partir du XIVe siècle puis de Livourne à partir du XVIIe siècle. On trouve aussi des Kouloughlis et des Noirs affranchis.
À partir de la fin de l'âge d'or de la piraterie barbaresque, au XVIIe siècle, la population d'Alger commence à décroître. Elle passe de 150 000 habitants au XVIIe siècle à 50 000 habitants à la fin du XVIIIe siècle et seulement 25 000 habitants à la veille de la conquête française. À la suite de la prise de la ville par les Français en 1830, le refus de vivre sous la domination chrétienne va provoquer l'émigration de près de la moitié de la population. Ainsi en 1831, le recensement fait état de 12 000 habitants. Ces chiffres s'expliquent par la fuite des Turcs de la ville (6 000 personnes), ainsi que par le départ des populations citadines vers l'intérieur du pays.
Globalement la ville d'Alger ne retrouve son niveau de population musulmane qu'en 1901, grâce à l'afflux massif de populations kabyles conduisant à un mouvement de « re-berbérisation » de la ville. Ainsi, au XXe siècle, la Casbah abrite-t-elle ainsi un grand nombre de familles originaires du Djurdjura.
Après l'indépendance, la Casbah connait un autre exode. Les familles citadines déménagent vers les quartiers anciennement occupés par les Européens. L'exode rural va compenser cette émigration des familles. Le périmètre de la Casbah reste un des endroits les plus densément peuplés du monde, mais sa densité et sa population tendent à diminuer depuis les années 1980. Les habitants migrent vers des quartiers moins concentrés d'Alger. Ce processus de dédensification résidentiel permet aux quartiers populaires de se vider de leur excédent de population. Ce phénomène est renforcé par la disparition d'habitations, à la suite de leur effondrement. La commune administrative de Casbah, dont le périmètre est légèrement plus large que le site classé, compte 45 076 habitants en 2004 contre 70 000 habitants en 1998 ; le site historique abrite 50 000 habitants en 1998, pour une densité de 1 600 habitants/ha alors que ses capacités d’accueil se situent autour de 900 habitants/ha,.

## Architecture

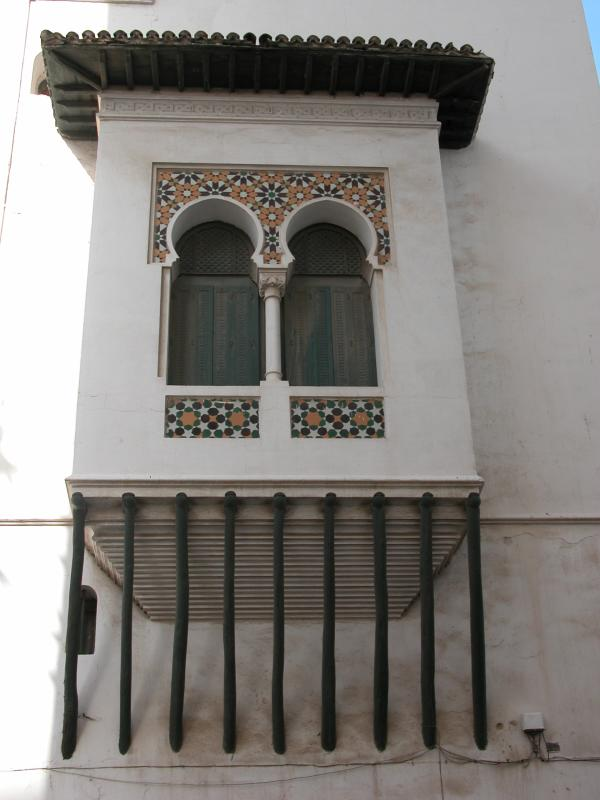
Fenêtre d'un encorbellement appelé localement kbou.

La Casbah d'Alger apparaît comme un exemple typique des villes traditionnelles maghrébines, qu'on trouve sur la partie occidentale de la méditerranée et l'Afrique sub-saharienne. L'ensemble urbain qui constitue la Casbah conserve toujours son intégrité, malgré les diverses mutations et, globalement, les caractéristiques esthétiques de l'art islamique et les matériaux originaux sont préservés.
La Casbah possède encore sa citadelle, des palais, des mosquées, des maisons à patio central (Wast al-dar), des mausolées et des hammams qui participent toujours à l'identité du site. L'architecture militaire de la Casbah comporte des legs ottomans, datant de la période de la régence d'Alger, mais l'architecture civile garde l'authenticité des médinas maghrébines. Cependant la Casbah apparaît comme un espace en mutation ; en effet, durant la colonisation, certaines bâtisses sont démolies pour implanter des habitations de style européen, principalement sur le front de mer et aux limites de la ville européenne. La Casbah possède donc aussi, à sa périphéries, des immeubles de style haussmannien datant de l'époque coloniale, intégrés dans son patrimoine classé. On compte aussi certaines modifications de l'habitat avec l'introduction de matériaux non authentiques, et la disparition du circuit commercial de materiaux traditionnels tels que le thuya. Sa marginalisation sur le plan social et l'inefficacité des plans de sauvegarde en font un site menacé malgré son classement par l'Unesco.

### Techniques de construction

#### Les murs et les arcades

Structure d'un mur en commande à deux strates.

Les murs de la Casbah sont des murs en commande, c'est-à-dire qu'ils sont composés de briques jointoyées. Ces murs peuvent comporter un appareillage mixte et présenter une diversité de matériaux (moellons, bois…) Une des typologies employées est la commande de murs à deux strates, dont l'une, en brique, est rigide et l'autre, à armature de bois, est flexible ; cela présente l'avantage d'être parasismique. 
La structure verticale comporte des arcades en brique et des colonnes. Il en existe deux types, les arcs outrepassés brisés et ceux en ogive. Des rondins de thuyas peuvent être disposés au départ des arcs-chapiteaux ou à l'intersection des deux arcs.

#### Les couvertures et planchers
La couverture peut être maçonnée, ou à structure de bois. Les couvertures maçonnées sont souvent des voûtes croisées, qui peuvent être employées pour des espaces domestiques tels que les entrées, les paliers d'escaliers ou les grands espaces d'édifices majeurs (palais, mosquées…)
Les structures de bois concernent souvent les planchers ou les toits de terrasse : ils sont composés de rondins, par-dessus lesquels sont disposés des branchages ou des voliges qui vont supporter un mortier de terre et de chaux. Ce mortier est lui-même support de carreaux de céramique ou d'une étanchéification à la chaux pour les terrasses. Les structures métalliques, utilisées comme support de planchers sont plus récentes car elles datent de la période coloniale (XIXe siècle). Ce matériau non traditionnel a mal vieilli et de nombreux désordres sont dus à son emploi.

#### Les ouvertures et escaliers
Les franchissements dans les structures maçonnées peuvent être réalisés au moyen d'arcatures, elles-mêmes maçonnées, ou en plates-bandes de bois ou de marbre. Dans les patios, les arcs sont le plus souvent des arcs outrepassés formant une légère ogive. Les escaliers dans la Casbah sont des structures maçonnées avec une structure en bois. Une plate-forme inclinée est coulée sur des rondins de bois, par-dessus laquelle des briques vont former des marches. La décoration varie, le marbre orne les grandes demeures alors que l'ardoise est employée dans les maisons modestes.

#### Les ornements
Divers éléments servent à orner les habitations de la Casbah : balustrades en bois, ouvrants de portes, chapiteaux et carreaux de céramiques pour les sols et les murs. Les portiques et les galeries donnent une spécificité architecturale à la Casbah. L'agencement des arcs en ogive est typique de sa composition spatiale. Le patio est l'exemple de cet agencement, où l'harmonie de l’enchaînement des arcs peut masquer les variations géométriques, pour peu qu'ils aient une constance dans la hauteur (qui part de la naissance de l'arc à sa clef). Les variations d'ouvertures des arcs ne perturbent pas l'harmonie visuelle de l'ensemble. Les arcs de la Casbah sont souvent de type outrepassé ; leurs formes, en ogives ou brisées, constituent une spécificité algérienne.
L'ornementation  caractéristique est composée notamment de frises horizontales et d'appliques verticales. Ces ornements d'arcades sont en céramiques et la dimension des anneaux est en harmonie avec l'ensemble architectural. Les besoins en carreaux étant considérables, ils sont pour partie importés, d'Italie, de France, de Hollande… Enfin les chapiteaux, dont certains sont récupérés des ruines romaines du site d'Icosium, servent à orner la partie supérieure des colonnes. Les chapiteaux et les abaques renforcent la singularité de l'architecture de la Casbah.

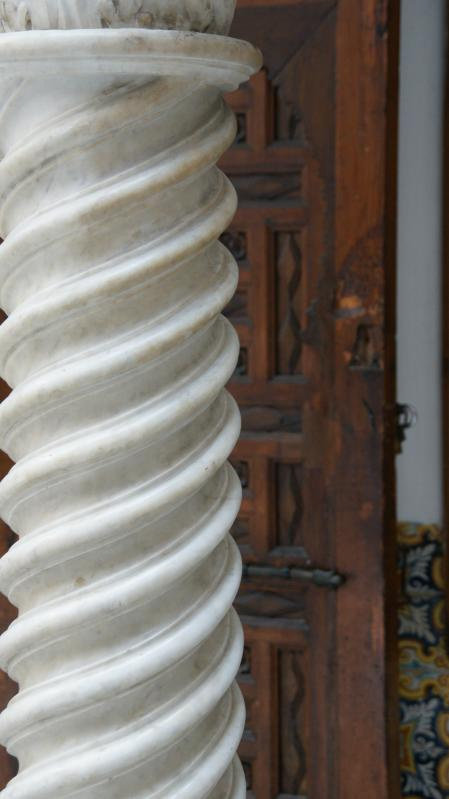
Fût torsadé d'une colonne.
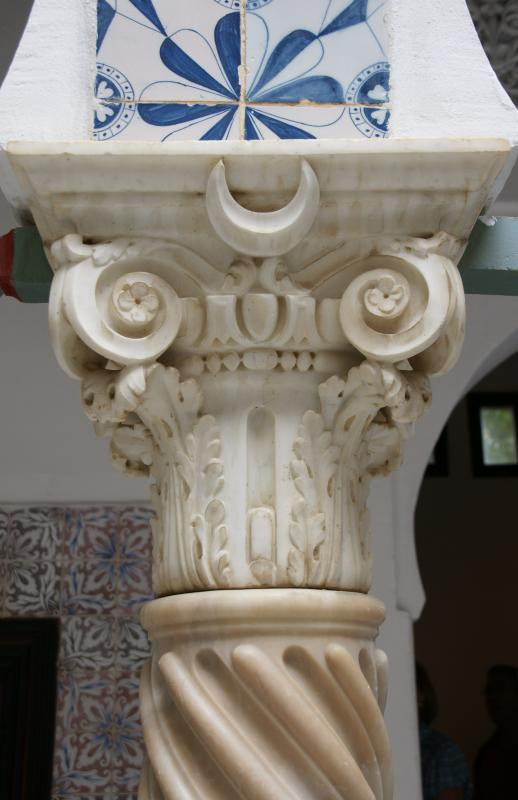
Chapiteau composite en marbre blanc, orné d'un croissant.
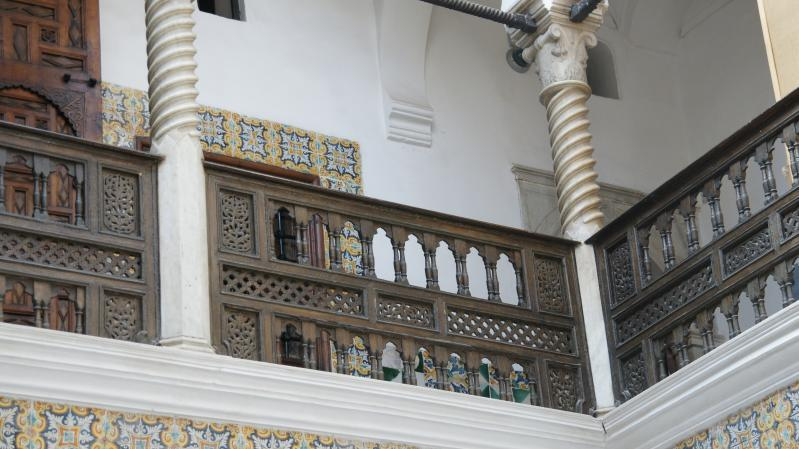
Balustrade en bois ouvragé.
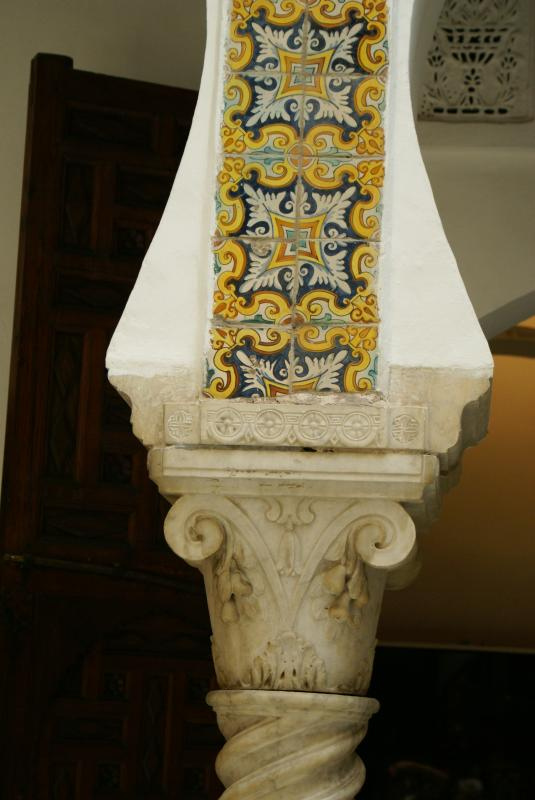
Ensemble ornemental d'une arcade : frise en céramique, abaque et chapiteau.
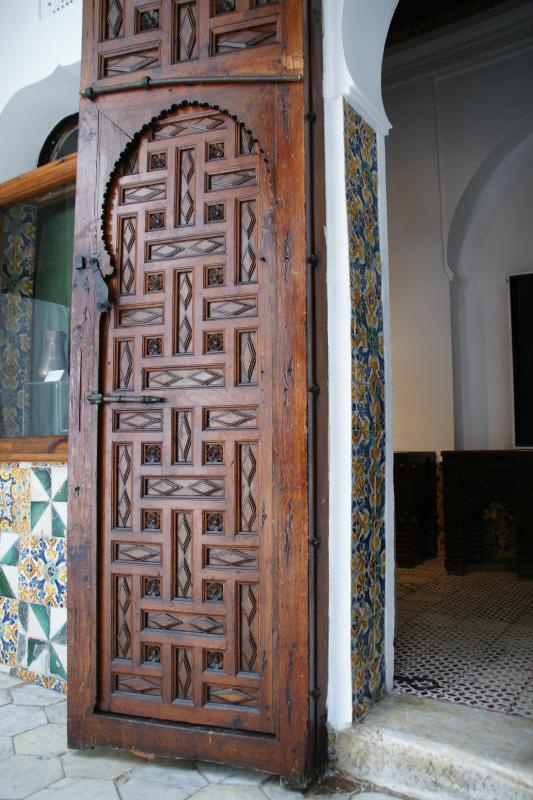
Ouvrant de porte intérieure sculptée de motifs géométriques.
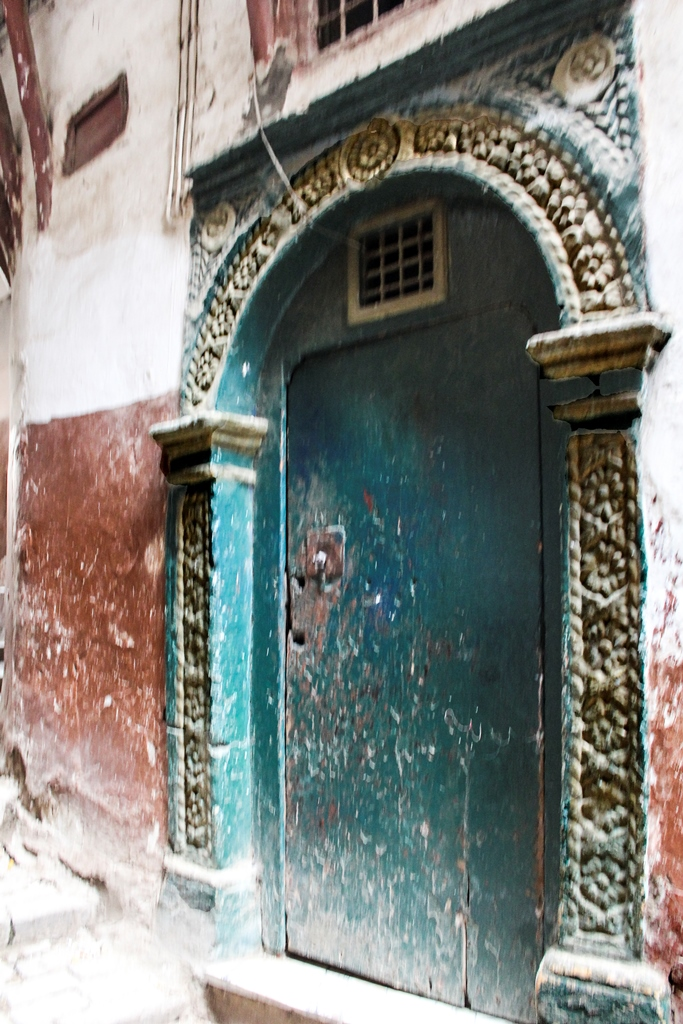
Encadrement orné de porte

### Architecture domestique

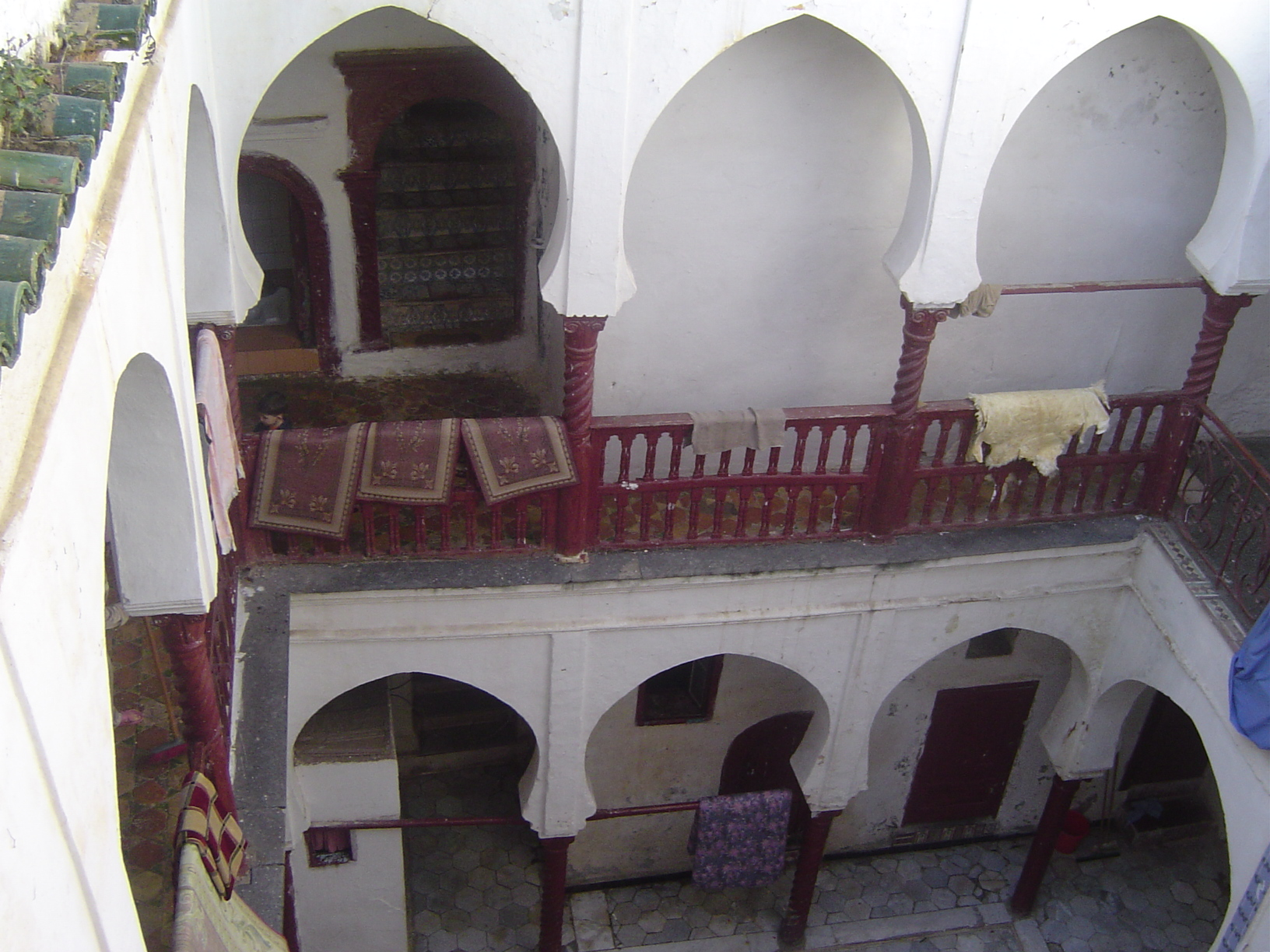
Vue sur un patio d'une maison de la Casbah d'Alger.

L'architecture domestique de la Casbah est représentative d'un habitat humain traditionnel issu de la culture musulmane et à caractère profondément méditerranéen. La typologie est relativement stable entre le palais et la demeure du modeste artisan. La maison typique de la Casbah apparaît groupée, mitoyenne et ne présente qu'une seule façade. On estime que ce mode de regroupement des habitations remonte à l'époque ziride. La surface d'emprise au sol est généralement comprise entre 30 m2 et 60 m2.
Elle possède toujours une vue sur la mer grâce à sa terrasse, la lumière est généralement apportée par le patio ou, moins fréquemment, par une fenêtre qui donne sur la rue. La porte d'entrée comporte toujours une grille pour permettre l'aération des étages inférieurs à partir de l'air frais des ruelles. La maison algéroise se veut tournée vers l'intérieur, plus précisément vers son patio (west dar), qui est le cœur de la vie et qui comporte un puits (bir). C'est un espace de convivialité pour les familles, qui sont jusqu'à quatre à occuper une maison, mais aussi l'espace traditionnel d'accueil des visiteurs. Les murs sont des ouvrages de maçonnerie, constitués avec des briques de terre peu cuites et un mortier comprenant de la chaux et de la terre épaisse. Les planchers sont réalisés avec des rondins de bois et les soubassements sont construits selon une technique de voûte en berceau. La couverture est plate, faite avec une épaisseur de terre importante, jusqu'à 70 cm en terrasse, et le revêtement est constitué de mortier composé de terre et d'adjuvant naturels, le tout recouvert de chaux.
Le système d'évacuation des eaux usées des maisons est un véritable réseau d'égouts en brique sous la voirie, qui suit la pente du site, et qui date de l'époque de la régence d'Alger. Les branchements sont réalisés avec des éléments de poterie qui s'emboîtent. Depuis la colonisation le réseau a été modernisé.

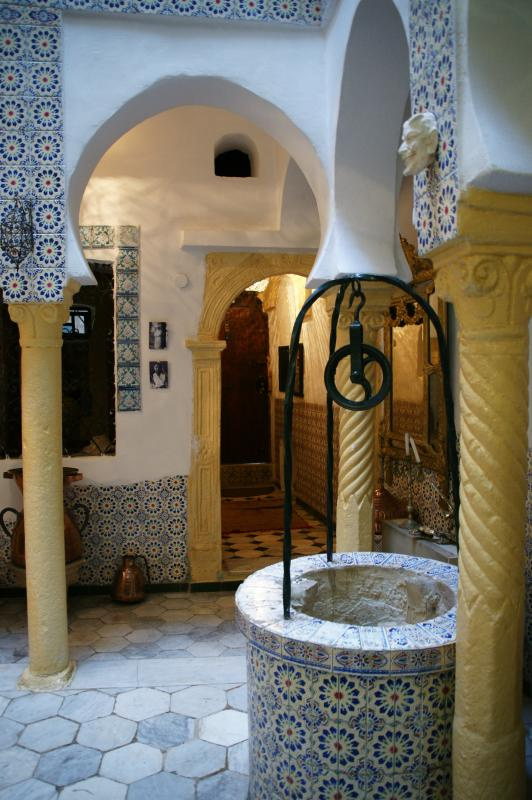
Un puits domestique dans un patio.

La typologie domestique de la Casbah se décompose en plusieurs sous-ensembles, la « maison alaoui », la « maison à chebk », la « maison à portique » et les palais. La maison alaoui est la seule à ne pas disposer de patio, l'air et la lumière arrivant par les fenêtres. Construite sur une petite parcelle, le rez-de-chaussée, de taille réduite par rapport à l'emprise totale au sol en raison de la déclivité des terrains, peut être affecté à un commerce ou à un local de stockage. L'étage — quelquefois les deux étages — comporte une pièce unique de grande dimension. Pour gagner de l'espace ce type d'habitat a recours à des encorbellements.  
La maison à chebk est souvent une dépendance (douera) d'une maison plus grande et elle répond à des contraintes d'espace minimal. Le patio, très étroit, se situe à l'étage et est pavé de marbre, alors que les pièces sont pavées de carreaux en terre cuite. Les murs emploient aussi des carreaux de céramique et de la chaux.
La maison à portique est la typologie par excellence de la maison à patio, tournée vers l'intérieur. Dans les étages, elle peut céder de la surface aux maisons voisines et possède au deuxième étage une belle pièce avec un kbou (un encorbellement gagné sur la rue dans l'axe de la pièce). Le patio et les fenêtres sont ornés de carreaux de céramiques de couleur aux motifs géométriques ou floraux.

### Typologie de la médina

Coupe de la rue Aroubi ; les maisons sont mitoyennes, en dénivelé et s'appuient les unes sur les autres (type portant).

Les médinas algériennes s'inscrivent dans une évolution de la typologie urbaine au fil du temps. En effet, il est établi que la ville, l'espace urbain, est un village qui évolue vers une typologie proto-urbaine, puis urbaine, à travers l'histoire. Le passage d'un noyau proto-urbain à un noyau urbain se traduit au niveau morphologique par une densification horizontale puis verticale, schéma classique de l'évolution des habitations à travers les siècles.
La densification, pour une parcelle donnée, consiste à en occuper tout l'espace ; ensuite vient la superposition des modules constructibles pour obtenir les étages. Alger est une ville à développement variable, présentant les états successifs de cette évolution. Elle a atteint un niveau d’urbanisation important dès la période médiévale, et comporte une typologie évoluée d'édifices allant jusqu'à quatre niveaux au-dessus du rez-de-chaussée, avec une moyenne de deux niveaux dans la Casbah. Au contraire, la Casbah de Dellys, aussi ancienne que celle d'Alger, présente une typologie de type proto-urbaine, où les escaliers de la cour ne sont pas intégrés dans l'ensemble pour donner naissance à un patio et constituent encore un moyen architectural de distribution occasionnel vers les pièces en étage.
La typologie de la médina est dense horizontalement et introvertie ; les maisons à patio qui occupent une parcelle centrale peuvent même être mitoyenne sur leurs quatre côtés (cette typologie se retrouve à Alger, Blida, Miliana et Dellys). Les maisons partagent un, deux ou trois murs mitoyens entre elles. L'espace limité de l'îlot, dans lequel prolifèrent les maisons similaires et voisines, influence la typologie individuelle de la maison. L'ensemble forme un bâti continu caractéristique de la Casbah, de type « portant »,.

### Palais et résidences
Les principaux palais et résidences actuels de la Casbah sont Dar Aziza, Dar Hassan Pacha, Palais Mustapha Pacha, Palais Ahmed Bey, Palais El Hamra, Dar Khedaoudj el Amia, Dar El Kadi, Dar Soltan, la Maison du Millénaire, palais des Raïs, Dar Essadaka et Dar Es Souf ; il faut ajouter à ce patrimoine les palais extra-muros du Fahs d'Alger et les demeures incluses comme dépendances d'institutions publiques (hôpitaux, lycée).

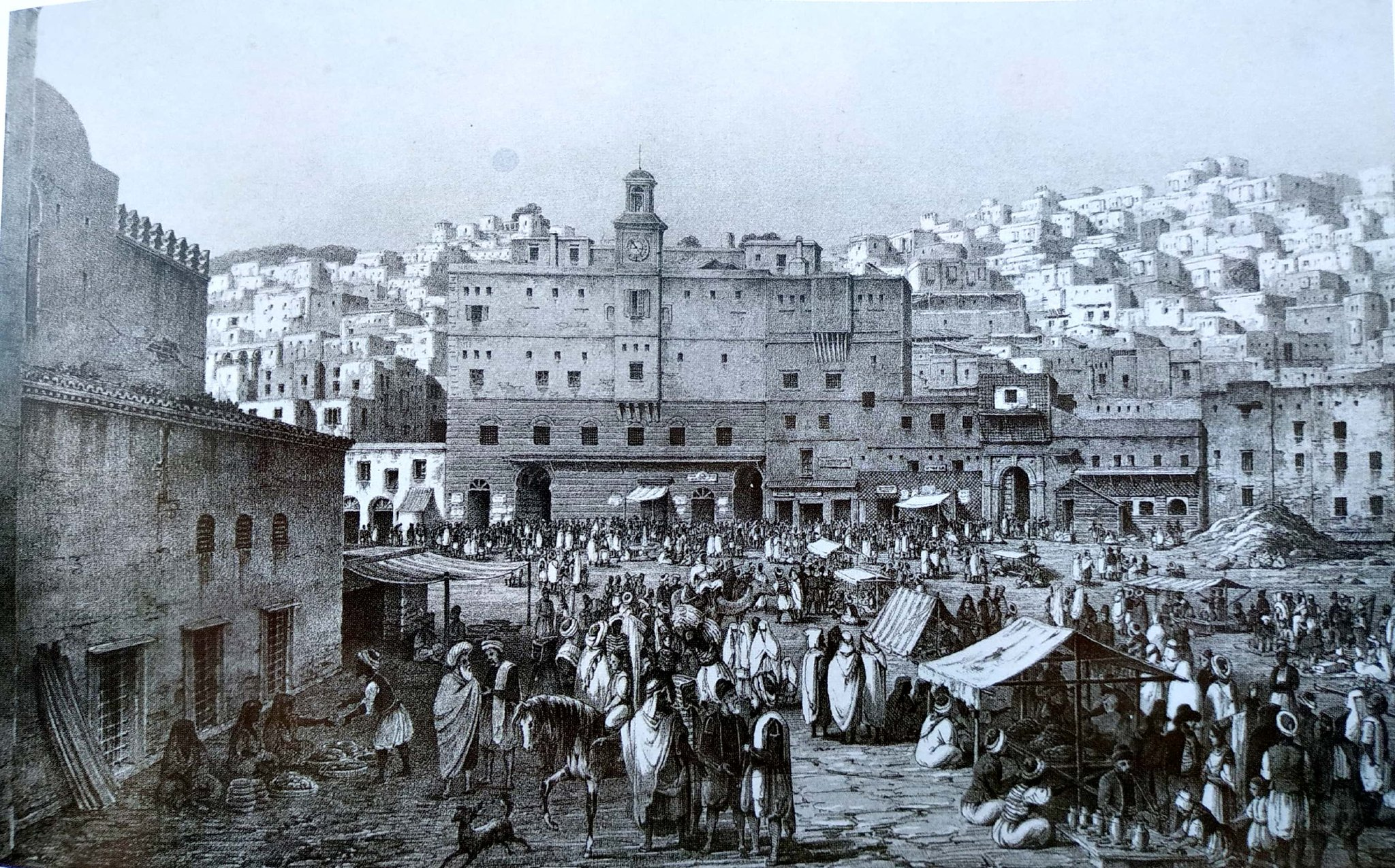
Palais de la Jenina et actuelle place des Martyrs sur une gravure de 1832 ; le palais est démoli vers 1856.

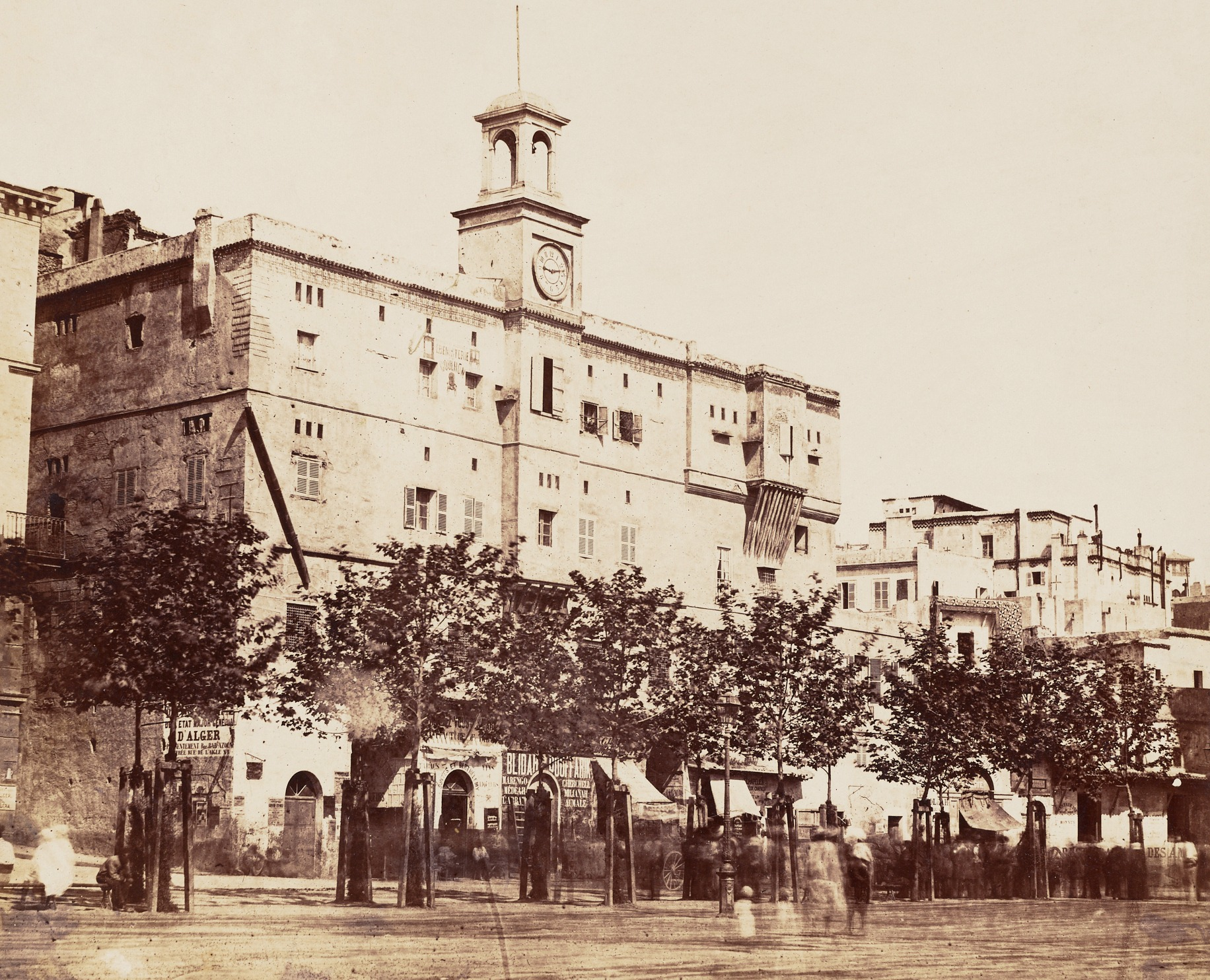
Palais de la Jenina en 1856. (tirage albuminé)

Le plus vieux des palais est celui de la Jenina, ravagé par un incendie en 1844. Ce palais, ancien fort berbère, est la résidence des souverains locaux d'Alger au Moyen Âge, notamment le dernier, Salim at-Toumi. Il est donc antérieur à la régence d'Alger, période durant laquelle il est le siège du pouvoir. Les Algérois l'appellent Dar Soltan el qedim et il est le centre du pouvoir jusqu'à 1817. Il ne subsiste qu'une partie de cet ensemble dont Dar Aziza, situé sur la place des Martyrs en face de la mosquée Ketchaoua. Le palais de Dar Aziza est typique des demeures algéroises du XVIe siècle. Haut de trois étages à l'origine, il est amputé de son dernier étage lors du tremblement de terre de 1716. Il sert de magasin en 1830, et perd en 1832 l'escalier menant à la terrasse. Il devient, après quelques aménagements, la résidence de l'archevêché sous la colonisation française. Dar Aziza est très riche en décorations murales faites de marbre sculpté. Il comporte un magnifique patio orné de jets d'eau, de boiseries, de faïences et de claustras à verres de couleur.
Le Palais Mustapha Pacha est édifié en 1798. Une particularité de ce palais est qu'il contient un demi-million de carreaux de faïence ancienne originaires d'Algérie, de Tunisie mais aussi d'Espagne et d'Italie. Le marbre de sa fontaine provient d'Italie et les portes sont en cèdre. C'est actuellement le musée de la calligraphie d'Alger.
Le Palais Hassan Pacha est un palais de style maghrébin construit en 1791 et remanié pendant la période coloniale avec des éléments de styles néogothique et orientaliste.
Le Palais Ahmed Bey se situe dans la Basse Casbah, dans le quartier Souk-el-Djemâa, bordant la rue Hadj Omar. Il fait partie de l'ensemble des palais de la Djenina. Il est édifié au XVIe siècle en tant qu'habitation du dey, reprenant le style typique de l'époque. Il abrite maintenant la direction du Théâtre national algérien.
Le palais des Raïs est l'un des derniers vestiges de la médina situé en bord de mer et sa restauration est récente. Ce palais est celui des corsaires, il alterne les espaces publics et privés. Il comprend trois bâtiments palatiaux et six douerates (maisons plus modestes), aux décors raffinés comme en témoignent les carreaux de céramique, les balustrades en bois ouvragé, les colonnes en marbre et les plafonds richement ornés. Il abrite aussi un ancien hammam et un menzah, une terrasse qui surplombe le site et donne sur la mer. Ce palais fait office de nos jours de maison de la culture.

Les palais de la Casbah
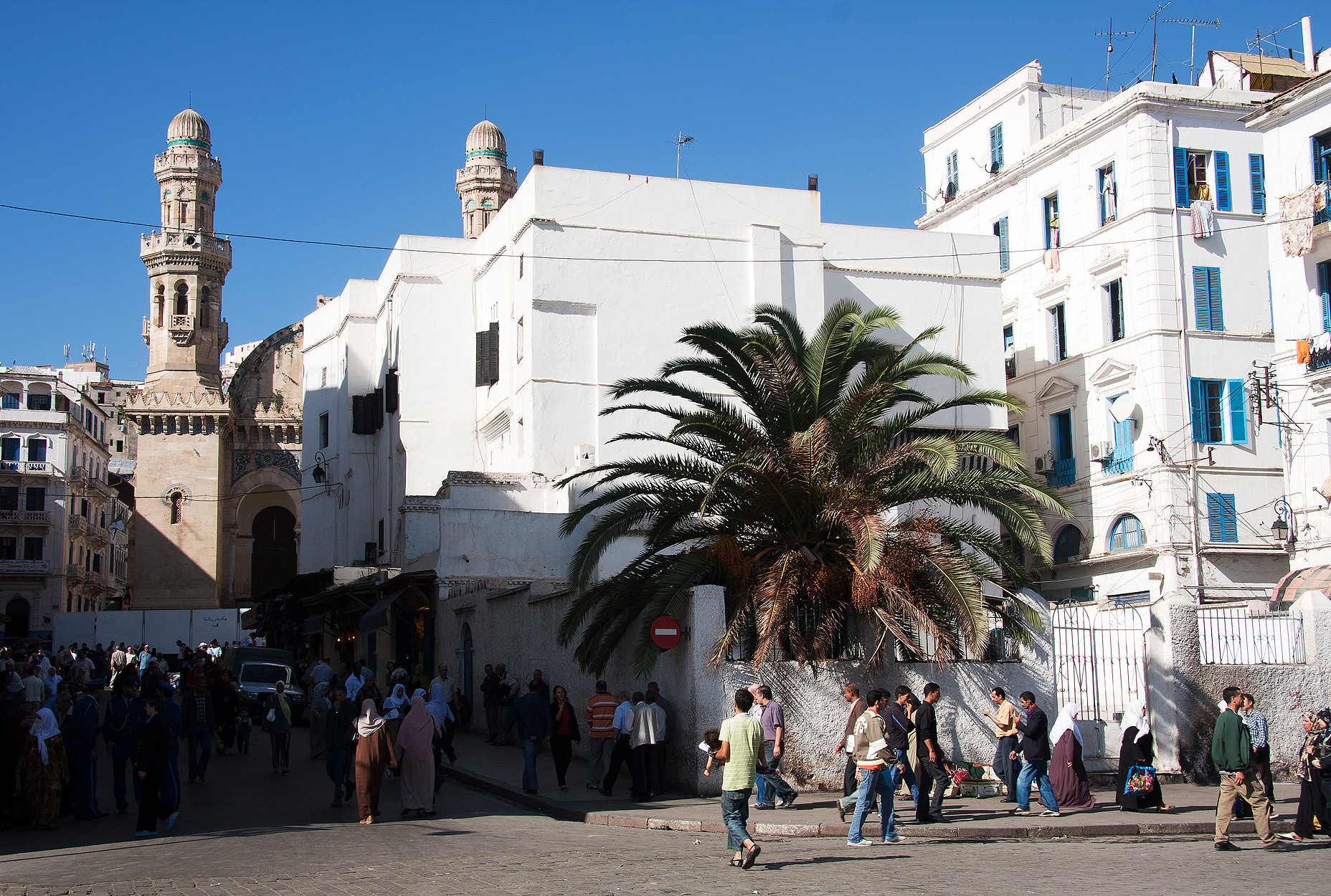
Dar Aziza au premier plan, dernière partie de l'ancien palais de la Djenina bâti au XVIe siècle et détruit en grande partie dans un incendie au XIXe siècle.
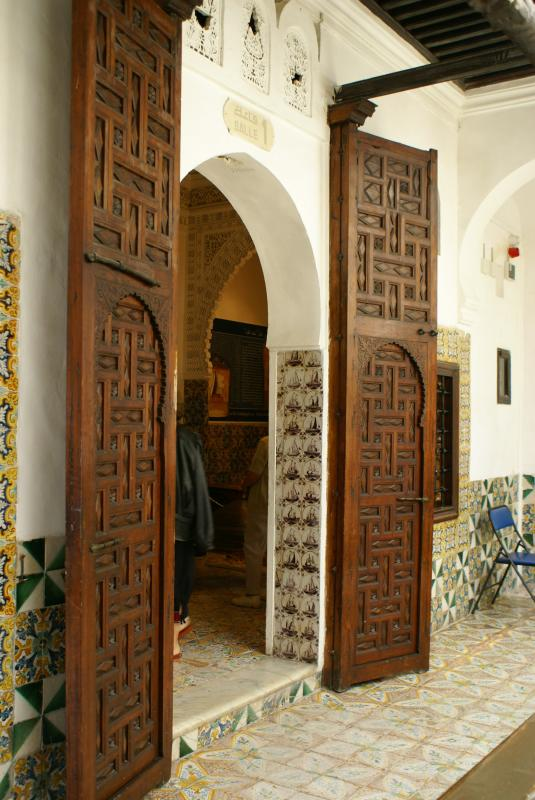
Palais Khdaoudj El Amia, devenu le « musée des arts populaires ».
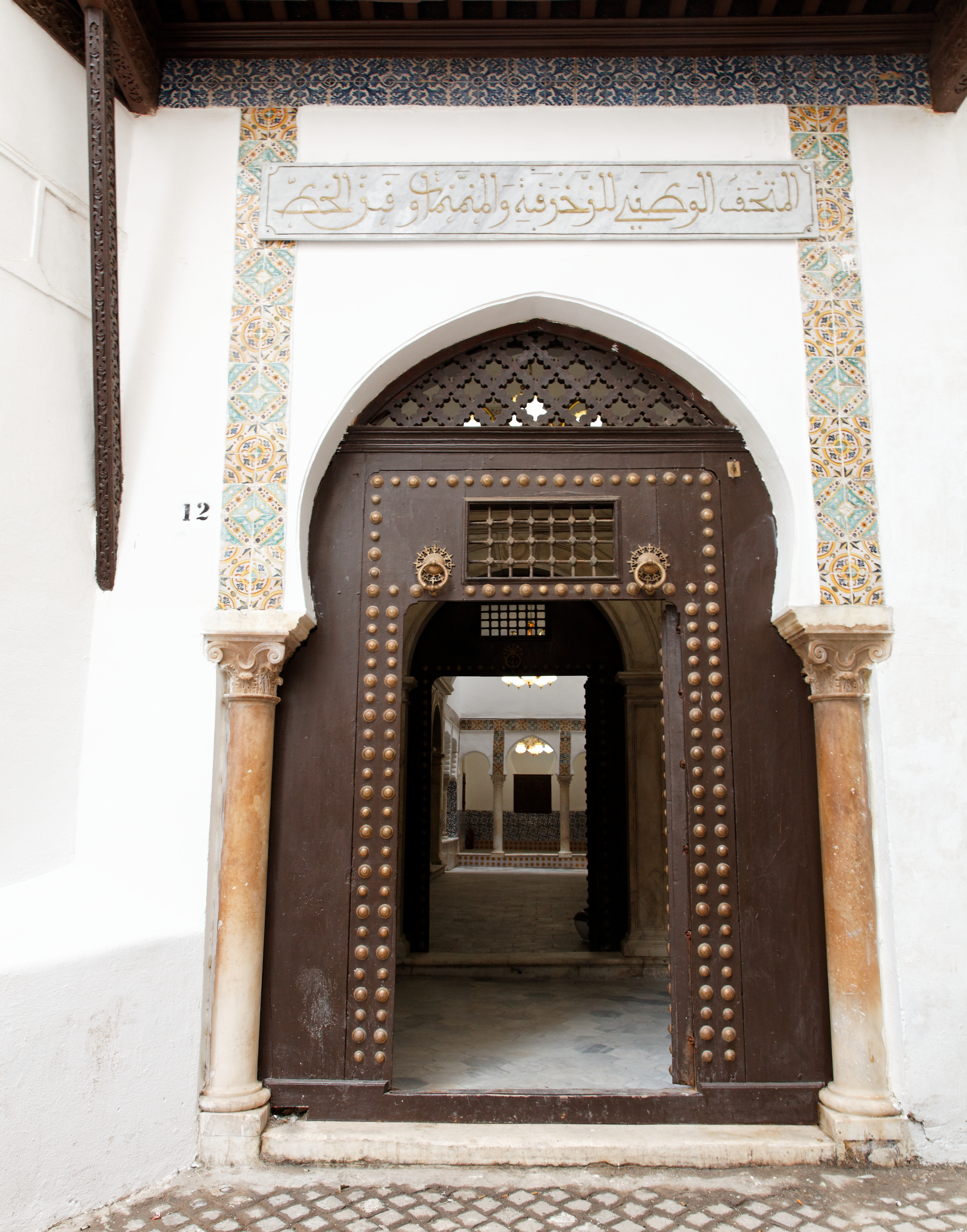
L'entrée du Palais Mustapha Pacha.
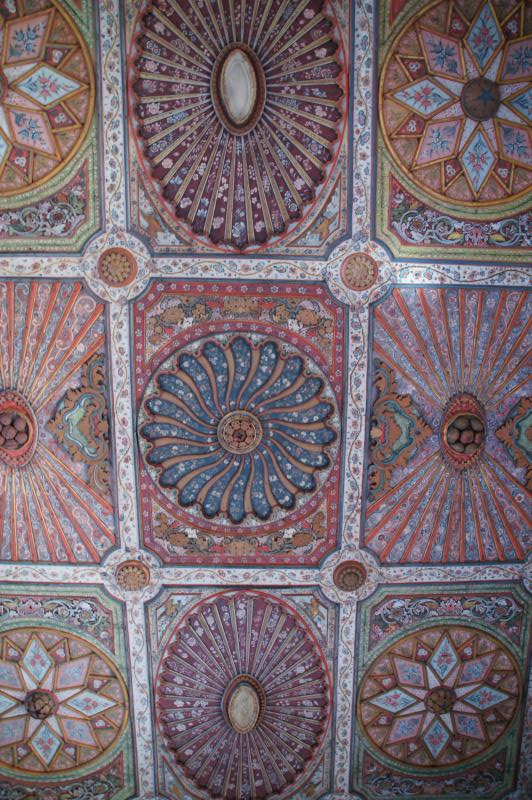
Plafond en bois sculpté du Palais des Raïs.
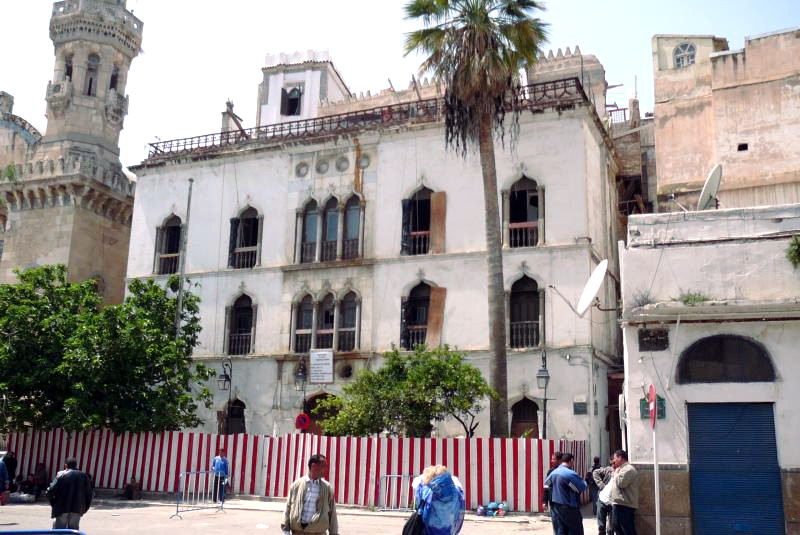
Palais Hassan Pacha, résidence d'hiver du Gouverneur général français de l'Algérie.
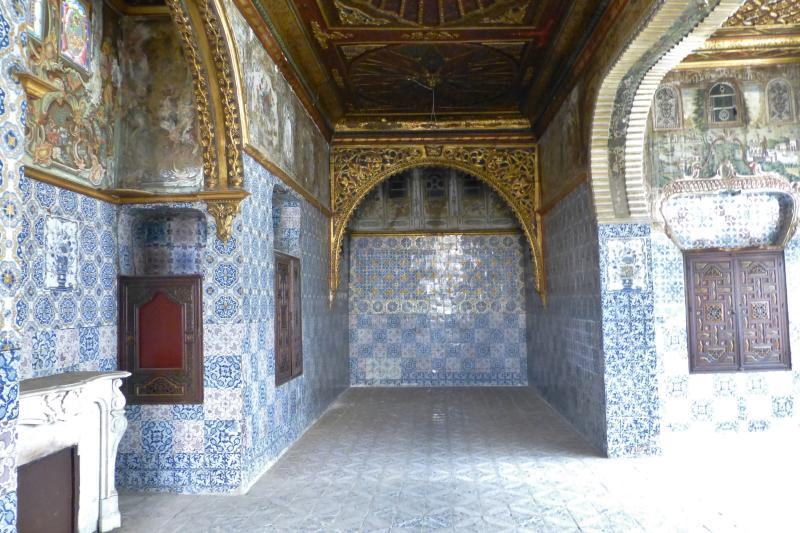
Intérieur de Palais Hassan Pacha.

Durant l'époque de la régence d'Alger, nombre de palais d'été sont situés extra-muros dans le Fahs d'Alger. Le Fahs désigne les environs et les faubourgs de la médina d'Alger ; il constitue un espace bien distinct de la médina. C'est le lieu d'implantation des divers palais d'été et résidences avec jardins. Un des palais les plus connus de cet ensemble est celui du Bardo qui abrite le musée national du Bardo,.

### Mosquées
Parmi les mosquées de la Casbah d'Alger les principales sont Jamaa Ketchaoua, Jamaa el Kebir, Jamaa el Jdid, Jamaa ali Bitchin, Jamaa sidi Ramdane, Jamaa Sidi M'hamed Cherif, Jamaa el Berrani, Jamaa el Safir et Jamaa li houd.
La mosquée la plus ancienne de la Casbah d'Alger est Jamaa El Kebir, la grande mosquée construite en 1097 par Youssef Ibn Tachfin dans le style almoravide. Elle est construite à une époque où l'influence de l'art andalou se fait sentir sur le Maghreb. Ce qui caractérise le plus cette mosquée c'est sa salle de prière et son minaret. La salle de prières hypostyle est centrée et ses puissants piliers sont reliés par de grands arcs festonnés, lobés pour ceux des nefs, unis et polis pour ceux des travées. Le mirhab est décoré de colonnes et de céramiques. Le minaret, refait par un sultan zianide de Tlemcen en 1324, est de forme quadrangulaire, surmonté d’un lanternon, orné de céramiques et de fines sculptures. La galerie extérieure n’est pas d'origine, elle est constituée à partir des colonnes de marbre à chapiteaux décorés provenant de la mosquée Es-sayida, jadis située sur la place des Martyrs, démolie durant la colonisation.
Jamaa Sidi Ramdane est une des mosquées médiévales de la médina, elle date du XIe siècle
Jamaa Ketchaoua est une œuvre unique, témoin de l'histoire de la Casbah. Elle est fondée en 1436, à une époque antérieure à la régence d'Alger, lorsque les dynasties berbères régnaient sur la ville. Son architecture mêle les styles mauresques, turcs et byzantins. En effet son architecture est remaniée durant l'époque de la Régence puis, surtout, durant la colonisation française où elle fait office de cathédrale avant de revenir au culte musulman à l'indépendance du pays.
Un bâtiment plus important est construit vers 1613, sous le gouvernement de la régence d'Alger, puis de nouveau remanié en 1794, sous le gouvernement de Hassan Pacha. Son architecture est inspirée des mosquées construites en Turquie dans le style byzantin. À partir de 1844, sous la colonisation, des remaniements pour l'adapter à son usage d'église catholique font disparaître le minaret de style maghrébin à section carrée d'origine ; on construit les deux tours de la façade ainsi qu'un chœur dans le prolongement de la salle de prières. L'église est classée monument historique par l'administration française en 1908 et réaffectée au culte musulman à l'indépendance de l'Algérie.
Jamaa al-Jdid est une des mosquées les plus récentes. Elle est construite en 1660 par le dey Mustapha Pacha dans un style très proche de celui des Ottomans. Elle comporte des coupoles qui rappellent celles d'Istanbul. Cependant, son minaret, haut de 27 mètres, est de style maghrébin avec une composante originale : il comporte une horloge depuis 1853, provenant de l'ancien palais de la Djenina, démoli durant la période coloniale. Elle est destinée aux Turcs de la ville, suivant le rite hanafite, et sa proximité avec la mer lui vaut son surnom de « mosquée de la pêcherie ». La légende raconte que ce serait un captif chrétien qui aurait dessiné ses plans, ce qui expliquerait sa forme en croix latine. L'intérieur est décoré avec des boiseries et le minbar est composé de marbre d'Italie.
Jamaa el Berrani, littéralement la « mosquée des étrangers », est une mosquée datant de 1653, reconstruite en 1818 par Hussein dey au pied de la citadelle d'Alger pour accueillir le tribunal de l'Agha. Elle doit son nom aux étrangers qui venaient y prier avant leur audience auprès du dey. Elle est ensuite affectée au culte catholique durant une partie de la colonisation.

Mosquées de la Casbah d'Alger
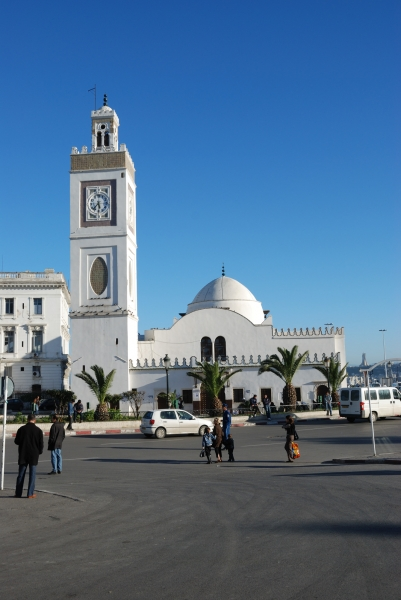
Mosquée Jamaa al-Jdid, construite en 1660.
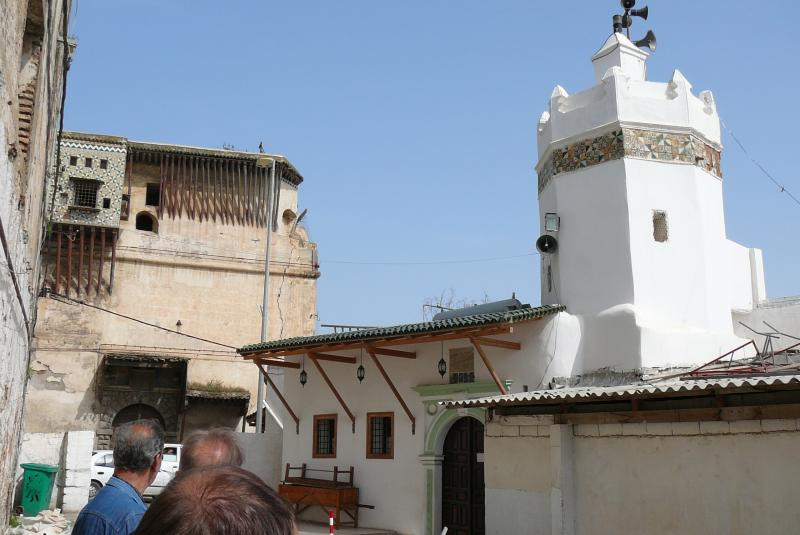
Jamaa Berrani ; en arrière-plan le palais du dey.
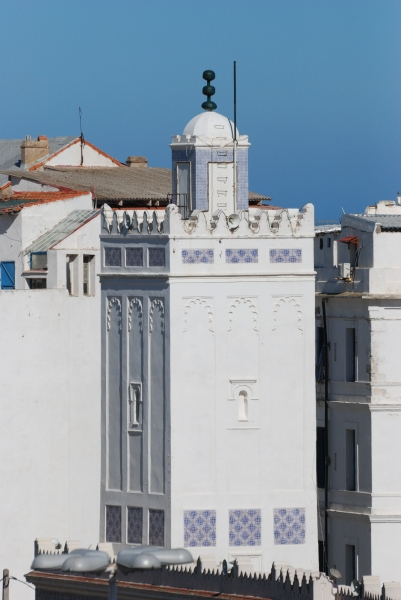
Le minaret de la mosquée Jamaa el Kébir, de style Zianide.
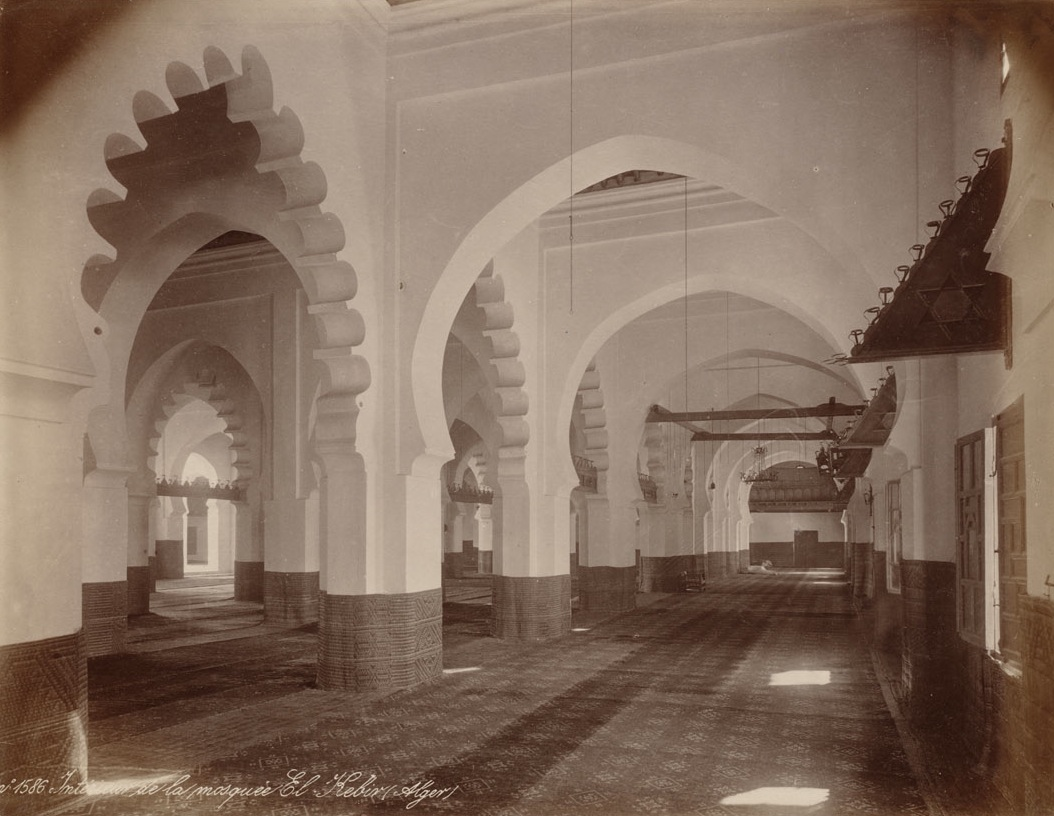
Intérieur de  Jamaa el Kébir, témoin de l'art hispano-mauresque et almoravide (v.1892).

La Casbah possède aussi beaucoup de petites mosquées comme celle d'Ali Bitchin, un renégat d'origine vénitienne converti à l'islam, dont le vrai nom est Picenio. Elle fut construite en 1622 par ce riche négociant. Elle est d'un style ottoman avec ses nombreuses coupoles mais elle comporte un minaret carré de type maghrébin. À l'origine sa salle de prière était sans ornements, blanchie à la chaux. Mais au fil du temps ont été ajoutés des stucs et autre décorations d'intérieur. L'édifice est en cours de restauration,. D'autres mosquées sont construites à proximité de mausolées, à l'image de Jamaa Sidi Abderrahmane, érigée à côté du mausolée du même nom en 1696. Elle comporte des coupoles et un minaret richement orné.

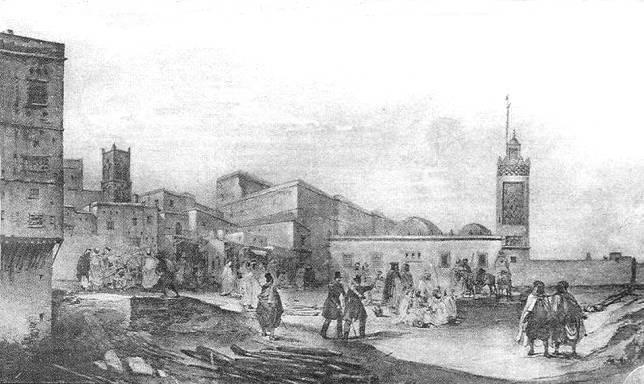
Gravure représentant Mosquée Es-sayida (v.1830), démolie durant la période coloniale.

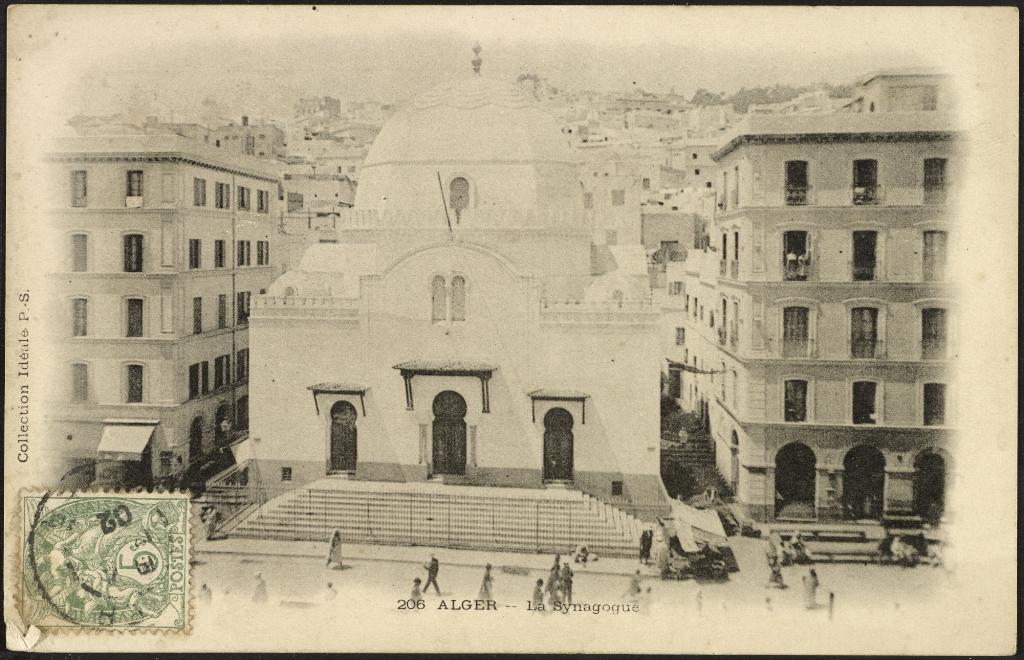
L'ancienne synagogue d'Alger, Jamaa li houd, devenue mosquée (v.1902).

La Casbah comportait également des mosquées qui furent démolies durant la période coloniale et qui ont marqué la mémoire de la ville. Il y avait Mosquée Es-sayida (Mosquée de la dame),, anciennement située à la place des Martyrs, et démolie en 1832. Ses colonnades servirent à aménager le péristyle de Jamaa el Kebir, la grande mosquée, en 1836, pour compenser l'impopularité de sa démolition et des aménagements coloniaux. 
D'autres mosquées comme celle de M'sella à côté de Bab el Oued, en 1862, de Jamaa Mezzomorto, construite par le dey Mezzomorto, celle de Jamaa m'ta Sattina Maryam, celle de « Notre Dame Maryam », en 1837, sont détruites lors de divers aménagements urbains. Jamaa li houd, la « mosquée des juifs », est une synagogue bâtie entre 1850 et 1865, qui devient une mosquée à l'indépendance du pays, à la suite du départ de la communauté juive locale.

### Medersa et mausolées
La Casbah compte quelques medersas dont la plus connue est la médersa Thaâlibiyya. Elle est bâtie en 1904 sous l'administration du gouverneur Charles Jonnart, qui fait la promotion du style néo-mauresque, appelé parfois « style Jonnart ». Ce style est aussi celui de nombreux bâtiments de l'époque, comme la Grande Poste d'Alger et la gare d'Oran. La medersa est construite pour rendre hommage au célèbre théologien maghrébin du XIVe siècle, Sidi Abderrahmane, considéré comme le saint patron de la ville d'Alger. La Casbah comptait quatre-vingt zaouïas et medersas avant la colonisation, dont la plupart ne sont plus en service ou sont devenues mosquées comme la zaouïa de Sidi M'hamed Cherif.
La Casbah comporte plusieurs figures maraboutiques parmi lesquelles Sidi Brahim, protecteur de la mer, dont le tombeau est dans l'amirauté ; Sidi M'hamed Chérif, dont la fontaine est réputée ; Sidi H'lal, saint de Bab el Oued et Sidi Bouguedour considéré comme le « chef des marabouts ». Les mausolées de Sidi Hlal, Sidi boudgour et Sidi Aberrahmene ainsi que la mosquée de Sidi M'hamed Cherif sont en cours de restauration.
La medersa Thaâlibiyya est bâtie à proximité du tombeau de Sidi Abderrahmane. Le mausolée autour de ce tombeau est érigé au XVIIe siècle, et reçoit la visite de la reine Victoria qui, touchée par la grâce des lieux, fait don de lustres en cristal qui ornent toujours le tombeau. Sidi Abderrahmane est considéré comme le saint patron d'Alger et son mausolée est richement orné avec des versets du Coran calligraphiés sur les murs.
Ce mausolée, avec sa mosquée dotée d'un cimetière extérieur, occupe ainsi une double fonction : religieuse et funéraire. On y retrouve aussi la tombes de Sidi Ouali, saint venu d'orient et dont la légende raconte qu'il aurait déchaîné la mer contre les navires de Charles Quint lors du siège d'Alger (1541). Le cimetière abrite aussi des personnalités comme les saints Walî Dada, Sidi Mansour ben Mohamed ben Salîm et Sidi 'Abd Allah, des souverains de la régence d'Alger comme Ahmed Bey de Constantine et les dey Moustapha Pacha et Omar Pacha mais aussi des figures populaires comme l'écrivain Mohamed Bencheneb (1869-1929) et l'illustre miniaturiste enlumineur Mohamed Racim (1896-1975).

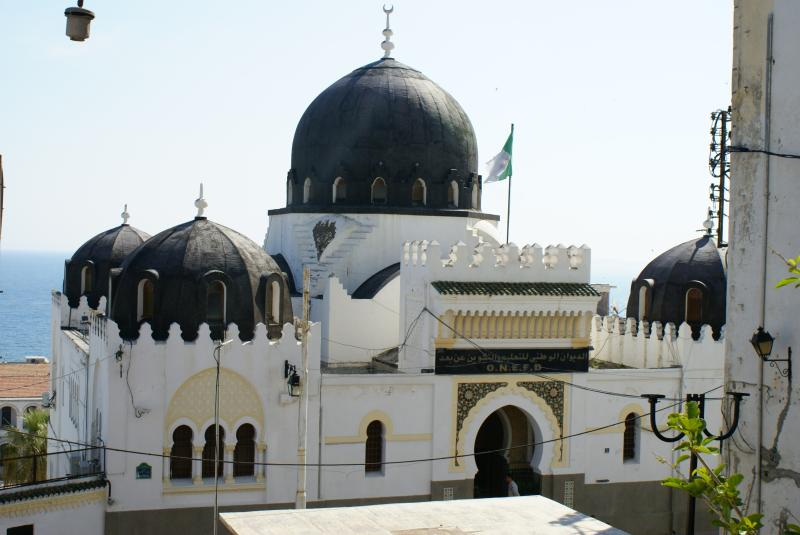
La medersa Thaâlibiyya, bâtie dans un style néo-mauresque en 1904.
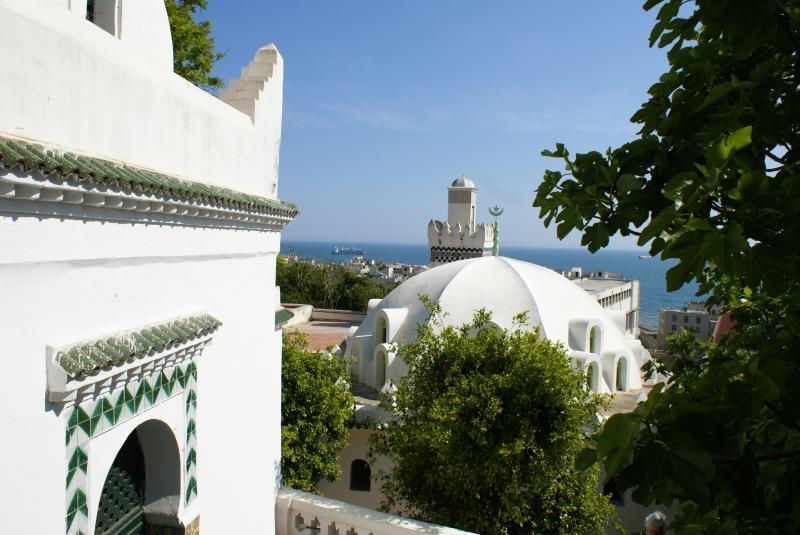
Mausolée de Sidi Abderrahmane, faisant fonction de petite mosquée et de cimetière. Certains souverains de la Régence d'Alger ou dignitaires religieux y sont enterrés.

### Citadelle et structures défensives

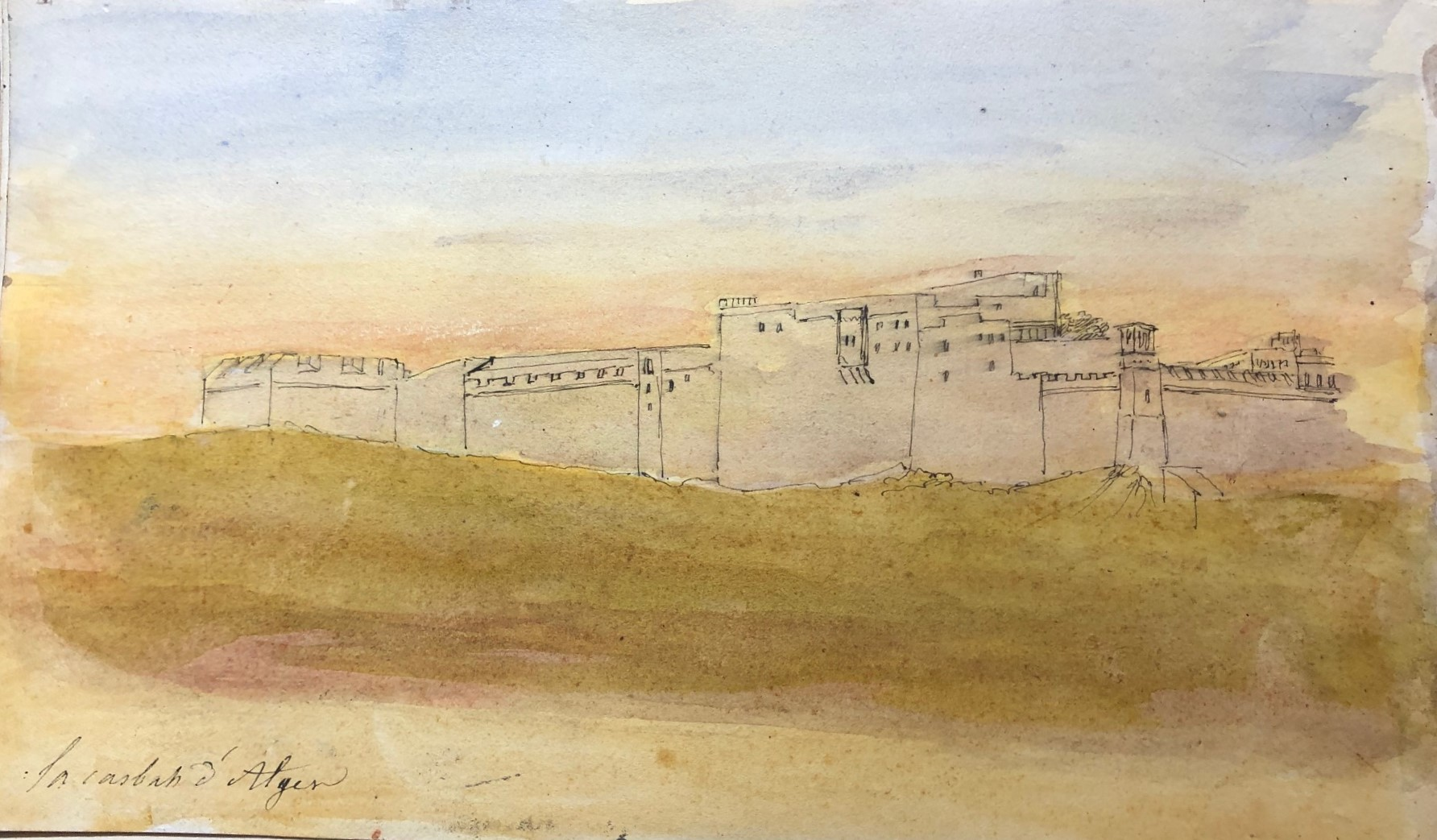
La Casbah d'Alger par Charles Frédéric Chassériau.

La citadelle, la Casbah proprement dite, sur les hauteurs de la médina, s'étend sur 9 000 m2 dont 7 500 m2 de bâti. Sa construction remonterait à l'année 1597, sur le site d'un établissement ziride. Elle devient siège du pouvoir deylical en 1817,.
C'est un complexe qui comprend : 
- le palais du dey ;

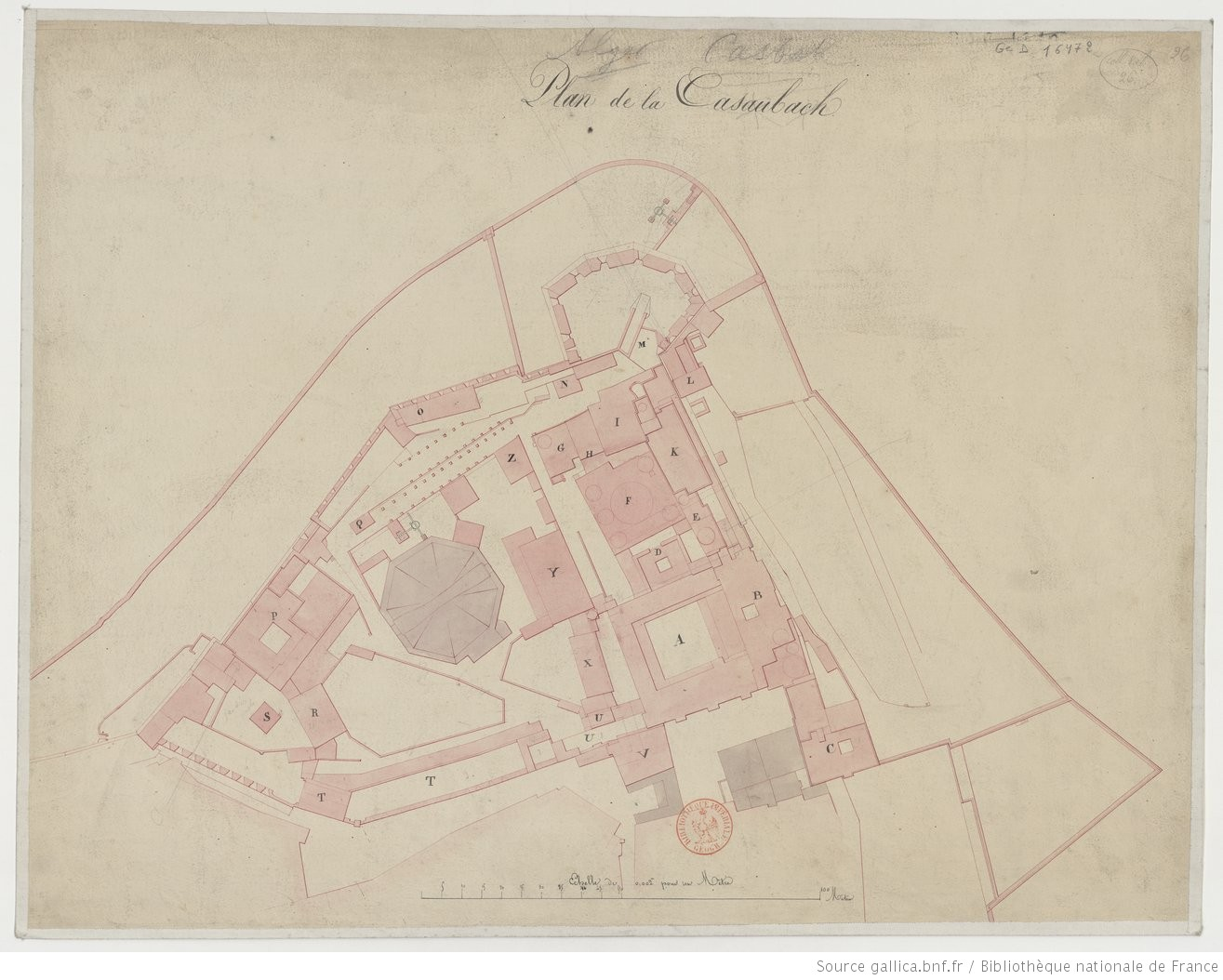
Plan de la citadelle (1830).
A-palais du Dey ; P-palais des Beys ; F-mosquée du Dey ; Y-mosquée des janissaires ; I, K -Harem.

- un palais affecté aux beys de Constantine, Oran et Médéa, vassaux du dey ;
- deux mosquées, l'une pour le dey et l'autre pour les janissaires ;
- la poudrière, établissement militaire destiné à fabriquer du salpêtre et de la poudre à canon ;
- les vestiges de casemates et un ancien jardin où se trouvaient des arbres exotiques, des plantes recherchées et une volière d'oiseau rares ;
- des bastions et remparts ;
- un harem ancien ;
- un pavillon d'été ;
- les bains d'Agha ;
- un jardin d'été ;
- un jardin d'hiver ;
- le parc des autruches.

La poudrière aurait explosé au XVIIIe siècle et a été reconstruite. On note également qu'après le tremblement de terre d'Alger de 1716, beaucoup de bâtiments ont été
reconstruits.
Durant la période coloniale, les Français morcèlent l'ensemble qui constituait la citadelle pour faire passer une route, l'actuelle rue Mohamed Taleb. La citadelle d'Alger est toujours en cours de restauration en 2015.

La « Casbah » - Citadelle d'Alger
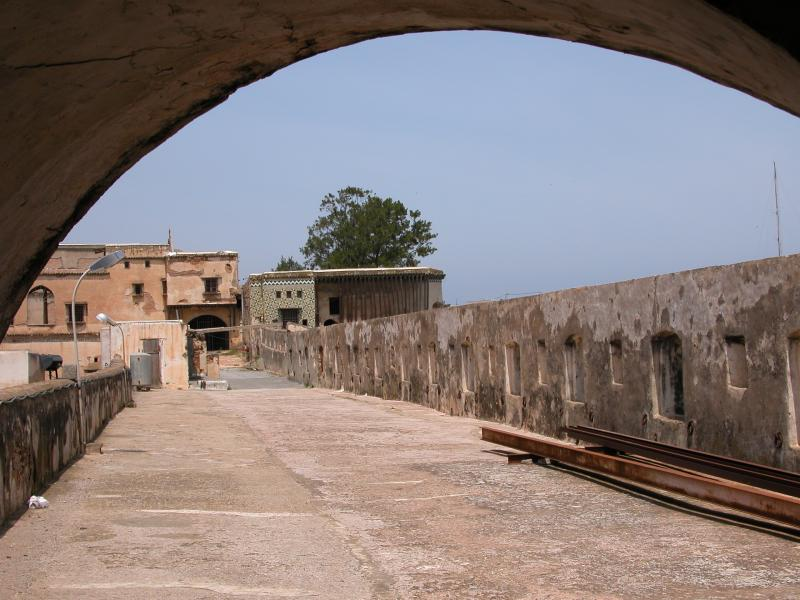
Vue des fortifications de la citadelle qui donne son nom de Casbah à la vieille ville.
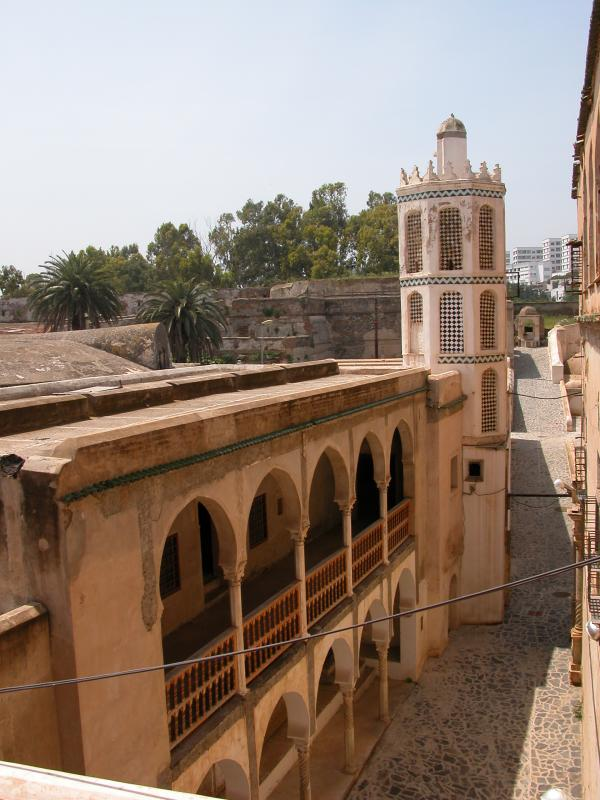
Vue sur le minaret de la citadelle.
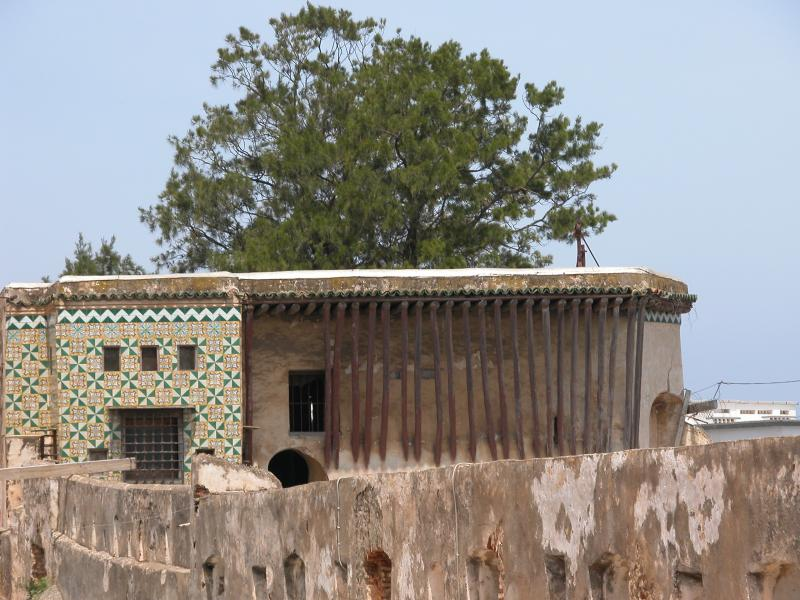
Vue sur une partie du palais Dar Soltan, palais du dernier Dey d'Alger.

Cependant la citadelle ne constitue pas la seule structure défensive. À l'origine la ville est entourée d'une enceinte percée par les portes Bab Azoun, Bab el Oued, Bab Jedid et Bab Jezira ; elle est défendue par un dispositif plus large de forts (borj), établis du XVIe au XVIIe siècle, tels ceux de el Fanar dans le port, celui de Moulay Hasan (ou Fort l’Empereur) dans l'arrière-pays, et de Tamentfoust de l'autre côté de la baie d'Alger. Borj el Fanar existe toujours tout comme les forts de l'amirauté, mais beaucoup furent démolis durant la période coloniale.
Sur le front de mer, un des derniers témoins des structures de la ville est le palais des Raïs. Sa façade maritime d'aspect massif comporte des canons tournés vers la mer. 
La Casbah était entourée, à la base, d'un mur d'enceinte dont il ne reste que des vestiges, comme celui en face la prison de Serkadji.

Structures défensives de la ville
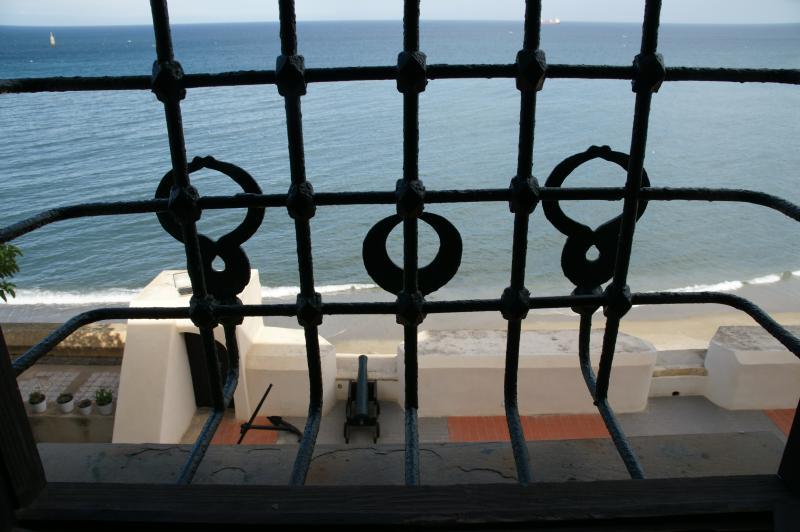
Batterie du Palais de Raïs.
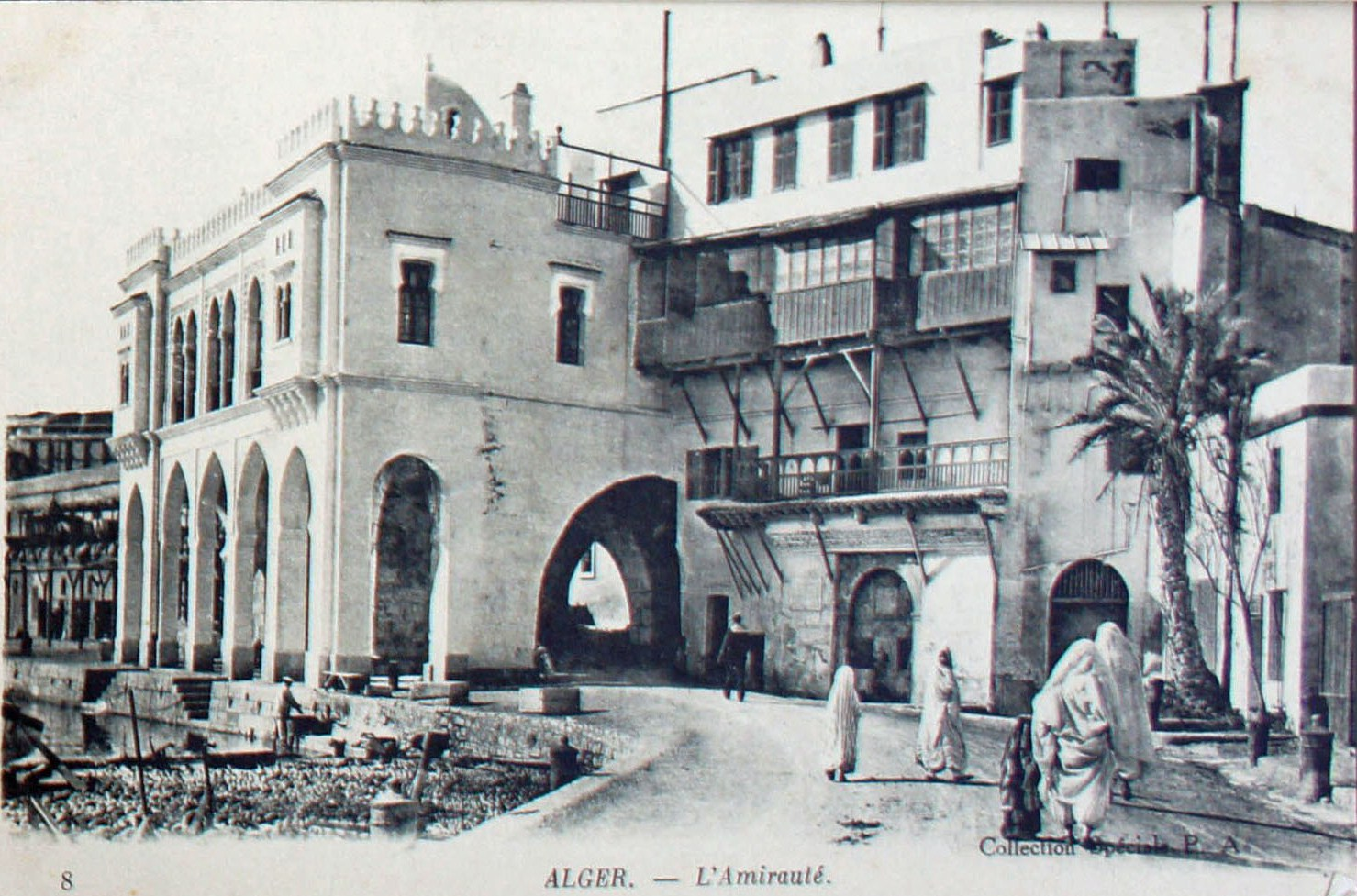
Borj el Fanar (v.1916), siège du Captan Raïs, maître de port et de l'Oukil el Hardj, ministre de la marine durant l'époque de la régence d'Alger[106].
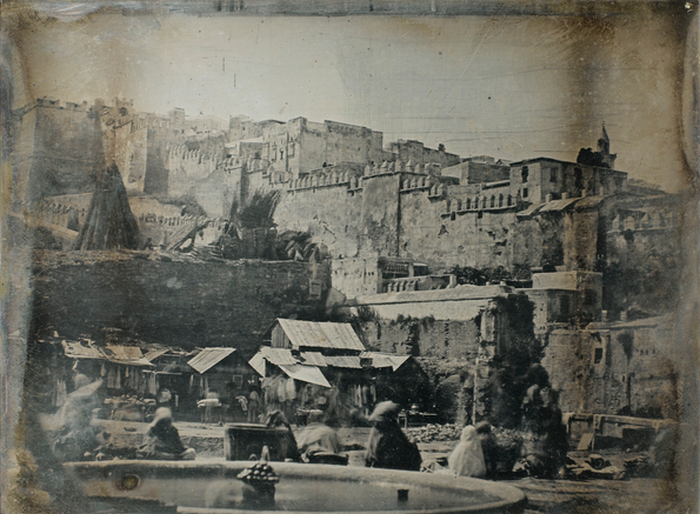
Les remparts d’Alger côté sud-est au XIXe siècle avant leur démolition.
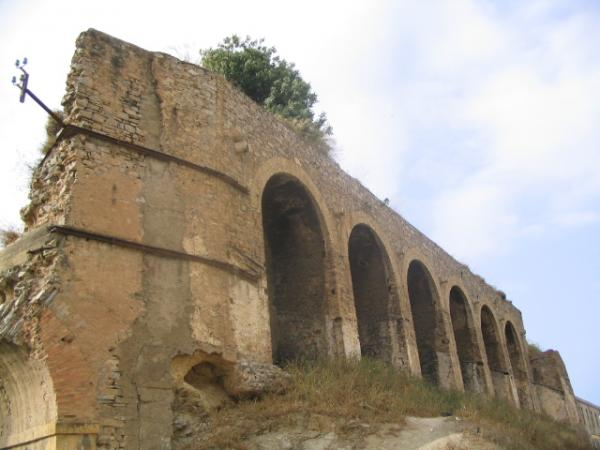
Les remparts, côté ouest de la médina.
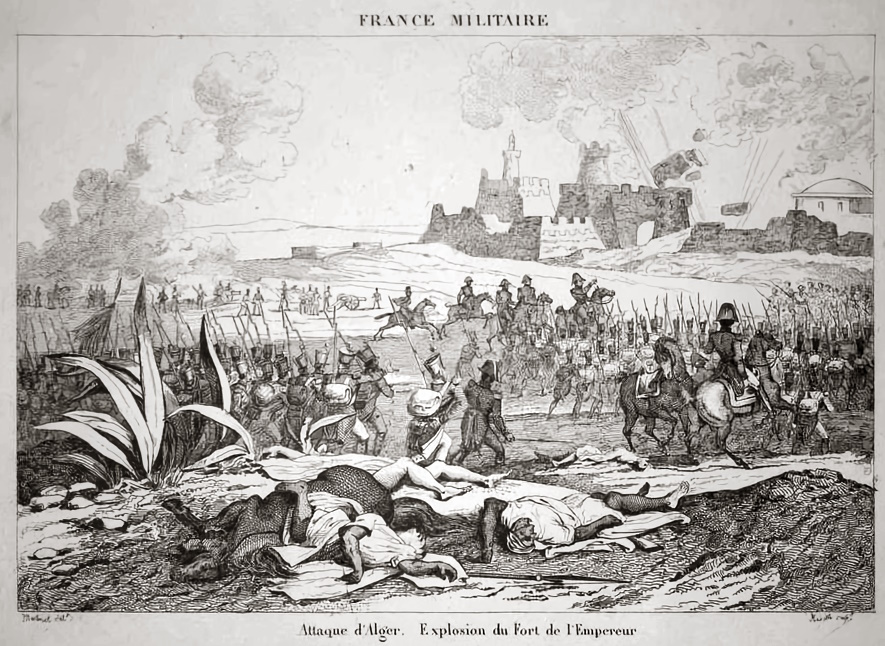
Explosion du Borj Moulay Hassan ou Fort de l'empereur, en 1830, saboté par les janissaires lors de la prise d'Alger.
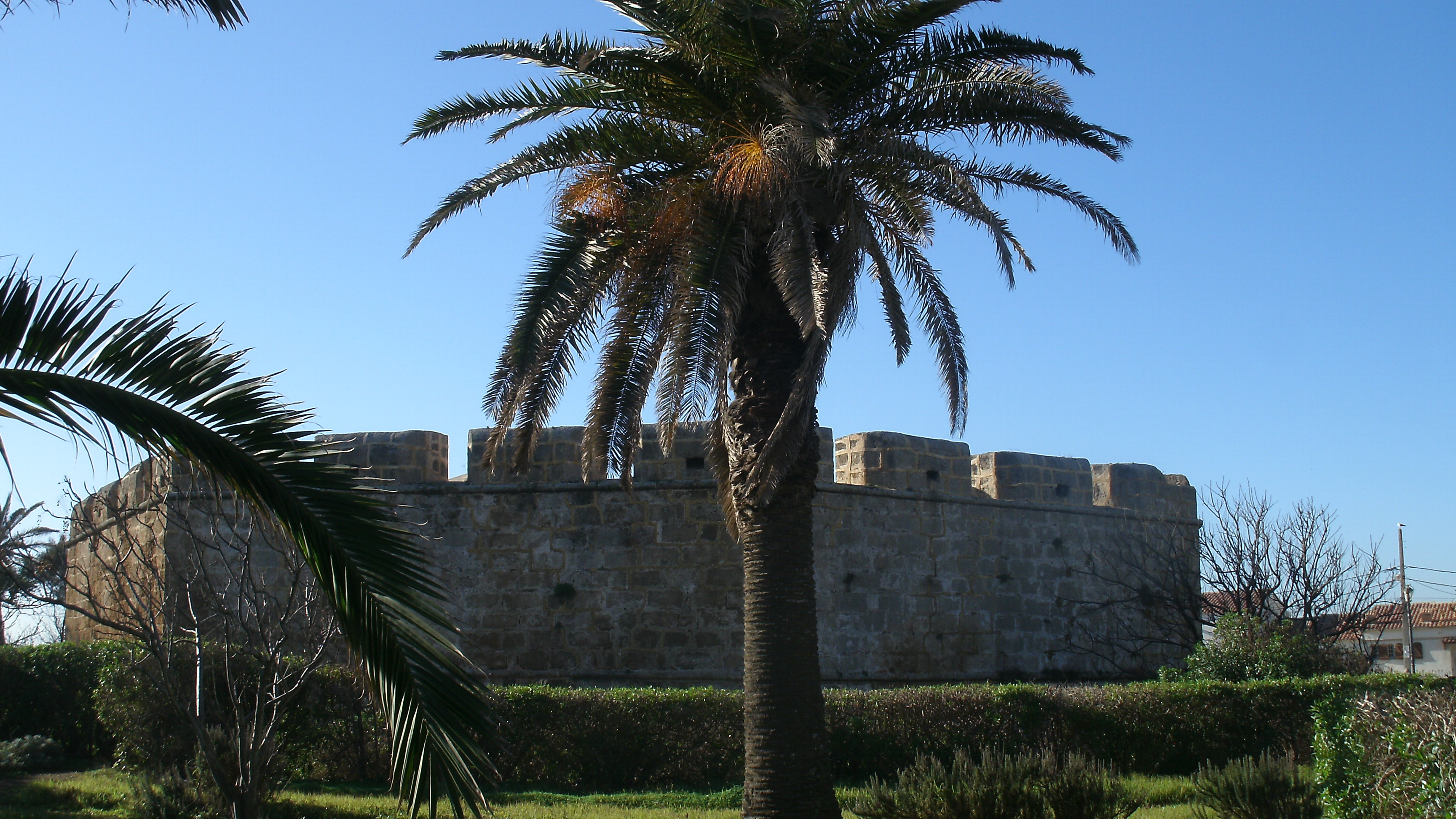
Borj Tamentfoust situé à l'opposé de la Baie d'Alger.
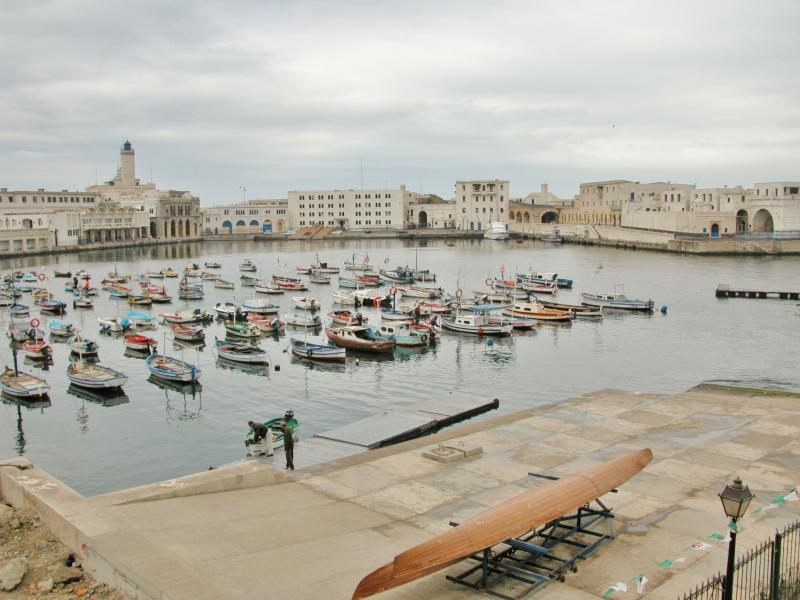
L'amirauté d'Alger, la rade et les différents borj qui la composent. À l'arrière-plan le bâtiment octogonal du rocher du Peñon (datant du XVIe siècle) surmonté de la tour du phare.

### Dégradation du bâti et décadence sociale

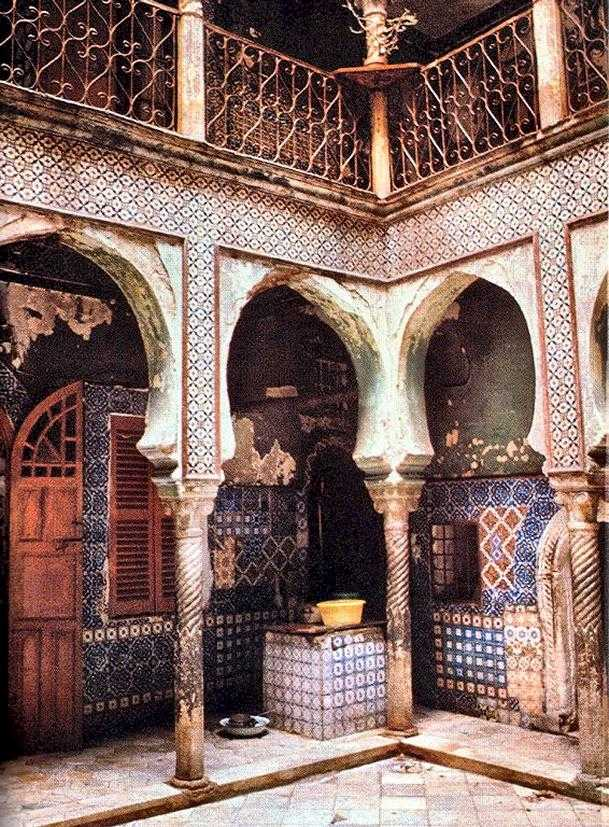
Une maison dégradée de la Casbah.

La Casbah doit faire face à des défis liés à son statut de patrimoine habité. Depuis la période coloniale, elle est reléguée au second plan, perdant progressivement son rôle de centre urbain. Elle connaît des démolitions pour faire place à un nouvel urbanisme. La vieille ville est vue, à l'époque coloniale, comme un archaïsme : dangereuse, repaire de marginaux et siège d'une population pauvre. Mais hormis les démolitions de la basse Casbah et la construction de quartiers périphériques, le bâti ne subit pas de dégradations majeures durant cette période car il émerge chez les habitants « une forme de gestion communautaire des espaces tant publics que privés » en résistance au modèle haussmannien d'urbanisme alors promu par les autorités coloniales.
Dans l'évolution post-indépendance, le rôle des habitants est antagoniste. En effet, depuis 1962, elle devient une zone de relégation et de déchéance sociale. L'entretien des espaces publics perd de son efficacité avec la raréfaction des zabalines (éboueurs) et des siyakines (arroseurs, nettoyant les rues avec de l'eau de mer) et une accumulation des ordures et des gravats. Ces dégradations sont dues, en partie, aux bouleversements de la population de la médina, dont beaucoup d'habitants sont arrivés après l'indépendance sans « expérience urbaine ». La Casbah doit aussi faire face à l'exode d'une partie de ses anciens habitants , les beldiya ou « citadins ». Il faut également souligner le rôle de l’État algérien, qui mène une politique urbaine insuffisante et dont aucune administration ne s'est implantée dans la Casbah entre 1962 et 1985. La médina continue donc de perdre sa centralité urbaine. Après l'indépendance, la Casbah va également accueillir les migrants issus de l'exode rural, pour lesquels elle constitue une porte d'entrée dans la ville. Elle devient un véritable ghetto urbain, un espace repoussoir qui, pourtant, est situé au cœur de la ville qui n'offre aucune centralité pratique. La population de la Casbah est ainsi alimentée par les couches les plus défavorisées des Algérois et la crise du logement entretient la surdensité du quartier. Il faut ajouter à cela une crise culturelle et identitaire, avec l'apport du béton au sein des maisons et la perte de la fonction de certaines parties comme le patio (west dar), contourné par des communications entre les pièces. Le patio était en effet un point de rencontre des différentes familles qui étaient liées entre elles. Avec l'occupation désormais par des familles ne se connaissant pas et soucieuses de ne pas partager leur intimité avec les voisins, ces patios perdent une partie de leur raison d'être. Ainsi, paradoxalement, les plans de sauvegarde qui se concentrent sur les palais et maisons bourgeoises, laissent s'installer une altération du tissu architectural de l'ensemble urbain : continuité des terrasses perturbée, disparition des céramiques… Cela traduit une vision étroite du patrimoine de la part d'une administration pour laquelle l'espace urbain complexe est vu comme encombrant. Cependant, la volonté de restauration s'enrichit de plus en plus de la notion de réhabilitation sociale.
L'insécurité et l'enclavement du quartier participent à une marginalisation sociale qui elle-même entretient la dégradation du cadre urbain. Les propriétés sont à 76 % des biens privés, généralement des indivisions (biens habous), ce qui complique le financement des restaurations et l'entretien. Cette situation juridique entrave l'intervention de l'État. Les plans d'actions sont renouvelés avec souvent les mêmes méthodes, ce qui en reproduit les échecs sur le terrain. Cela explique le fait que de la restauration du patrimoine reste en suspens depuis des décennies. Sur les 1 200 maisons de style mauresque  comptabilisées en 1962, cinquante seulement sont restaurées, environ deux cent cinquante se sont effondrées et quatre cents sont murées et inoccupées, quoique réoccupées indûment à 50 %.
L'échec des plans successifs de réhabilitation serait lié à l'absence de vision globale incluant la vision des habitants ou d'acteurs importants sur le terrain, associations, habitants les plus anciens de la médina… Ces derniers n'étant pas associés aux divers projets de réhabilitation depuis l'indépendance, les opérations sont souvent compromises. Enfin les projets sont souvent confiés à des bureaux d'étude et de réalisation étrangers, ayant du mal à s'inscrire dans les savoir-faire architecturaux locaux et pouvant traduire de la part des autorités algériennes un certain « complexe du colonisé », incapables de mobiliser des compétences locales,. Les acteurs associatifs, quant à eux, se mobilisent contre ce qu'ils dénoncent comme une « culture de l'oubli » mais la mise en place d'actions concrètes de leur part reste marginale.

#### 2018- 2019: Projet de réhabilitation et polémique
À la fin des années 2010, la région Île-de-France – jumelée avec la wilaya d'Alger – soutient financièrement un projet de réhabilitation de la Casbah, orchestré par l'architecte Jean Nouvel. Cela suscite des critiques, une pétition de 400 Algériens (surtout de la diaspora) dénonçant le fait que ce dernier soit issu de l'ancienne puissance coloniale. Dans Le Huffington Post, l'architecte Kamel Louafi leur répond vertement : « Tous ces signataires qui agissent et travaillent en dehors de leur pays dénient ce droit à Jean Nouvel et lui demandent de laisser les confrères et consœurs d'Alger s'occuper de la Casbah, comme si on devenait intelligent par naissance ou appartenance ethnique »,.

## Culture

### Artisanat

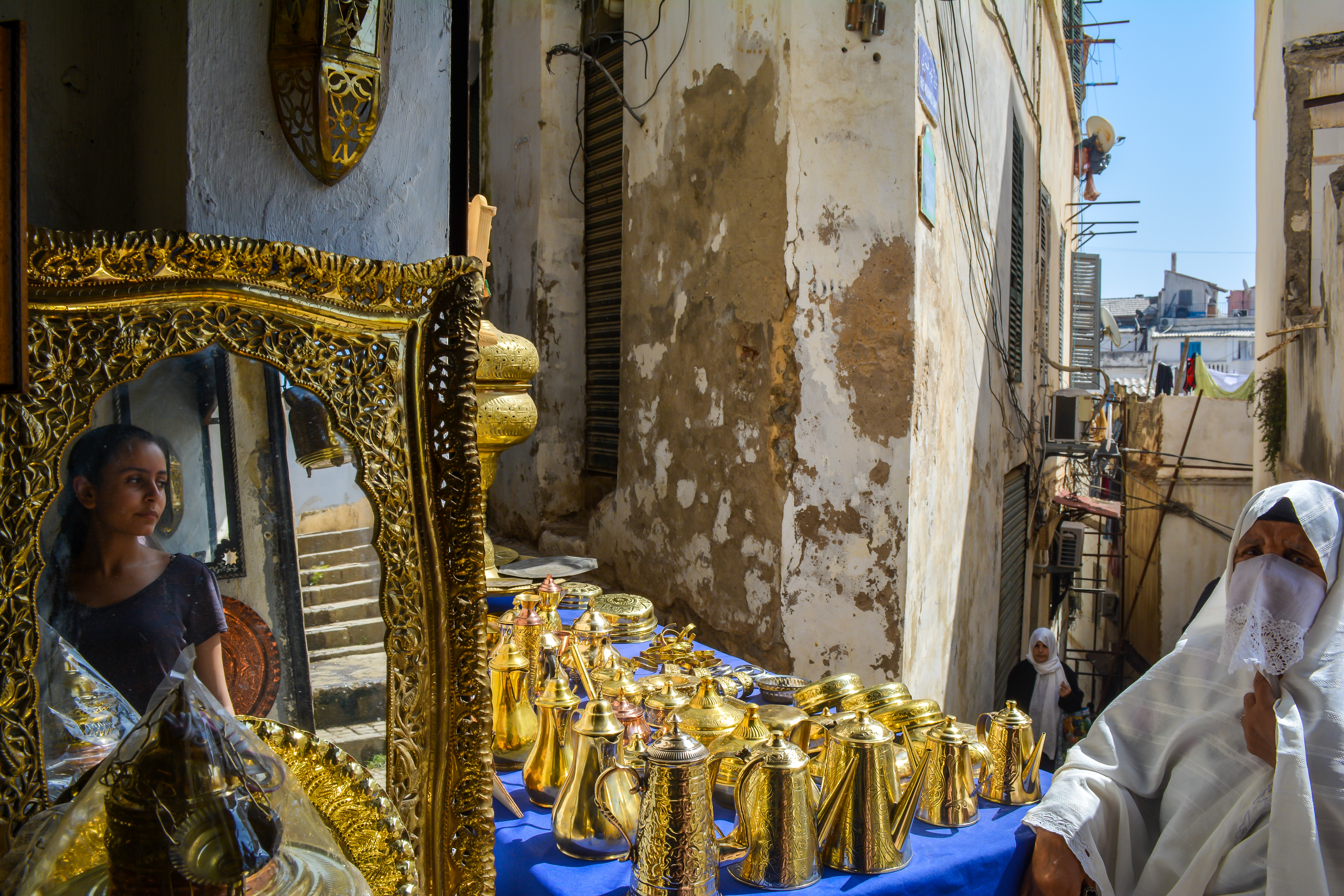
Vue sur une ruelle et un étal de dinanderie traditionnelle de la Casbah.

Le secteur de l'artisanat dans la Casbah est en déclin. Il n'a fait l'objet d'aucune politique de soutien fructueuse et, combiné à un tourisme en berne, son état apparaît en rupture avec l'histoire de la vieille ville où il fut florissant.
Les maîtres artisans restants ne sont pas très nombreux et les métiers artisanaux doivent faire face aux contraintes fiscales et au prix des matières premières. C'est le cas, par exemple, de la dinanderie, confrontée à une diminution du nombre des artisans, à une raréfaction et à la cherté de la feuille de cuivre. De plus, les objets traditionnels sont concurrencés par les produits manufacturés,.
À l'époque de la régence d'Alger, les artisans dépendaient du caïd el blad (commissaire de la ville), un haut fonctionnaire proche du dey. Il se crée alors des quartiers spécialisés, plutôt des ruelles ou zenkat, dédiées à un corps de métier. Les boutiques et les corporations encore en vigueur à la fin du XIXe siècle ont disparu dans les années précédant la Première Guerre mondiale.
Un des métiers les plus illustres de l'artisanat algérois est la dinanderie, dont la pratique remonte à la période médiévale.
Les objets fabriqués par les dinandiers sont essentiellement les sniwa, plateaux en cuivre richement ornés de motif géométrique, les mibkhara, encensoirs, les l'brik et tassa, aiguières et bassines, les berreds, théières, et les tebssi laâchaouets, couscoussiers à couvercle conique. Les motifs employés sont des étoiles, des formes géométriques et des fleurs comme le jasmin. Lucien Golvin voit dans la dinanderie algéroise un legs ottoman, ou du moins des convergences avec les pays qui furent sous domination ottomane ; certains décors en témoigneraient comme les tulipes, œillets, cyprès et fleurs étalées, qui se retrouvent sur divers objets en cuivre ciselé ou incisé.

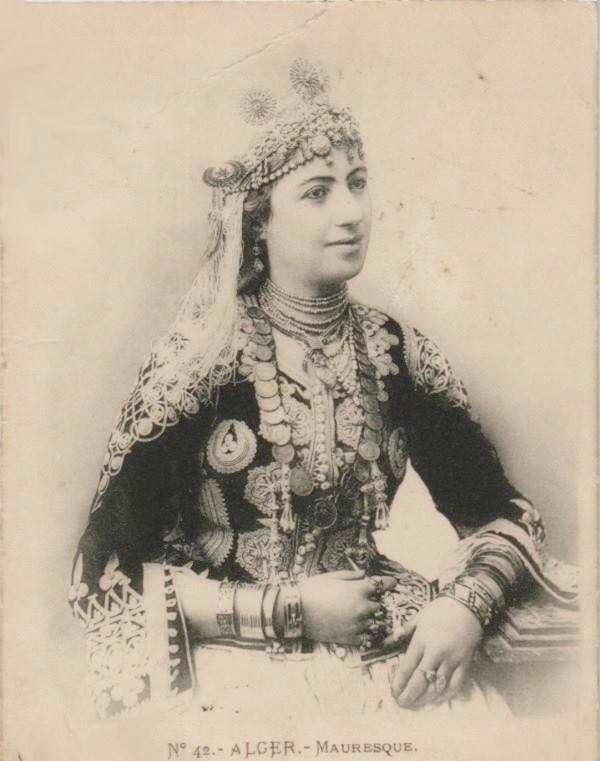
Algéroise portant un Karakou du XIXe siècle.

La Casbah est aussi un important centre de travail du bois. La technique employée est le bois ciselé et parfois peint pour réaliser des coffres, des miroirs et des tables richement décorés. Les boiseries d'art des bâtiments anciens continuent d'être restaurées par les artisans locaux. On fabrique encore dans la Casbah une forme de coffre (sendouk) fait de bois peint. Ces objets sont appelés « coffres de mariée » car ils servent souvent, en milieu rural notamment, à accueillir le trousseau de mariage. Ils comportent deux poignées de chaque côté et une serrure pour en assurer la fermeture. L'ornement se compose de motifs arabo-andalous, souvent à caractère floral, qui font occasionnellement place à des représentations d'animaux comme le coq ou le paon.
Il existe encore un artisanat de confection d'habits traditionnels, comme le karakou, le caftan, le haïk et le tarbouche. Les boutiques à proximité de Jamaa li houd sont les seules à vendre le « savon d'Alger » (saboun D'zair).
La valeur culturelle de ces métiers commence à susciter l'intérêt des habitants, mais aussi de l'État, qui investit, encore timidement selon les artisans, dans des dispositifs de défiscalisation et des écoles spécialisées. Certaines initiatives de création d'entreprises artisanales apportent un souffle nouveau aux métiers concernés ; c'est le cas, par exemple, des activités de réalisation et de restauration d'objets en bois peint.

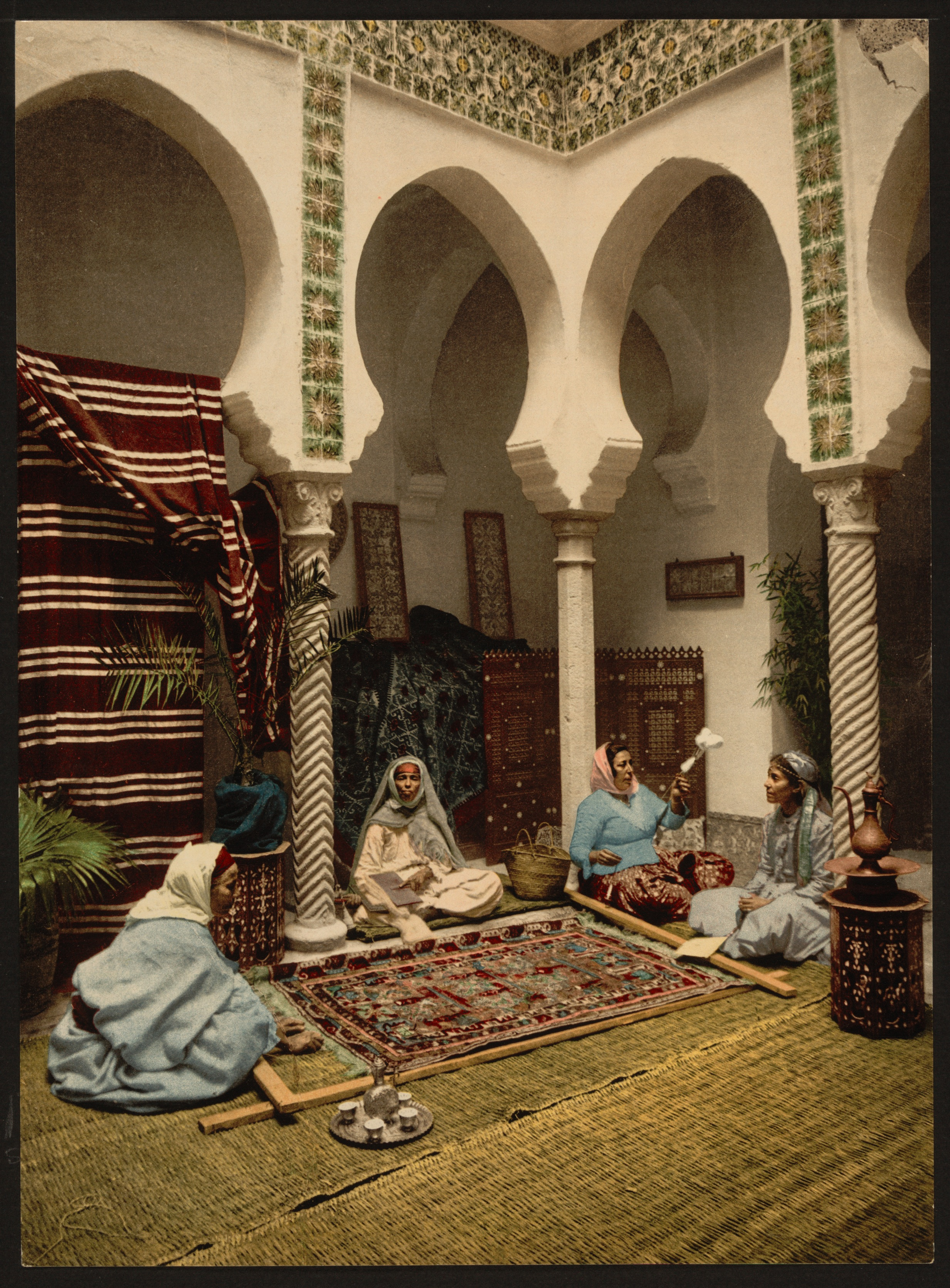
Femmes d'Alger tissant un tapis (v.1899).
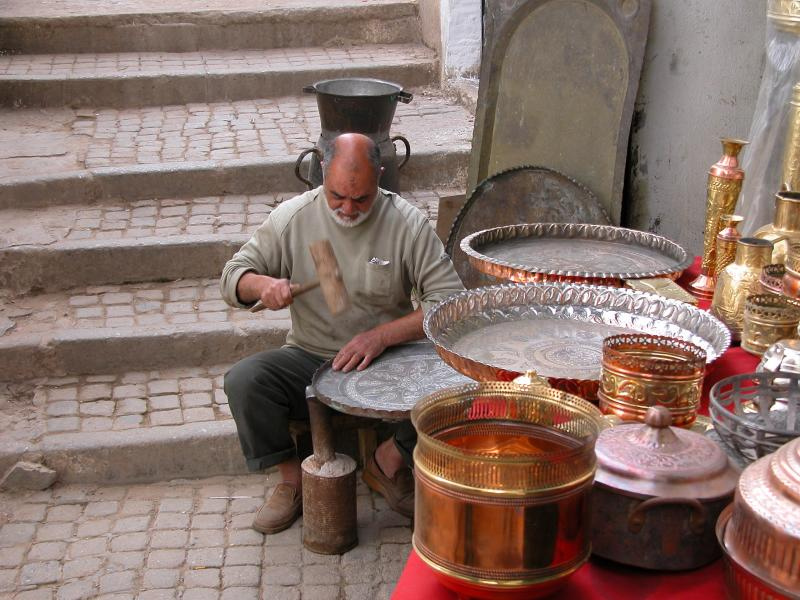
Un artisan dinandier.
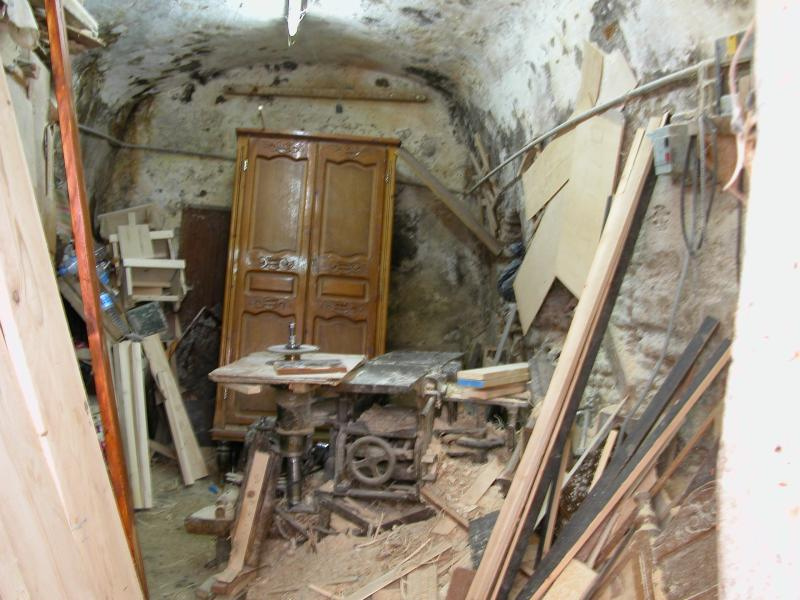
Atelier de menuiserie de la Casbah.
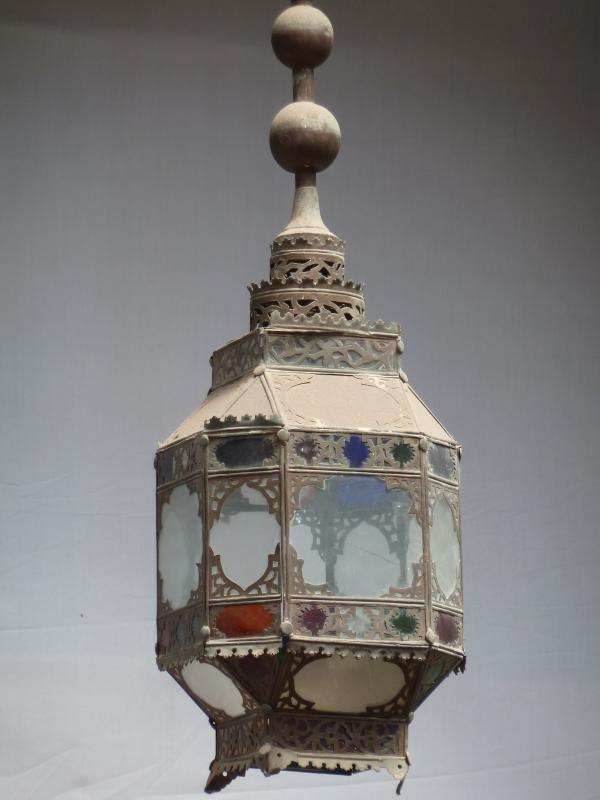
Lustre artisanal en cuivre.
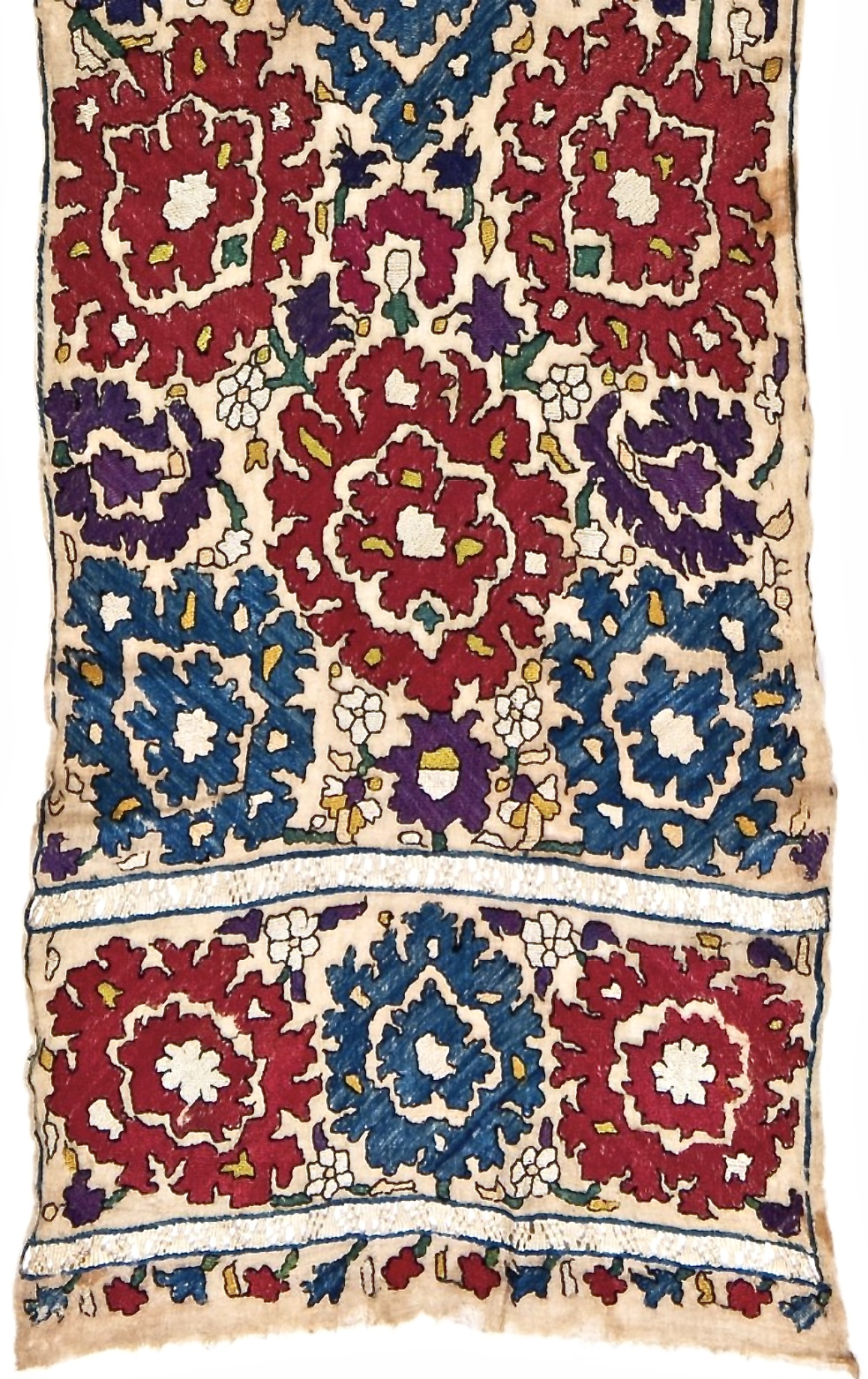
Broderie de soie dite point d'Alger du XVIIIe siècle

### La Casbah dans les arts

#### Cinéma
Alger est au cœur d'une filmographie riche, dont peu de capitales dans le monde peuvent se prévaloir jusqu'au XXe siècle. Une quarantaine de longs métrages et une centaine de courts métrages y sont tournés dans le courant du XXe siècle. C'est le cas des films Sarati le Terrible (1922), Tarzan, l'homme singe (1932), Pépé le Moko (1937), Casbah (1938), Au cœur de la Casbah (1952), L'Étranger (1968), Z (1969) et La Bataille d'Alger de Gillo Pontecorvo (1969). « Pépé le Moko » reste perçu comme un film à la gloire de la Casbah, qui vole la vedette à l'acteur Jean Gabin. La Casbah inspire la production locale à partir de 1969, La Bombe (1969), Tahia ya Didou (1971), Omar Gatlato (1976), Automne, octobre à Alger (1988), Bab-el-Oued City (1994), Viva Laldjérie (2004) et Délice Paloma (2007).
La différence entre les productions locales et coloniales ne réside pas dans la technique de réalisation ou l'esthétique des films, mais dans la place qu'y occupe l'Algérien. En effet le cinéma français, avant l'indépendance, est souvent caractérisé par une absence de l'indigène algérien. En 2012, le film El Gusto aborde le patrimoine musical algérien et la culture de la Casbah à travers les retrouvailles entre des musiciens musulmans et juifs d'Algérie.
Les Terrasses (Es-stouh) est un film dramatique franco-algérien réalisé par Merzak Allouache et sorti en 2013.

#### Musique

##### Les troupes musicales

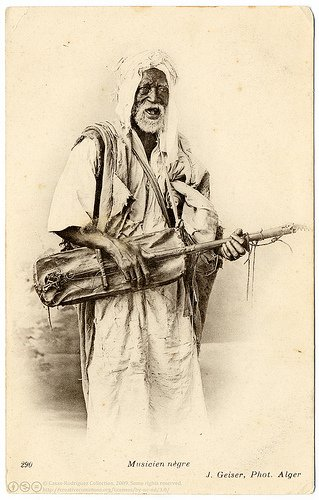
Gnaoui d'Alger avec son guembri (vers 1906).

Dans la Casbah d'Alger l'esprit festif existait au quotidien à travers des manifestations de rues de divers musiciens et saltimbanques. Ainsi, les troupes de baba salem qui déambulaient et animaient fréquemment les ruelles à l'approche des fêtes comme le mawlid. Très populaires, elles étaient généralement composées d'Africains originaire du Sahara, souvent appelés gnaoua. Ces Gnaouas portent généralement des vêtements sahariens de différentes couleurs, un collier de coquillages et jouent du guembri, du caisson, du karkabou et du tambourin. Les baba salem se sont raréfiés de nos jours, même s'ils se produisent toujours dans les rues d'Alger.
L'autre type de troupes folkloriques sont les zornadjia, employées dans les festivités. Elles tirent leur nom de la zorna, une sorte de hautbois, et produisent une musique rythmée notamment par le tbel, une sorte de tambour, et le bendir. Ces troupes de zornadjia se produisent notamment dans les mariages.

##### La musique arabo-andalouse
La musique chaâbi (« populaire ») s'inscrit dans le répertoire arabo-andalou. Elle finit par s'imposer comme un symbole d'une culture populaire et citadine. C'est une musique encore vivante, un art ayant traversé les époques et renvoyant dans l'imaginaire collectif à l'image d'une ville intemporelle. En effet ce genre musical s'appuie, notamment, sur des poèmes séculaires, les qçid, qu'il remet au goût du jour. 
Les instruments employés sont le mandole algérien, instrument spécifique inventé pour le chaâbi, le oud, le luth oriental, le banjo, le violon, le tar et la derbouka.
Ce genre musical apparaît au début du XXe siècle dans les couches populaires de la Casbah, dont beaucoup issues des campagnes sont d'origine kabyle. Le chaâbi  est fortement teinté d'accents berbères et se décline également en langue kabyle, outre son répertoire en arabe algérien.  Les maîtres fondateurs de cet art ont pour nom Cheikh Nador, Hadj El Anka et Cheikh El Hasnaoui. Le chaâbi algérois se fait connaître par la célèbre chanson Ya Rayah de Dahmane El Harrachi, traduite et interprétée dans le monde entier. Les thèmes récurrents sont l’écho du patrimoine, la plainte ancestrale, le mal du pays mais aussi des chants ancestraux de fêtes et de célébrations religieuses. Cette musique se joue souvent en soirée, dans les patios et particulièrement durant le mois du ramadan. Hadj El Anka fonde la première classe de cette discipline au conservatoire d'Alger en 1957.
Le chaâbi est aussi un style musical qui partagé entre les habitants musulmans et juifs de la Casbah. Parmi les chanteurs judéo-arabe les plus illustres on peut citer Lili Boniche. Sa musique Ana el Warka est reprise pour le générique de l'émission de France 2, Des mots de minuit. Des initiatives comme celles de l'orchestre El Gusto visent à les rassembler et à populariser ce patrimoine culturel de la Casbah sur les scènes internationales.

#### La peinture

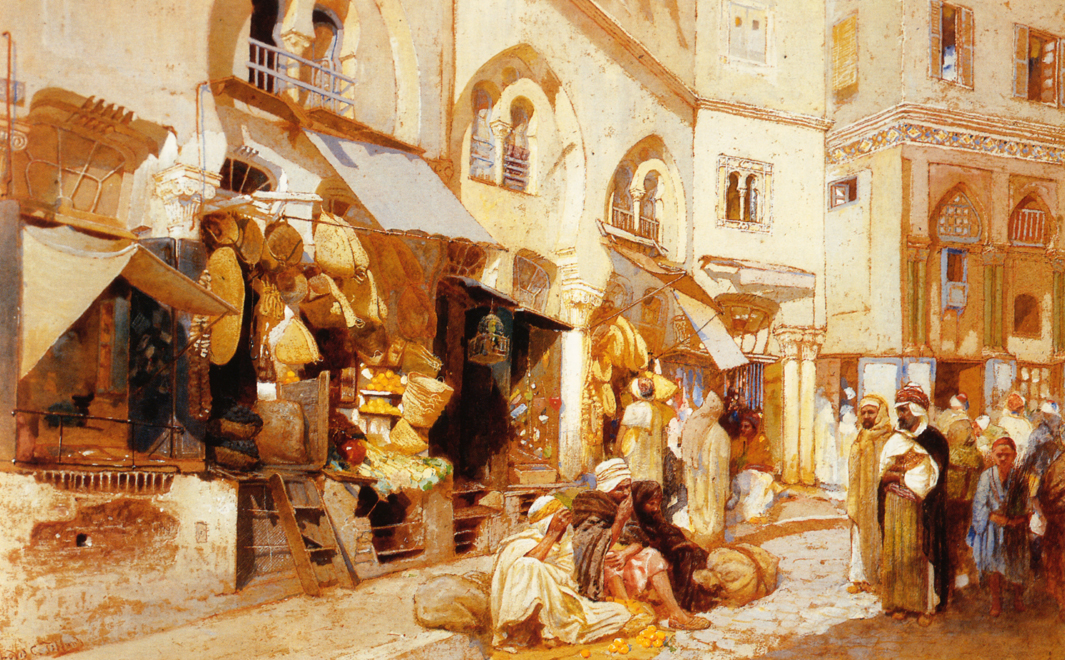
« Algerian Shops » de Louis Comfort Tiffany : représentation de boutiques algériennes (v.1875).

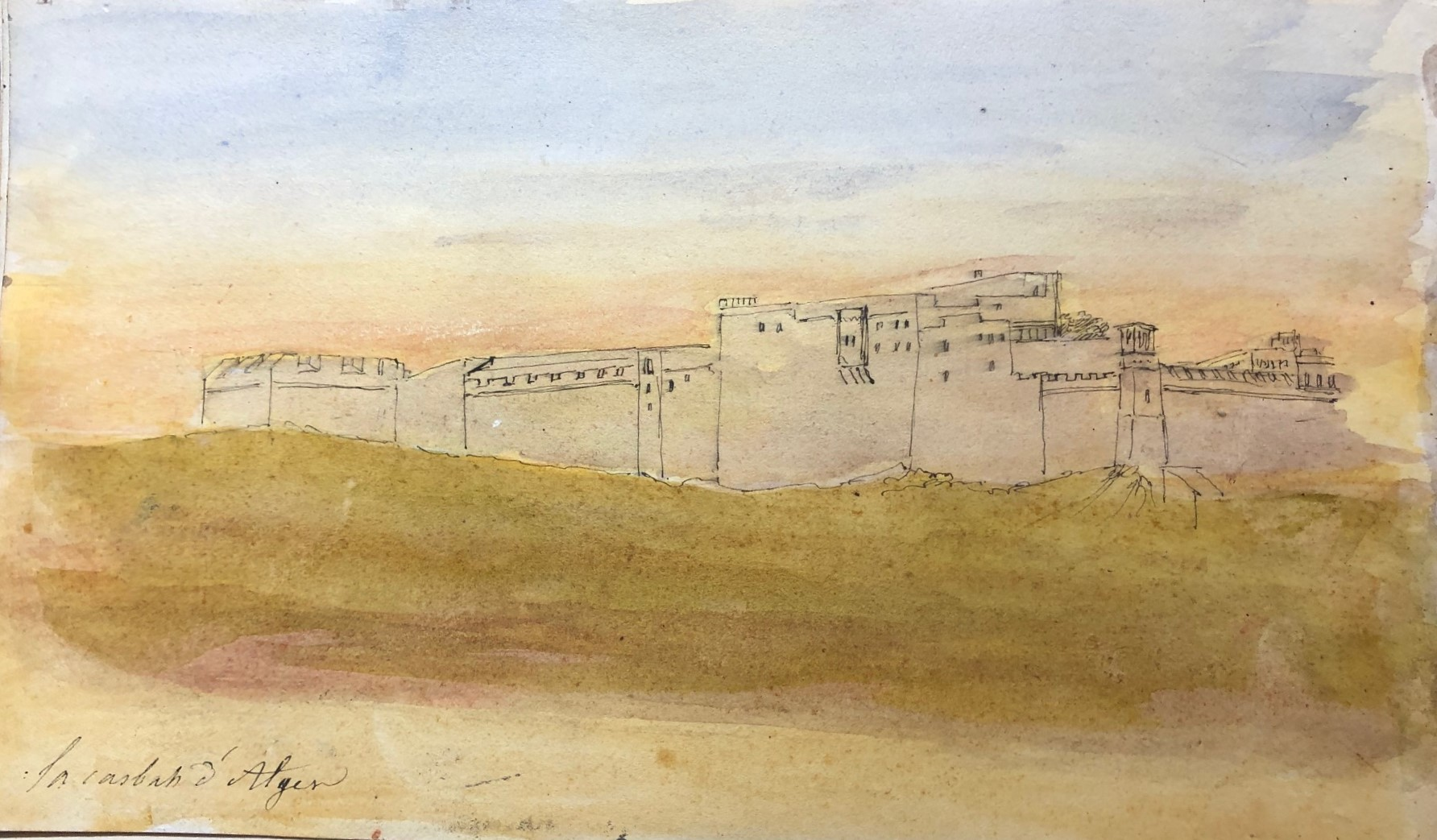
La Casbah d'Alger (1840) par Charles Frédéric Chassériau (1802-1896)

« Femmes d'Alger dans leur appartement », huile sur toile d’Eugène Delacroix (1798–1863), datée de 1834, exposée au musée du Louvre, Paris, France.

La Casbah d'Alger a inspiré divers peintres algériens et étrangers, notamment à travers le courant de l'orientalisme. Dès le XIXe siècle, elle est une source d'inspiration pour les artistes comme le peintre Eugène Delacroix, leur permettant de se plonger dans la ville arabe. Un des peintres les plus célèbres pour ses représentations de la Casbah est Mohammed Racim, natif de la Casbah. Ses œuvres illustrent la période ancienne de la Casbah en remettant au goût du jour la tradition populaire algérienne ; elles sont actuellement, en grande partie, conservées au Musée national des beaux arts d'Alger. Louis Comfort Tiffany, peintre américain, connait lui aussi une période orientaliste et visite Alger en 1875. Entre 1957 et 1962, le peintre René Sintès peint la Casbah. Ses peintures, en particulier Petit Matin, La Marine et Couvre-feu reflètent l'atmosphère des troubles secouant la ville d'Alger durant la Guerre d'Algérie.

### Les institutions culturelles

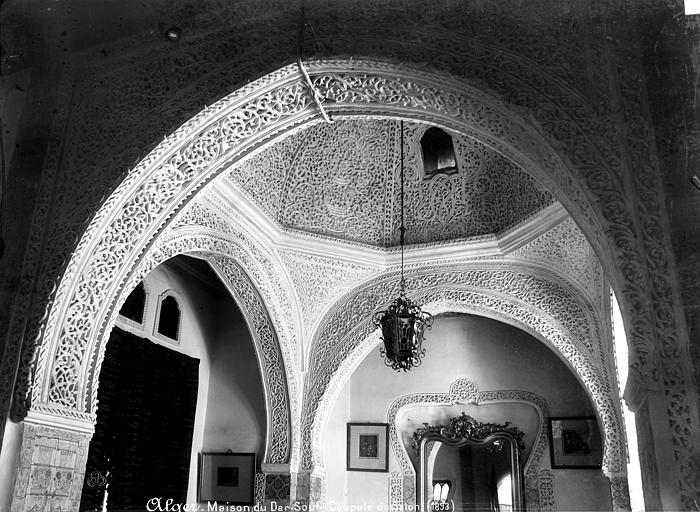
Intérieur de la coupole de Dar Souf (v. 1893), partageant avec Dar Moustapha Pacha le rôle d'ancienne « bibliothèque nationale et antiquités d'Alger » de 1863 à 1950.

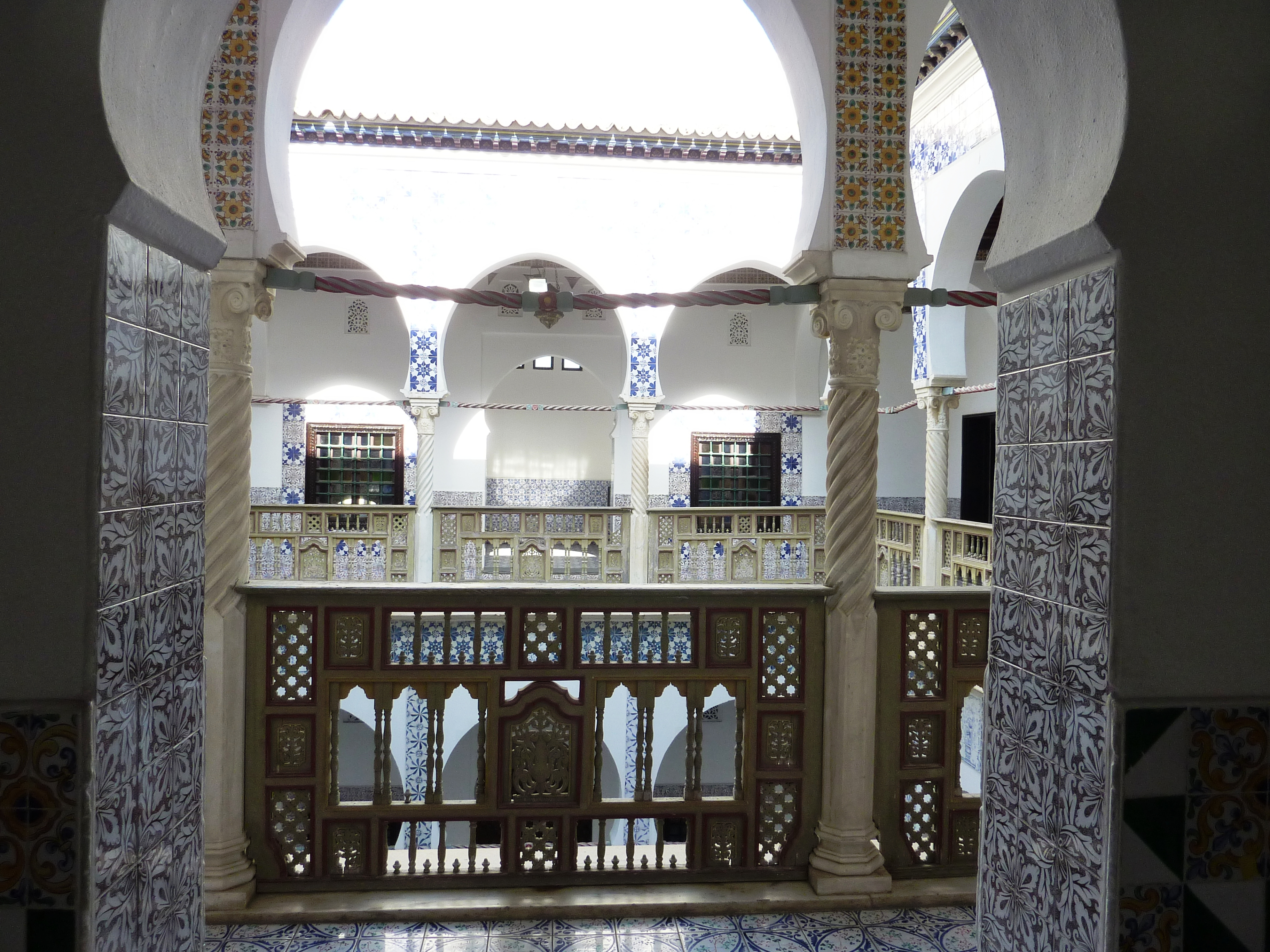
Palais des Raïs, siège du « centre des arts et de la culture ».

La Casbah abrite dès le XIXe siècle des institutions culturelles comme la « bibliothèque nationale et antiquités d'Alger », fondée en 1863, contenant 30 000 volumes et 2 000 manuscrits arabes, turcs et persans. 
Le palais de Dar Khdaoudj el Amia est aussi une institution culturelle. Siège de la première mairie d'Alger entre 1833 et 1839, il se voit attribuer par le Gouvernement Général d’Algérie le rôle de « service technique d'artisanat » et une exposition permanente d'arts populaire s'y installe. En 1961 il devient « musée des arts et traditions populaires » puis, en 1987, « musée national des arts et traditions populaires ». En 1969, Alger accueille la première édition du festival panafricain d'Alger. À cette occasion, la Casbah accueille divers artistes du continent ou de la diaspora africaine, mais également des mouvements révolutionnaires comme les Black Panthers. Ce festival est reprogrammé en 2009, année où le patrimoine de la Casbah est également mis à l'honneur.
Le palais des Raïs, à la suite de sa restauration en 1994, abrite le « centre des arts et de la culture », où sont organisées des expositions temporaires, muséales et des spectacles sur la terrasse comportant une batterie de canons donnant sur la mer.

La Casbah accueille également certains ateliers et visites du « festival culturel international de promotion des architectures de terre », organisés par le ministère de la culture algérien. En 2007, Alger est désignée comme « capitale de la culture arabe », ce qui est l'occasion de réactiver la question du patrimoine et de sa restauration. Cette manifestation culturelle voit l'inauguration du « musée algérien de la miniature et de l’enluminure », installé dans le palais de Dar Mustapha Pacha. Dar Aziza, un palais de la basse Casbah faisant partie de l'ancien ensemble du palais de la Djenina, est le siège de l'« agence nationale d’archéologie » avant de devenir actuellement le siège de l’« office de gestion et d’exploitation des biens culturels protégés ». 

### Le patrimoine écrit

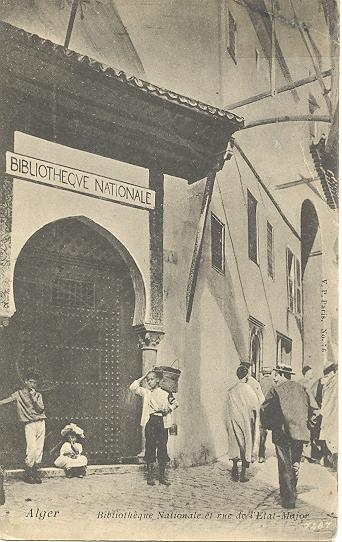
Ancien bâtiment de la bibliothèque nationale d'Algérie dans la Casbah.

La ville d'Alger possède un patrimoine écrit historique important. Au XIXe siècle, la ville comporte plusieurs collections provenant de mosquées, de zaouïas et de particuliers. L'ensemble du patrimoine littéraire a été affecté, à l'image des édifices, par les transformations et démolitions de l'époque coloniale. C'est durant cette période que naissent des initiatives pour préserver et répertorier ce patrimoine. Adrien Berbrugger est à l'origine de la collection conservée à la bibliothèque d'Alger, fondée en 1836. Les manuscrits sont locaux ou étrangers (Égypte, Andalousie, Maroc, Turquie…) et traitent de domaines culturels ou scientifiques.
En 1872, on a répertorié 866 volumes dans diverses bibliothèques : celle de la grande mosquée Jamaa el Kebir, celle de Jamaa al-Jdid, celles de Sidi Ramdane et de Sidi Aberrahmane. Jamaa al Jdid abrite à l'époque 555 volumes, acquis grâce aux dons des deys d'Alger. Cet inventaire de 1872 permet de constater que Jamaa el Kebir, semble avoir perdu les deux tiers de sa collection de 1830. D'autres inventaires sont réalisés en 1907 et 1911. En 1909 parait le « catalogue de la grande mosquée d'Alger », dressé par Mohamed Bencheneb.
La collection de cette mosquée comporte des ouvrages religieux, des exemplaires du Coran, des recueils de hadiths, des ouvrages traitant de la vie du prophète, du droit malékite ou hanéfite, de la théologie, de la morale et de la grammaire.
Un autre type de patrimoine écrit est le Tachrifat de la régence d'Alger ou « registre des choses nobles ». C'est un registre et une compilation de données administratives sur la Régence. En 1830, les registres trouvés dans le palais du dey et chez les principaux administrateurs sont déposés dans les archives arabes des domaines. Ces registres sont relatifs à la perception des impôts et à l’administration des biens du beylik et des corporations religieuses. On y retrouve, éparpillées, diverses informations, relations de faits historiques ou d'événements remarquables, des règlements sur divers objets, des notes sur l’administration, sur les esclaves chrétiens et sur les tributs payés à la Régence par diverses nations. Le Tachrifat est l'un de ces recueils d'archives ; il est traduit au début de la période coloniale,. L'ensemble de ces documents, issus de l'administration pré-coloniale, constitue le « fonds des archives de l’ancienne régence d'Alger » ; il est conservé aux archives algériennes dont le siège est hors de la Casbah. La bibliothèque nationale d'Algérie, comprenant les fonds anciens, est située dans des palais anciens avant de déménager, en 1954, hors de la Casbah ; l'ensemble des collections est conservé dans l'actuel bâtiment près du jardin du Hamma.

### L'eau dans la culture
Le rôle de l'eau dans la Casbah doit être replacé dans sa dimension historique. L'eau et sa distribution dans la ville dépendent de plusieurs domaines notamment l'architecture et l’ingénierie, mais aussi des usages qui en sont faits. La qualité de vie « liée à l'eau », qui définit l'aquosité, est un enjeu propre à beaucoup de villes méditerranéennes. L'eau, en plus de participer à l'originalité urbaine d'une ville, contribue à alimenter tout un patrimoine immatériel (légendes, folklore…)
La ville d'Alger est riche d'un patrimoine hydraulique permettant à sa population d'avoisiner les 100 000 habitants au XVIIe siècle et d'en faire une capitale méditerranéenne. Un des premiers éléments de ce patrimoine sont les « sources sacrées » : la « Fontaine des Génies » ou Seb’aa Aïoun (les sept sources) était une source d'eau douce de nos jours effacée par la construction du front de mer ; ces jaillissements d'eau douce en pleine mer leur conféraient un caractère mystique. Le djinn de cette fontaine, Seb’aa Aïoun, est, pour les Sub-sahariens, Baba Mûsa, surnommé Al-Bahari, l'esprit aquatique d'eau douce venu du Niger. La source Aïn Sidi ‘Ali az-Zwawi doit son nom au saint Ali az-Zwawi mort en 1576 et est évoquée par Diego de Haëdo. L'eau, à laquelle les habitants prêtaient de nombreuses vertus, coulait à l'origine dans son mausolée situé en dehors de la porte Bab Azoun et de nos jours détruit. Cependant la source coule toujours dans une boutique de la rue Patrice Lumumba. Parmi les fontaines les plus célèbres on peut noter celles reliées à un marabout, ce qui leur confère une dimension mystique comme celle de Sidi AbdelKader, de Sidi Ali Ezzaoui, de Mhamed Cherif, de Mzaouqa, de Sidi Ramdane et d'autres comme Aïn Bir Chebana, etc. Celle de Mhamed Cherif est connue pour avoir le pouvoir d’apaiser les angoisses et les tracas grâce à trois gorgées de son eau.
Les fontaines d'eau sont aussi considérées comme des œuvres de générosité publique et à ce titre sont désignées dans la toponymie algéroise par le terme arabe de sabil ou, généralement au pluriel, sebala, ce terme désignant littéralement une œuvre charitable et désintéressée. Selon Kameche-Ouzidane, ce terme provenant du Coran, qui signifie littéralement « voie, route, chemin », est à l'origine de l'expression fi sabil Allah, traduisant l'idée d'une action désintéressée et généreuse. Il va désigner progressivement à travers les âges les fontaines et les bassins d'eau potable publics aménagés par la générosité d'une personne. Ce genre de dons permet de perpétuer le nom du donateur et d'assurer son salut dans ce qui est considéré comme un « monde périssable ». De nombreuses gravures sur les fontaines rendent compte de l'utilité de l'eau et l'importance des fontaines comme utilité publique. Cette utilité étant d'autant plus grande qu'initialement, les fontaines étaient, avec les sources, un endroit obligé pour se procurer de l'eau, et qu'elles ne pouvaient en aucun cas être privées ; les donateurs, tout comme les habitants des palais, avaient interdiction de construire de telles fontaines dans leurs habitations. L'autre forme d'approvisionnement en eau était celle des nombreux puits (environ 2 000 puits recensés pour 3 000 habitations au début de l'ère coloniale), et autant de citernes, situées dans les sous-sols, qui permettaient la récupération de l'eau de pluie tombant sur les terrasses.
La fontaine dite de la « Cale aux Vins » encastrée de nos jours dans un mur du musée des antiquités d'Alger comporte une épigraphe de 1235, très expressive, concernant l'utilité publique des eaux et le rôle du bienfaiteur Hussein Pacha comme en témoigne la traduction de Gabriel Colin : 

« C’est par l’eau que tout vit ! Le gouverneur, sultan d’Alger, Huseyn pacha, dont les pieux
desseins tendent toujours aux bonnes œuvres et qui, sans jamais s’éloigner de la
bienveillance, amène l’eau en tous lieux, a fait couler cette onde et a construit cette fontaine.
En irriguant cet endroit, il a abreuvé celui qui avait soif. Bois en toute aisance une eau
fraîche à l’amour de Huseyn. »

Cependant, sur les 150 fontaines qui furent en fonction dans la médina, il n'en reste qu'une dizaine de fonctionnelles. Désignées par les mots arabes aïn (fontaine) ou bir (puits), elles dénotent d'un certain plaisir de vivre dans la cité à travers ses espaces publics. Ainsi la Fontaine des Veuves (Aïn al-Ahjajel), avait-elle pour réputation d'avoir le pouvoir de rendre un mari aux veuves. Ces fontaines font partie intégrante de la médina, elles subsistent, quoique taries, comme lieux de mémoire, notamment par leurs appellations et leur rôle dans la toponymie de la vieille ville.

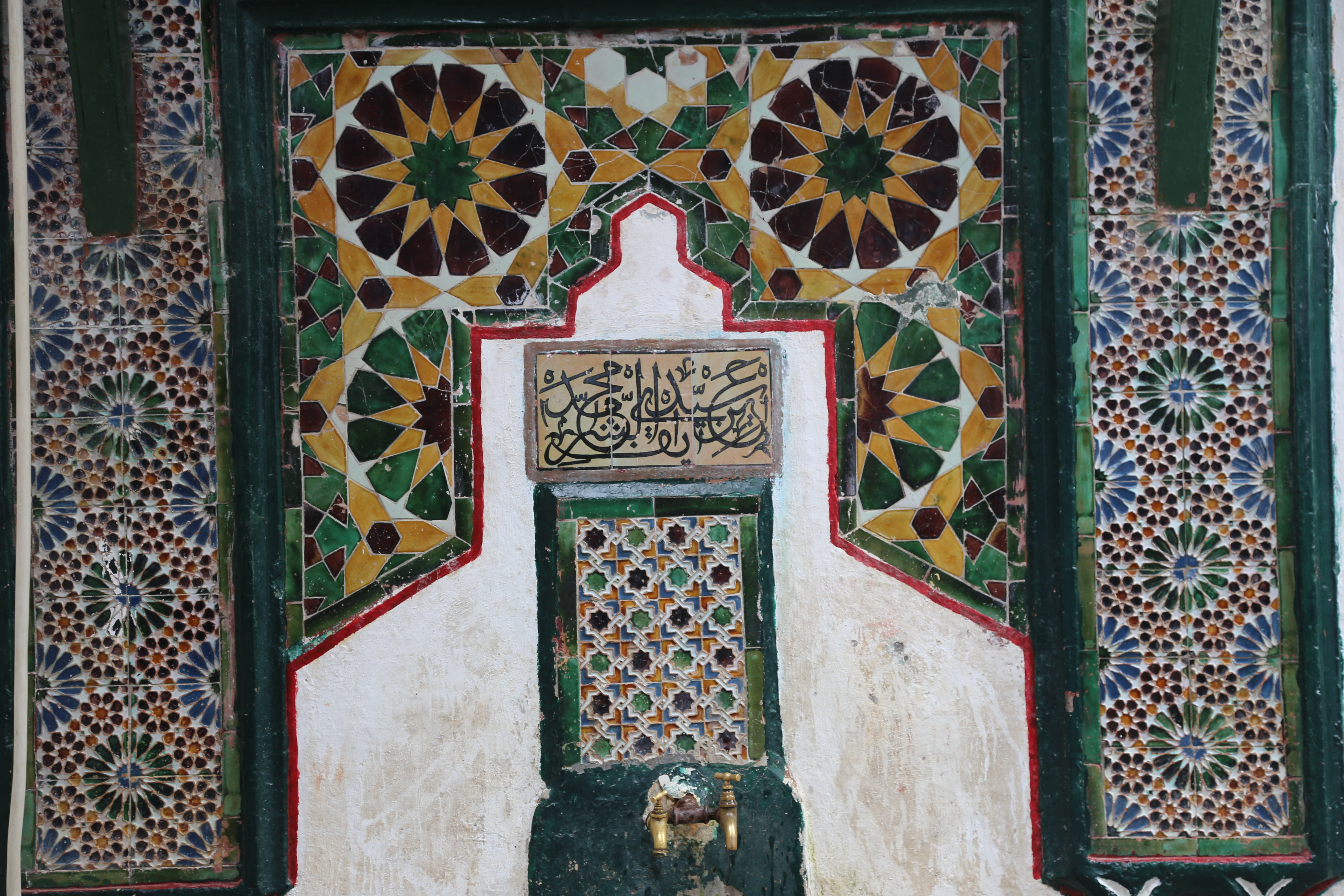
Aïn Sidi Mhamed Cherif.
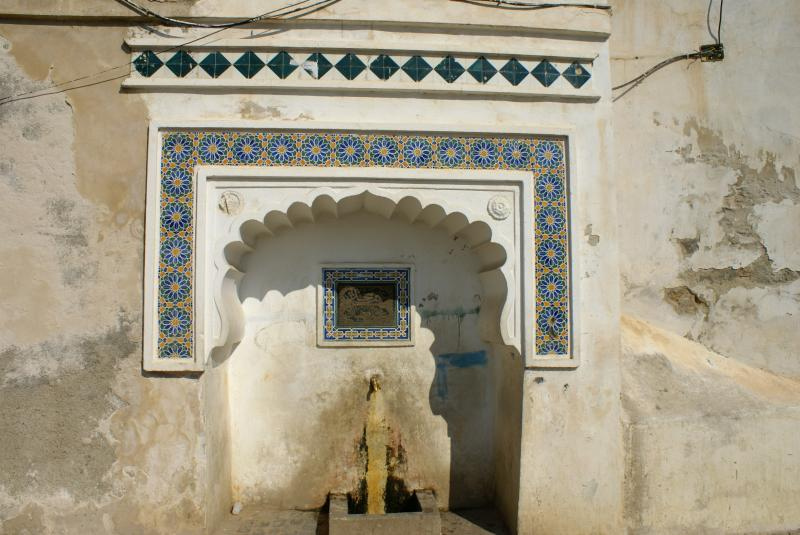
Aïn Sidi Ramdane.
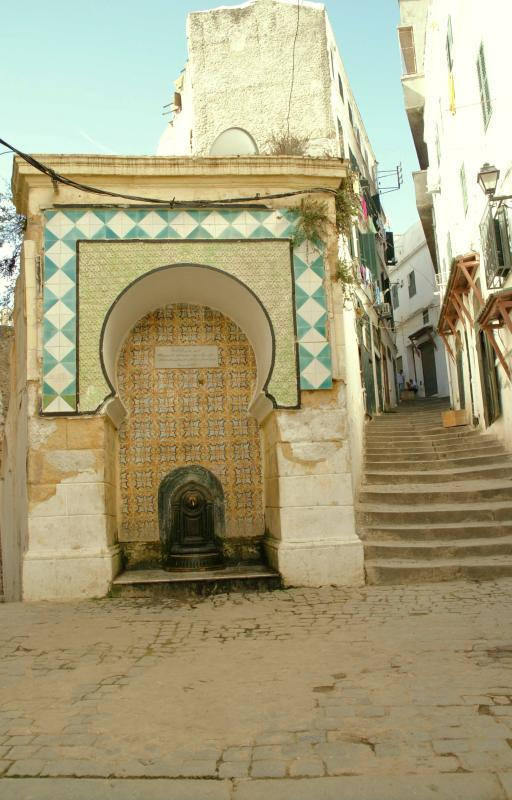
Aïn Bir Chebana.
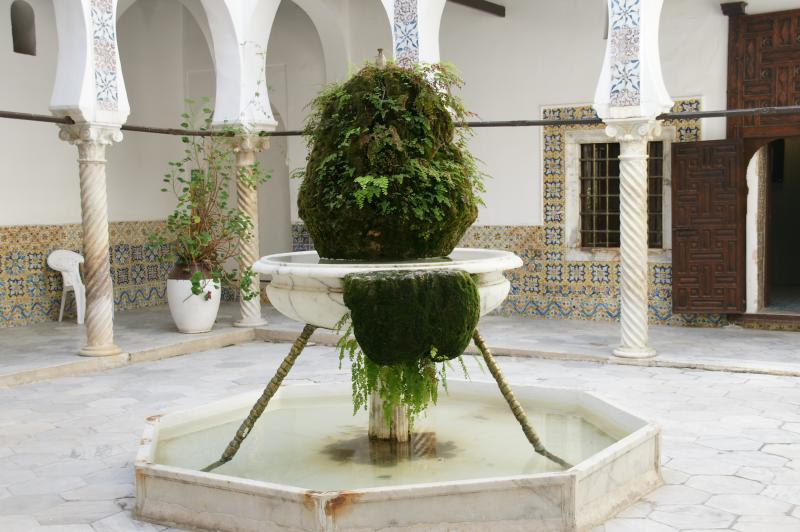
Fontaine dans le patio de Dar Mustapha Pacha.

### Tradition orale
La culture orale est importante dans la tradition algéroise, notamment à travers le jeu de la boqala. La boqala, dans sa forme classique, est un petit poème de quatre ou cinq vers, récité ou parfois improvisé. Ces petits poèmes, transmis par l'oralité ou de petits recueils, constituent un patrimoine de plusieurs siècles,.
Ce jeu de poésie oscille entre le divertissement et la divination. Dans ce dernier cas il s'accompagne parfois d'un rituel magico-religieux et n'est pas propre à la ville d'Alger mais à l'ensemble des villes du littoral algérien et de son arrière-pays, Alger, Blida, Béjaïa, Médea, Miliana, Cherchell… Le contenu de la boqala est souvent une devinette ou un texte mystérieux, parfois une parole de sagesse ; il est donc sujet à interprétation. Ces séances sont traditionnellement organisées par des femmes, mais les hommes peuvent aussi s'y joindre. Les réunions se font souvent autour d'une table bien garnie, sur les terrasses des maisons ou les patios.
Les séances se tiennent généralement la nuit ainsi que la veille de jours importants ou de certains jours de la semaine, les mercredis, vendredis et dimanches. Ces séances sont très fréquentes durant le mois du Ramadan. Le mot boqala provient du terme arabe désignant une cruche en terre cuite qui contient de l'eau, mise sur un brasier, et autour de laquelle peuvent avoir lieu divers rituels,.
Les séances commencent par une invocation : « Fâl ya fâlfal djibli khbâr man koul blad » (Présage, Ô présage, apporte moi des nouvelles de toutes les contrées). La langue employée dans ces jeux de boqala est l'arabe algérien, avec des emprunts aux langues avec lesquelles il est en contact (berbère, turc, espagnol et français) car son lieu de production est essentiellement citadin. Si l'on ne connait pas l'origine de cette pratique, elle présente une structure littéraire proche de l'écrit et se caractérise par une pureté du style, un rythme et des sonorités qui lui confèrent sa popularité. On peut noter une ressemblance avec la poésie andalouse ancienne, le hawzi, les chants populaires de Tlemcen. Ce genre littéraire est encore de nos jours une pratique assez répandue car sa diversité thématique lui permet d'intéresser des auditoires divers et donc d'être assez consensuel selon les circonstances. De plus il permet de frapper l'imaginaire de l'auditoire et de combler un certain désir d'évasion de celui-ci,.

#### Ouvrages

##### Histoire
: document utilisé comme source pour la rédaction de cet article.
- Pierre Montagnon, La conquête de l'Algérie : 1830-1871, Paris, Pygmalion, coll. « Blanche et rouge », 1997, 450 p. (ISBN 978-2-85704-204-4)
- Nadir Assari, Alger : des origines à la régence turque, Alger, Alpha, 2007, 324 p. (ISBN 978-9961-7-8015-2 et 9961-7-8015-9).
- Pierre Montagnon, Histoire de l'Algérie : Des origines à nos jours, Paris, Flammarion, 2012, 424 p. (ISBN 978-2-85704-204-4).
- Abou Obeïd El Bekri, Abou Obeïd El Bekri, Description de l'Afrique septentrionale : traduit de l'arabe par William Mac Guckin de Slane, Paris, Librairie d'Amérique et d'Orient, Jean Maisonneuve, 1965, 293 p.
- Vincent Lagardère, Les Almoravides jusqu'au règne de Yūsuf B. Tāšfīn (1039-1106), Paris, L'Harmattan, coll. « Histoire et perspectives méditerranéennes », 1989, 239 p.
- Ahmed Koulakssis et Gilbert Meynier, L’émir Khaled : premier zaʼîm ? : identité algérienne et colonialisme français, Paris, éditions L'Harmattan, coll. « Histoire et perspectives méditerranéennes », 1987, 379 p. (ISBN 2-85802-859-1, lire en ligne) — En appendice, choix de documents, dont plusieurs écrits de Khaled ibn el-Hachemi ibn Abdelkader el-Hassani, [Version intégrale du livre.].
- Lemnouar Merouche, Recherches sur l'Algérie à l'époque ottomane, Paris, Bouchene, 2007, 353 p. (ISBN 978-2-912946-95-9 et 2-912946-95-6, lire en ligne).
- Gilbert Meynier, L’Algérie, cœur du Maghreb antique : de l'ouverture islamo-arabe au repli (698-1518), Paris, La Découverte, 2010, 358 p. (ISBN 978-2-7071-5231-2, BNF 42226517)
- Abderrahmane Bouchène, Jean-Pierre Peyroulou, Ouanassa Siari Tengour et Sylvie Thénault, Histoire de l'Algérie à la période coloniale, 1830-1962, Paris, La Découverte, 2012, 784 p. (ISBN 978-2-7071-8231-9 et 2-7071-8231-1, lire en ligne).
- Leïla Ould Cadi Montebourg, Alger, une cité turque au temps de l’esclavage : À travers le Journal d’Alger du père Ximénez, 1718-1720, Montpellier, Presses universitaires de la Méditerranée, 2006 (ISBN 978-2-36781-083-6, lire en ligne).
- Catherine Belvaude, L'Algérie, Montpellier, Karthala, 1991, 335 p. (ISBN 978-2-86537-288-1).
- Jean Delmas, La bataille d'Alger, Larousse, 2007, 256 p. (ISBN 978-2-03-585477-3)
- Sakina Missoum, Alger à l'époque ottomane : la médina et la maison traditionnelle, Edisud, 2003, 279 p. (ISBN 978-2-7449-0307-6).
- Louis Leschi, Comptes rendus des séances de l'année, Éditions Klincksieck, 1941, 310 p.

##### Urbanisme et patrimoine
- Albert Devoulx, Tachrifat : recueil de notes historiques sur l'administration de l'ancienne régence d'Alger, Hachette, 2012 (1re éd. 1852), 106 p. (ISBN 978-2-01-262742-0).
- Nabila Oulebsir, Les usages du patrimoine : monuments, musées et politique coloniale en Algérie, 1830-1930, Paris, Les éditions de la MSH, 2004, 211 p. (ISBN 2-7351-1006-0).
- Jean-Louis Cohen, Nabila Oulebsir, Youcef Kanoun et Dominique Delaunay, Alger : paysage urbain et architectures, 1800-2000, Besançon, Les éditions de l'imprimeur, 2003, 346 p. (ISBN 2-910735-83-4).
- Saïd Almi, Urbanisme et colonisation : présence française en Algérie, Sprimont (Belgique), Éditions Mardaga, 2002, 159 p. (ISBN 2-87009-812-X).
- Bougherira-Hadji Quenza, « Typologies modernes versus typologies traditionnelles dans les médinas algériennes », dans Rehabimed : Architecture Traditionnelle Méditerranéenne, Barcelone, Collegi d’Aparelladors i Arquitectes Tècnics de Barcelona pour Rehabimed, 2007 (ISBN 84-87104-74-6, lire en ligne [PDF]), p. 110.
- Adrian Atkinson, Stratégies pour un développement durable local : renouvellement urbain et processus de transformations informelles, Berlin, Univerlagtuberlin, 2008, 23 p. (ISBN 978-3-7983-2086-4 et 3-7983-2086-1).
- Nassima Dris, « Habiter le patrimoine : monde en marge et identité urbaine : La Casbah d’Alger ou le refuge des exclus », dans Maria Gravari-Barbas, Habiter le patrimoine : Enjeux, approches, vécu, Rennes, Presses universitaires de Rennes, 2005 (ISBN 9782753526754, lire en ligne).
- Mohamed Bencheneb, Catalogue des Manuscrits arabes de la Grande Mosquée d'Alger, Alger, Jourdan, 1909, 109 p.

##### Art
- Marion Vidal-Bué, L'Algérie des peintres : 1830-1960, Alger/Paris, Paris-Méditerranée, 2003, 317 p. (ISBN 2-84272-143-8).
- Farida Rahmani et Mounir Bouchenaki, La Casbah d'Alger : un art de vivre des Algériennes, Paris/Alger, Paris-Méditerranée, 2003, 189 p. (ISBN 2-84272-174-8).
- Mohammed Habib Samrakandi et Hamid Tibouchi, Conte, conteurs et néo-conteurs : usages et pratiques du conte et de l'oralité entre les deux rives de la Méditerranée, Paris, Presses Universitaires du Mirail, 2003, 216 p. (ISBN 2-85816-692-7).
- Paul Eudel, L'orfèvrerie algérienne et tunisienne : Essai d'Art, Paris, Primento, 2015, 549 p. (ISBN 978-2-335-05040-0).
- Manda Tchebwa, L'Afrique en musiques, Montpellier, L'Harmattan, 2012, 344 p. (ISBN 978-2-296-96409-9 et 2-296-96409-5).
- Agence nationale d'édition et de publicité, L'artisanat algérien, Alger, Anep, 1997, 103 p.
- Kaddour MʼHamsadji, Jeu de la boûqâla : contribution à une meilleure connaissance de ce divertissement éducatif et populaire, Alger, Office des publications universitaires, 1989, 236 p. (ISBN 978-9961-0-0578-1).

##### Généraliste
- André Ravéreau, Casbah d'Alger, et le site créa la ville, Paris, Actes Sud, coll. « La Bibliothèque arabe », 2007, 224 p. (ISBN 978-2-7427-6513-3 et 2-7427-6513-1).
- Amine Lebane, Guide de la Casbah d'El-Djazaïr, Alger, Éditions Guidmania, 2009, 255 p.
- Salah Guemriche, Alger la Blanche : biographies d'une ville, Paris, EDI8, 2012, 416 p. (ISBN 978-2-262-04039-0 et 2-262-04039-7).
- Achour Cheurfi, Dictionnaire Encyclopédique de l'Algérie, Alger, ANEP, 2006, 1230 p. (ISBN 978-9947-2-1319-3).
- Gabriel Esquer, Alger et sa région, Paris, Arthaud, 1957, 176 p.
- Alain Vircondelet, Alger, ombres et lumières : Une biographie, Paris, Flammarion, 2014, 228 p. (ISBN 978-2-08-133834-0).
- Nassima Dris, La ville mouvementée. Espace public, centralité, mémoire urbaine à Alger, Alger, Anep, 2002, 436 p. (ISBN 978-2-7475-1812-3).
- Kaddour MʼHamsadji, Casbah d'Alger, autrefois, t. 1 : Histoire. De l’île aux Mouettes à la Casbah, Office des publications universitaires, 2007, 253 p. (ISBN 978-9961-0-1057-0 et 9961-0-1057-4).
- Alain Gedovius, La Casbah d'Alger 1960, L'esprit d'une ville, Paris, Editions Imanta, 2018, 152p.  (ISBN 9782956288206)

#### Périodiques

##### Histoire
- Gabriel Camps, Marcel Leglay, Lucien Golvin, Robert Mantran et Pierre Boyer, « Alger », Encyclopédie berbère, vol. 4,‎ 2012, p. 447-472 (ISSN 2262-7197, lire en ligne).
- Samia Chergui, « Les morisques et l'effort de construction d'Alger aux xviie et xviiie siècles », Cahiers de la Méditerranée, no 79,‎ 2009 (lire en ligne).
- Isabelle Grangaud, « À propos des archives de l’Algérie ottomane : notes sur le rapport entre conditions de production et nature et usages des sources historiques », Ateliers du LESC,‎ 2008 (ISSN 1245-1436, lire en ligne).
- Nedjma Abdelfettah Lalmi, « Du mythe de l’isolat kabyle », Cahiers d’études africaines, no 175,‎ 2004, p. 507-531 (lire en ligne).
- Miriam Hoexter, « Taxation des corporations professionnelles d'Alger à l'époque turque », Revue de l'Occident musulman et de la Méditerranée, vol. 36, no 36,‎ 1983, p. 19-39 (ISSN 2105-2271, lire en ligne).
- Jean-Paul Mari, « Algérie : la Casbah des désespérés », Extrait du Grands Reporters,‎ 1992, p. 1-4 (lire en ligne [PDF]).

##### Urbanisme et patrimoine
- Abdelkader Lakjaa, « Lesbet, Djafar.- La Casbah d’Alger : gestion urbaine et vide social », Insaniyat / إنسانيات, vol. 5,‎ 1998, p. 134-138 (ISSN 2335-1578, lire en ligne).
- Ammara Bekkouche, « Alger dans tous ses éclats », Jeune Afrique, vol. 5, no 2622,‎ 10 avril 2011, p. 134 (ISSN 1950-1285)
- Amina Abdessemed-Foufa, « Le manuel de réhabilitation comme outil de conservation dans le cadre du plan permanent de sauvegarde de la Casbah d'Alger » [PDF], RehabiMed, 2011.
- Dalila Kameche-Ouzidane, « Alger et ses espaces publics. Quelle place pour l’eau dans l’ambiance de la Casbah et la ville ? », dans L’ambiance comme enjeu de l’espace public méditerranéen contemporain (Conférence internationale de Tunis, 24-25-26 février 2014), 2014 (lire en ligne).
- Dalila Kameche-Ouzidane, Les aqueducs à souterazi de la Régence d’Alger, 2013 (lire en ligne)
- Tsouria Kassab, « Réécriture des espaces, entre discours idéologiques et pratiques : La Casbah d’Alger », dans Colloque international, dans le cadre des États généraux du Vieux-Québec, organisé par l’Institut du Nouveau Monde (Montréal, Canada) à l’initiative du Comité des citoyens du Vieux-Québec, 2010 (lire en ligne [PDF]).
- Madani Safar-Zitoun, « Alger ou la recomposition d'une métropole », La pensée de midi, vol. 1, no 4,‎ 2001, p. 30-35 (ISSN 1621-5338, lire en ligne).
- Madani Safar-Zitoun, « Alger d’aujourd’hui : une ville à la recherche de ses marques sociales », Insaniyat /,‎ 2009, p. 44-45 (ISSN 2335-1578, lire en ligne).
- Zineddine Sekfali, « Histoire et architecture à Alger — Que peut-on encore sauver ? », Revue Tourisme Magazine,‎ 2007 (lire en ligne [PDF]).
- Sid Ahmed Baghli, « La préservation du patrimoine : l’exemple du palais du dey d’El Djazaïr », Comptes rendus des séances de l'Académie des Inscriptions et Belles-Lettres, vol. 150, no 1,‎ 2006, p. 552-562 (ISSN 1969-6663, DOI 10.3406/crai.2006.86970, lire en ligne).
- Mustapha Jaouhari, « Abdelhamid Arab : Manuscrits et bibliothèques musulmanes en Algérie », IFAO 2011 Bulletin critique des Annales islamologiques,‎ 2009 (lire en ligne).
- François Souq et Kemal Stiti, « Fouilles récentes à Alger », Les nouvelles de l'archéologie, no 124,‎ 2011 (ISSN 0242-7702, lire en ligne).

##### Art
- Paul Balta, « Alger, capitale de la culture arabe 2007 », Confluences Méditerranée, vol. 2, no 65,‎ 2008, p. 195-198 (ISSN 1148-2664, lire en ligne).
- Lucien Golvin, « Le legs des Ottomans dans le domaine artistique en Afrique du Nord », Revue de l'Occident musulman et de la Méditerranée, vol. 39,‎ 1985, p. 201-226 (ISSN 2105-2271, lire en ligne).
- M. Gast, « Coffre », dans Encyclopédie berbère, vol. 13 : Chèvre – Columnatien, 1er mars 1994 (ISSN 2262-7197, lire en ligne), p. 2035-2042.
- Daïkha Dridi, « La petite musique du voyage au bout de la nuit », La pensée de midi, vol. 1, no 1,‎ 2001, p. 65-71 (ISSN 1621-5338, lire en ligne).
- François Bensignor, « Algérie andalouse : Lili Boniche et El Gusto », Hommes et migrations, vol. 1, no 1,‎ 2012, p. 65-71 (ISSN 2262-3353, lire en ligne).

##### Généraliste
- Ammara Bekkouche, « Ravereau, André. - La Casbah d’Alger, et le site créa la ville. - Préface de Mostéfa Lacheraf », Insaniyat / إنسانيات, vol. 5,‎ 1998, p. 134 (ISSN 2335-1578, lire en ligne).
- Lilia Makhloufi, « Les ambiances dans les vieilles villes algériennes : entre cultures, identités et héritages sensoriels », dans Ambiances in action / Ambiances en acte(s) - International Congress on Ambiances, Montreal 2012, septembre 2012 (ISSN 1969-6663, lire en ligne), p. 487-492.
- Francesco Giovanetti, « De la Casbah d'Alger », Environmental Design: Journal of the Islamic Environmental Design Research Centre 1-2,‎ 1992, p. 66-79 (ISSN 0393-5183, lire en ligne).

#### Géographie
- Alger
- Sahel algérois
- Mitidja
- Communes de la Wilaya d'Alger

#### Histoire
- Zirides
- Régence d'Alger
- Corso

#### Guerre d'Algérie
- Zone Autonome d'Alger. (ZAA)
- Bataille d'Alger
- Bleuite
- Groupe de renseignements et d'exploitation (GRE)
- Dispositif de protection urbaine
- Prison de Barberousse
- Yacef Saadi
- Ali la Pointe
- Hassiba Ben Bouali
- Petit Omar

#### Cinéma
- Pépé le Moko de Julien Duvivier, 1937
- Casbah (Algiers) de John Cromwell, 1938
- Casbah de John Berry, 1948
- Au cœur de la Casbah de Pierre Cardinal, 1952
- La Bataille d'Alger de Gillo Pontecorvo, 1965